# Pandemia de COVID-19 en Cuzco
La pandemia de COVID-19 en Cuzco, originada por el virus SARS-CoV-2, tuvo su primer caso documentado el 13 de marzo de 2020. El brote se extendió a todo el departamento hacia fines de mayo, cuando la provincia de Paucartambo fue la última en declarar tener presencia de infectados.
Hasta el 26 de diciembre de 2023, se registraron 148 250 casos y un saldo de 5313 personas fallecidas.

## Análisis de la situación
De acuerdo con el informe más temprano ofrecido por la Defensoría del Pueblo del Perú (abril de 2020), la infraestructura sanitaria del departamento del Cuzco para afrontar un posible brote epidémico o pandemia por COVID-19, estaba conformada por:
- 12 camas en la UCI.
- 17 camas dirigidas al aislamiento de casos sospechosos de COVID-19.
- 65 camas en la Unidad de Cuidados Intermedios (UCIM) destinado para casos moderados y leves de COVID-19.
- 12 ventiladores mecánicos (8 del Gobierno Regional (GORE) Cusco, 2 del Seguro Social de Salud del Perú (EsSalud) y 2 del Minsa).

## Cronología

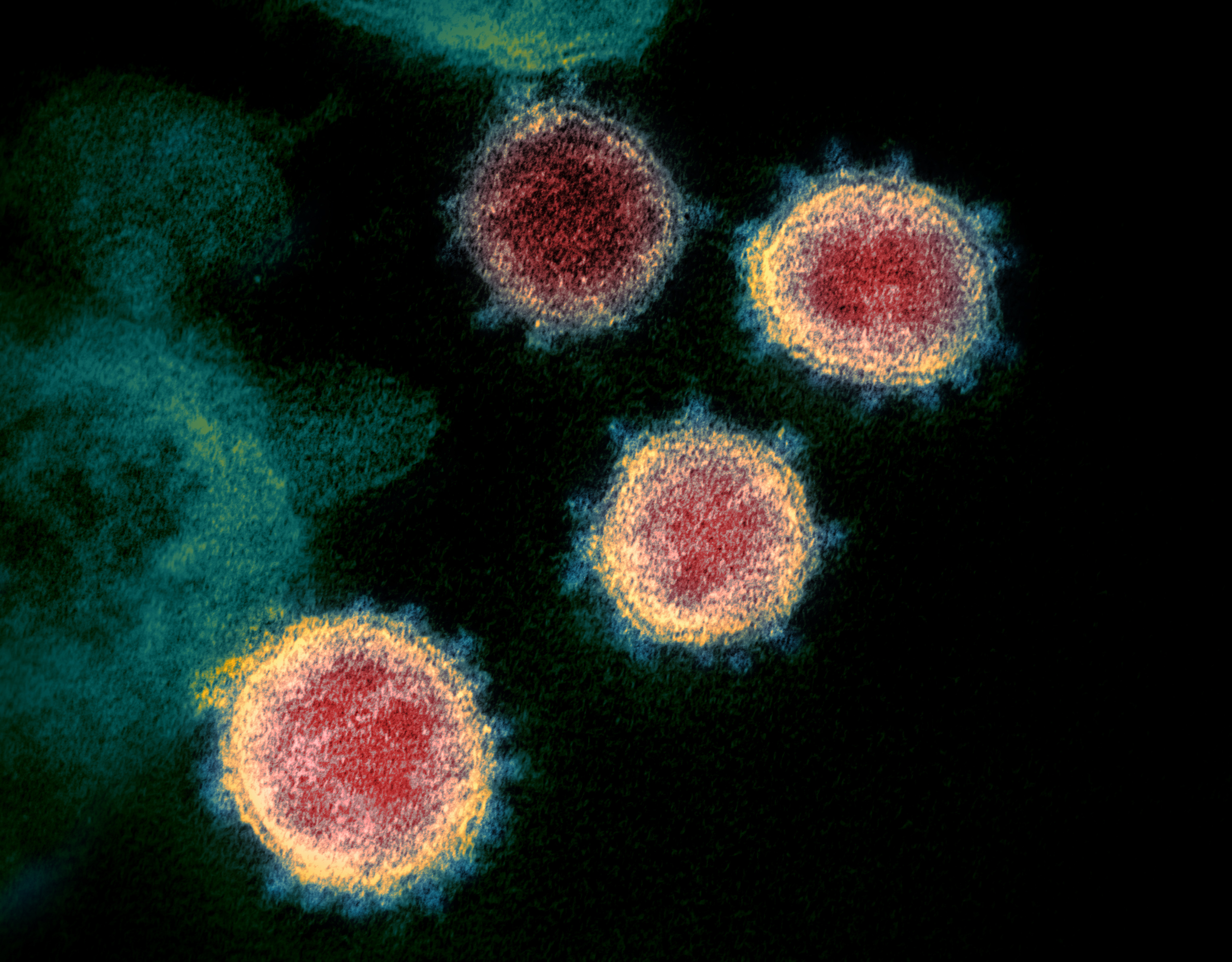
Imagen del SARS-CoV-2 captada a través de un microscopio electrónico de transmisión del Instituto Nacional de Alergias y Enfermedades Infecciosas.

### 2020: Brote inicial, crecimiento exponencial y primera ola
Casos sospechosos
Las primeras sospechas de contagio en el departamento se reportaron el 29 de enero, cuando la Dirección Regional de Salud (Diresa) Cusco anunció la identificación de dos pacientes procedentes de China que llegaron al país desde la ciudad de Pekín con síntomas sospechosos de COVID-19 en el Hospital Regional del Cusco. Al día siguiente, el Gobierno Regional (GORE) Cusco conjuntamente con la Diresa tomaron acciones inmediatas ante la presencia de los casos sospechosos, emitiendo una alerta epidemiológica ante el potencial riesgo de transmisión de nuevos casos de coronavirus. Más tarde, el 4 de febrero, las pruebas de las pacientes resultaron negativas según declararon autoridades del Instituto Nacional de Salud del Perú (INS).
Otros tres casos sospechosos fueron registrados el 2 de marzo, cuando dos cuzqueños procedentes de Italia y un ciudadano francés presentaban sintomatología relacionada con la enfermedad. Inmediatamente fueron derivados a la zona de aislamiento en el Hospital Regional del Cusco, en donde se les tomó muestras para coronavirus. Al día siguiente, las pruebas de los tres pacientes que fueron remitidas a Lima resultaron negativas según informaron las autoridades sanitarias.
El 9 de marzo, la Diresa anunció hasta cuatro casos sospechosos de COVID-19. Se trataba de dos turistas, un colombiano que estuvo de viaje en Estados Unidos y Ecuador, un francés, y una pareja de ciudadanos de Urubamba, (de estos dos últimos no se dan mayores detalles sobre el período de exposición). Los turistas presentaban infección respiratoria y diversos síntomas compatibles con la enfermedad (fiebre, tos, dolor de garganta y diarrea). Los extranjeros permanecieron en aislamiento hasta la obtención de los resultados de sus pruebas.
Primeros casos

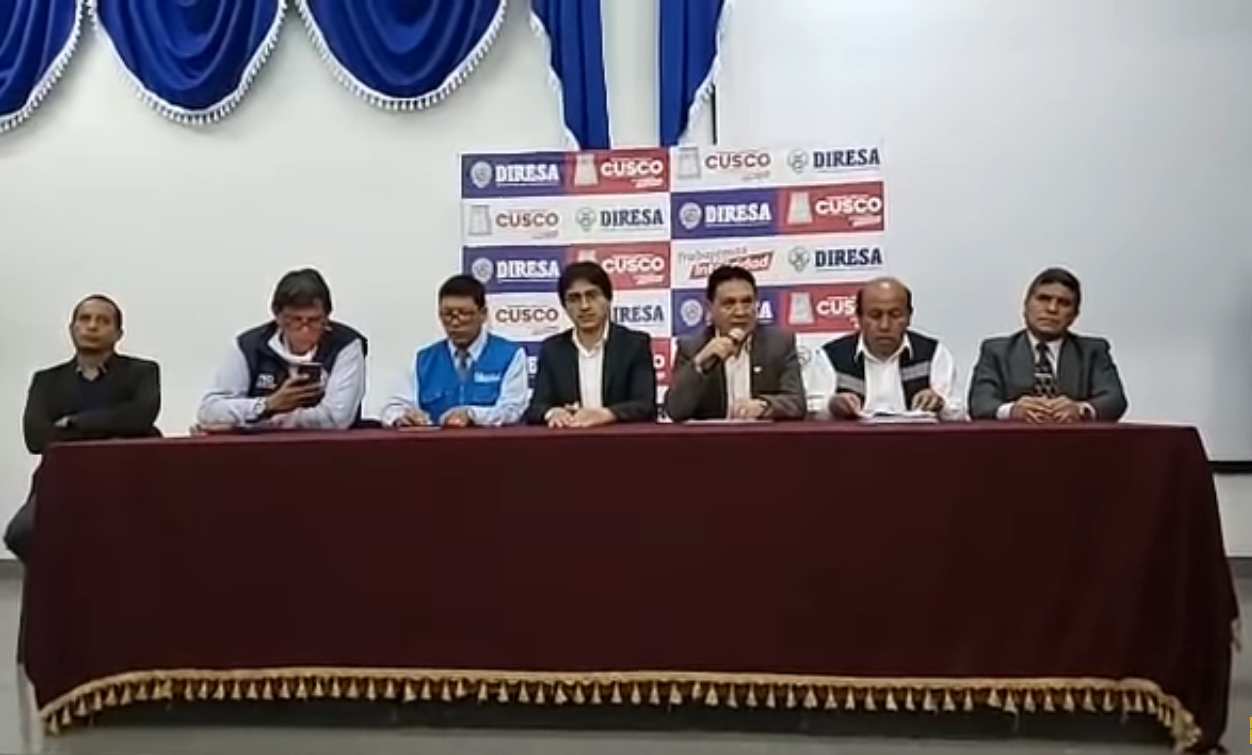
Gobernador del Cusco, en compañía de las autoridades sanitarias de la DIRESA Cusco brindando una conferencia tras el primer caso positivo de COVID-19 en el departamento.

El primer caso confirmado se registró el 13 de marzo de acuerdo con el comunicado vespertino emitido diariamente por el Minsa. Horas más tarde, el entonces Director Regional de Salud del Cusco Darío Navarro proporcionó mayores detalles al respecto, informando que se trataba de un ciudadano cuzqueño de 37 años procedente de un viaje por los Estados Unidos, quien estuvo por estados del país como Maryland, Nueva York, Nueva Jersey y el distrito federal de Washington D. C. y que regresó al Perú a través de un vuelo con destino a la ciudad del Cuzco, haciendo previamente una escala en Lima. Tres de los familiares del «paciente cero» recibieron la indicación de guardar aislamiento preventivo mientras permanecían en observación. Jean Paul Benavente, Gobernador Regional del Cusco indicó que designaron al Centro de Salud de Accamana —localizado en el distrito de San Jerónimo— como centro de captación y atención frente a otros posibles casos de contagio por COVID-19.
Cinco días después, el 18, Jean Paul Benavente, acompañado del titular de la Diresa confirmaron dos nuevos casos de la enfermedad, elevando el total a tres infectados. En conferencia de prensa, refirieron que el contagio se dio en dos extranjeros asintomáticos quienes fueron puestos bajo cuarentena tras haber paseado por destinos turísticos del lugar, como Machu Picchu y el Valle Sagrado de los Incas.
Al día siguiente, el 19, el número de casos positivos ascendió a 4 personas infectadas, según la actualización diaria del Minsa.
El 20 de marzo un turista de nacionalidad mexicana (76 años) fue reportado como sospechoso de haber contraído el coronavirus. De inmediato, el paciente fue aislado en su hospedaje, pero debido a las comorbilidades que padecía, como diabetes y enfermedades cardíacas fue ingresado en la UCI del Hospital Antonio Lorena el 23 de marzo. Desafortunadamente su evolución médica fue desfavorable y tras sufrir una descompensación fallece a las 08:00 a. m. (UTC-5, hora local del Perú) del 24 de marzo en el nosocomio de la ciudad del Cuzco, convirtiéndose en la primera víctima mortal a consecuencia de la COVID-19 en la región. Seis días después se supo que el cuerpo del hombre fue repatriado a su país de origen, a través de una aeronave que sirve a la Fuerza Aérea Mexicana junto a su esposa —quien sufrió un cuadro de depresión aguda—, trasladada a través de una cápsula de aislamiento por médicos de la Diresa, los cuales asistieron a la infectada con un balón de oxígeno.
Creación del «Comando COVID-19» e inicio de la fase 3
El 12 de abril la Diresta confirmó que el Cuzco comenzó la transición hacia la fase 3, donde los casos dejan de ser foráneos y los contagios se manifiestan en habitantes nativos. Unos días después, el 15, se estableció la creación del Comando de Operaciones Regional COVID-19 para hacer frente a la enfermedad en el departamento mediante Decreto Regional N° 005-2020. El Comando Regional de Operaciones tendría una vigencia de hasta 15 días posteriores a la finalización del estado de emergencia sanitaria tras la pandemia de COVID-19.
El 7 de mayo Jean Paul Benavente anunció en sesión extraordinaria que el departamento ingresaba a la fase de transmisión comunitaria de contagios de COVID-19.
Fase 4: Transmisión sostenida
Medidas sanitarias
Colapso hospitalario
Durante la primera semana de agosto, empiezan a surgir problemas relacionados con la capacidad hospitalaria en el departamento. A través de la oficina de la Defensoría del Pueblo del Cusco, la entidad exige celeridad en el proceso de instalación de camas en las áreas de hospitalización moderada y UCI para la atención temprana de los pacientes diagnosticados con la enfermedad durante el colapso sanitario. Durante la emergencia sanitaria, la presión hospitalaria llegó a colapsar en dos oportunidades; mientras ocurría la primera ola de contagios (agosto - septiembre de 2020) y después, durante la segunda ola de contagios (enero - marzo de 2021).
Reactivación económica
Cuarentena focalizada
Debido a la «Reanudación de las actividades», que comprende la apertura progresiva de muchos de los negocios en el país, el gobierno decide cambiar la «Cuarentena nacional» por una «Cuarentena focalizada» el día 26 de junio y que rige a partir del 1 de julio. Esta nueva cuarentena mantiene las medidas de restricción de la cuarentena anterior, pero su restricción es limitada a nivel provincial o departamental según lo que establece la Dirección General de Epidemiología del Ministerio de Salud. Así, mediante el Decreto Supremo N° 137-2020-PCM, que entró en vigencia a partir del 1 de agosto de 2020, se decretó cuarentena focalizada en las provincias del Cuzco y La Convención. Once días después, mediante una reforma en las restricciones, se ordenó que según el Decreto Supremo N° 139-2020-PCM, las dos provincias anteriormente mencionadas mantenían la cuarentena focalizada, mientras que la medida entraría en vigor, adicionalmente, en las provincias de Anta, Canchis, Espinar y Quispicanchi con fecha límite de vencimiento 31 de agosto. Al día siguiente, el ejecutivo anunció una segunda cuarentena a nivel regional, en cuatro departamentos, abarcando también al Cuzco, esto como medida de prevención ante la alta incidencia de contagios por la COVID-19. La medida tuvo vigencia desde el 1 de septiembre hasta el 30 del mismo mes.
Reducción de los casos
A principios de septiembre, Dante Cersso, jefe de la Unidad de Inteligencia y Análisis de Datos de EsSalud, reveló que el departamento empezaba a presentar un marcado descenso de 54% en los casos confirmados frente a la última semana de agosto. Por su parte, el Consejo Regional Cusco del Colegio Médico del Perú (CMP) coincidió con las declaraciones anteriores, afirmando que se registró una disminución en el número de casos confirmados en la ciudad del Cuzco debido al descenso en la velocidad de transmisión, ampliación en la capacidad de respuesta hospitalaria y apoyo del sector privado respecto a la dotación de oxígeno que la situación demandó.
Visita de Vizcarra al Cuzco
El 22 de septiembre el presidente visitó el departamento con motivo de inauguración de la Villa EsSalud Cusco, destinada a la atención de pacientes diagnosticados con COVID-19. El centro hospitalario temporal fue equipado con 100 camas para el cuidado de enfermos con cuadros clínicos leves y moderados además de contar con 120 profesionales de la salud capacitados para atender oportunamente los casos. El mandatario también anunció que incrementaría la capacidad hospitalaria en los centros de salud de Sicuani y Quillabamba, disponiendo de cincuenta camas en cada nosocomio.
Alivio de las restricciones
El 30 de septiembre, el Gobierno decide dar por finalizada la cuarentena en 193 de las 196 provincias del país (esto incluía las 13 provincias del Cuzco), con excepción de Abancay, Huamanga y Huánuco. Al día siguiente, el Ejecutivo anunció que Cuzco junto a tres regiones sureñas aún mantendrían vigente la medida dominical de inmovilización social obligatoria, así como la prohibición de circulación de vehículos particulares. Para el 21 de octubre, Vizcarra deja sin efecto el toque de queda en todo el país desde el 25 de octubre, sin embargo, todavía restringe el uso de autos privados los días domingo.

### 2021: Resurgimiento de una segunda ola
Antecedentes: Preparación ante posible segunda ola
En noviembre de 2020, la Diresa ya contaba con un plan de preparación y respuesta ante la posibilidad de una segunda ola por la pandemia de COVID-19 que afecta a la región. En esa instancia, la entidad de salud buscaba evitar dicho escenario con la finalidad de proteger la vida y salud de la población.
Especialistas en salud pública de la Diresa, advirtieron a la población sobre un probable incremento de los contagios de la enfermedad en el departamento. Indicaron que uno de los motivos de ese leve incremento se debería a la movilización de personas durante las fiestas de fin de año (Navidad y Año Nuevo), lo cual incrementó el riesgo de un potencial aumento de casos.
Inicio
El 11 de marzo de 2021, los funcionarios de la Geresa, revelaron que desde entonces en las dos semanas próximas, la región llegaría a la meseta de contagios tras la segunda ola de contagios en la región, debido al incremento continuo diario de nuevos diagnosticados y fallecidos, así como en la letalidad.
Variantes del SARS-CoV-2

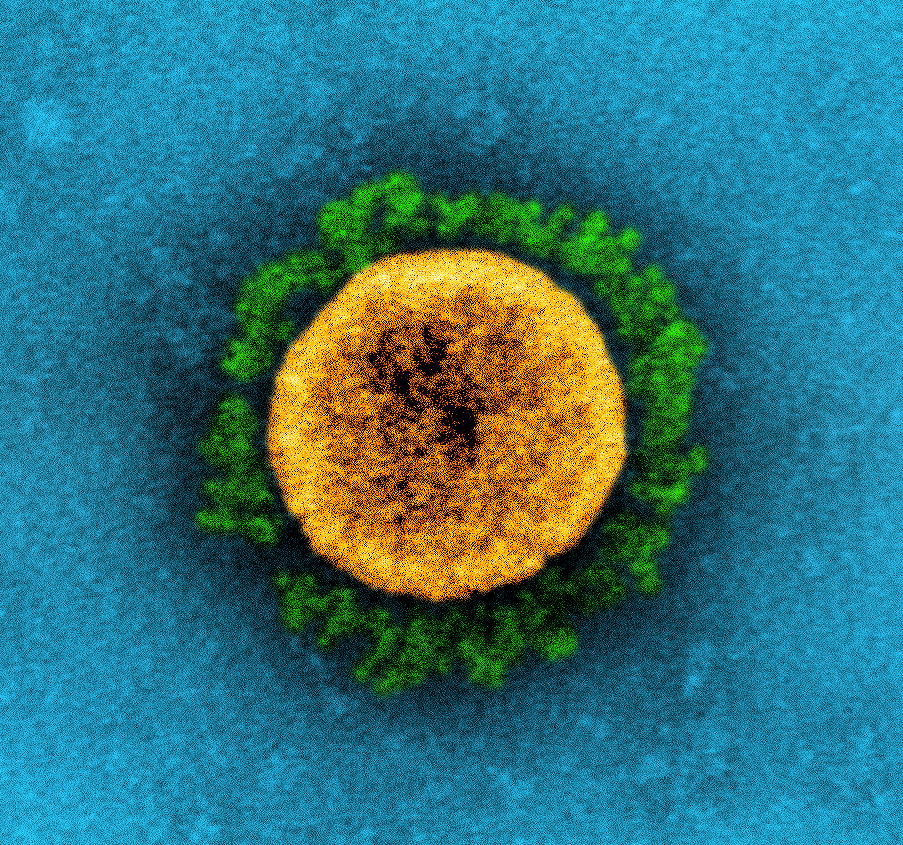
Imagen de la variante B.1.1.7 captada a través de un microscopio electrónico de transmisión del Instituto Nacional de Alergias y Enfermedades Infecciosas.

Fue así como la variante alfa identificada por primera vez en el Reino Unido empezó a propagarse a nivel nacional a finales de marzo, siendo. 
El 27 de marzo, el INS informó que viene recogiendo muestras en pacientes de ocho departamentos del país, en los que se encuentra el Cuzco, para la detección mediante secuenciamiento genético de las variantes gamma (P.1), identificada por primera vez en Brasil y alfa (B.1.1.7), encontrada inicialmente en el Reino Unido, además de otras de menor relevancia. Más tarde, el jueves 7 de abril, mediante una publicación vía Twitter, el INS confirmó la presencia de la variante gamma en 10 regiones del país, incluida el Cuzco. En la jurisdicción, se efectuaron 40 muestras para distintas variantes, y se detectó la variante gamma en el 70% de las pruebas (28 casos), el 2.5% pertenecía a la variante alfa (1 caso) y el resto, 27.5% (11 casos) representaban otras variantes de menor preocupación.
A mediados de junio, el ministro Ugarte sostuvo que tras el hallazgo de la variante delta (B.1.617.2), descubierta originalmente en la India y recientemente en el departamento de Arequipa, enviaría equipos médicos del Minsa especializados en la detección de mutaciones del coronavirus a las regiones de Moquegua, Cuzco y Puno. Más tarde, a finales del mes, el director del Hospital Regional del Cusco, Jorge Galdós Tejada descartó la presencia de la variante delta en el departamento, tras el tamizaje de un caso reportado como sospechoso. El funcionario precisó que el paciente había llegado desde Arequipa, y posteriormente fue hospitalizado hasta que se produjo su deceso, una semana antes de la toma de la muestra. En julio, el médico epidemiólogo Pablo Grajeda proyectó que ante la eventual llegada de una tercera ola ocasionada por la variante delta, el Cuzco sería la región más afectada del sector sur del país, con una estimación de 2 mil 900 fallecidos en el peor escenario. El 22 de agosto, se confirmó el primer caso de la variante delta en el distrito de Pimentel, Lambayeque. La Geresa de dicha región también especificó que el paciente se trataba de un ciudadano de 30 años que retornó de un viaje a la ciudad del Cuzco en compañía de su esposa y cuñada, lo que convirtió en ese entonces al departamento del Cuzco como un posible foco de transmisión de la variante de origen indio.
Cuzco como destino turístico cinematográfico
En medio de la incertidumbre ocasionada por la prevalencia de una nueva variante del COVID-19 transmitiéndose en el territorio, la compañía cinematográfica Paramount Pictures, por intermedio de la Comisión de Promoción del Perú para la Exportación y el Turismo (PromPerú) confirmó al Perú como uno de los escenarios para la grabación de la película de la nueva saga de Transformers: el despertar de las bestias. Dos de las locaciones previstas para el rodaje de la cinta, eran el departamento de San Martín y Cuzco. La última región mencionada, incluía ubicaciones tales como la ciudad imperial y Machu Picchu. De esta manera, la presidenta ejecutiva de PromPerú, Amora Carbajal, resaltó que la elección de estos dos puntos del país «servirían como una estrategia para impulsar el turismo y la reactivación económica». En octubre, la Cámara de Comercio y la Municipalidad Provincial del Cusco revelaron que las grabaciones de Transformers: el despertar de las bestias y La Reina del Sur generaron ingresos económicos valorizados en S/ 12 000 000 (aproximadamente US$ 3 000 000). Para el mes de noviembre, Fredy Deza, gerente regional de Comercio Exterior y Turismo del Cusco confirmó para La República que otras dos  producciones cinematográficas estaban interesadas en filmar y grabar en escenarios cuzqueños.
Llegada de mu y delta a la región

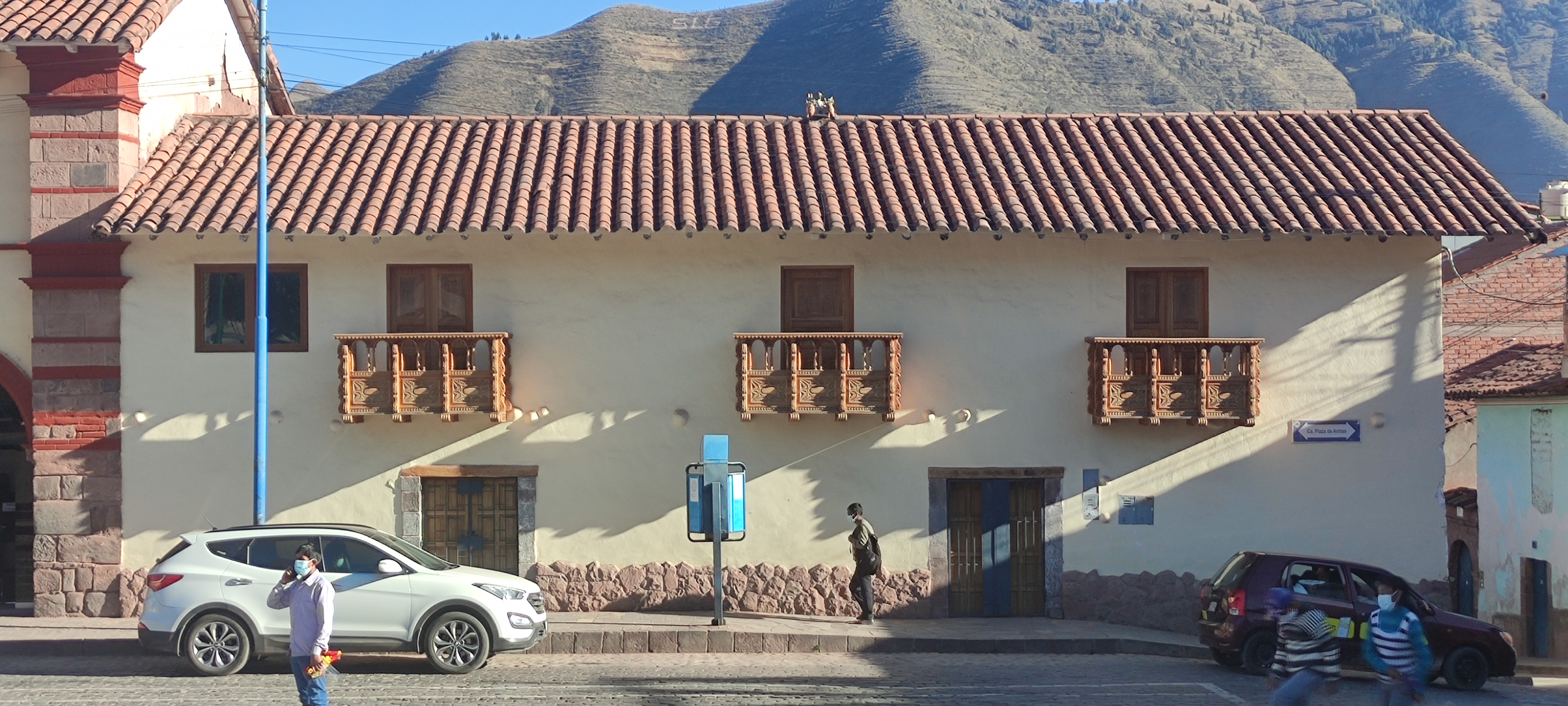
Personas llevando mascarillas durante la nueva normalidad en San Jerónimo, Cuzco.

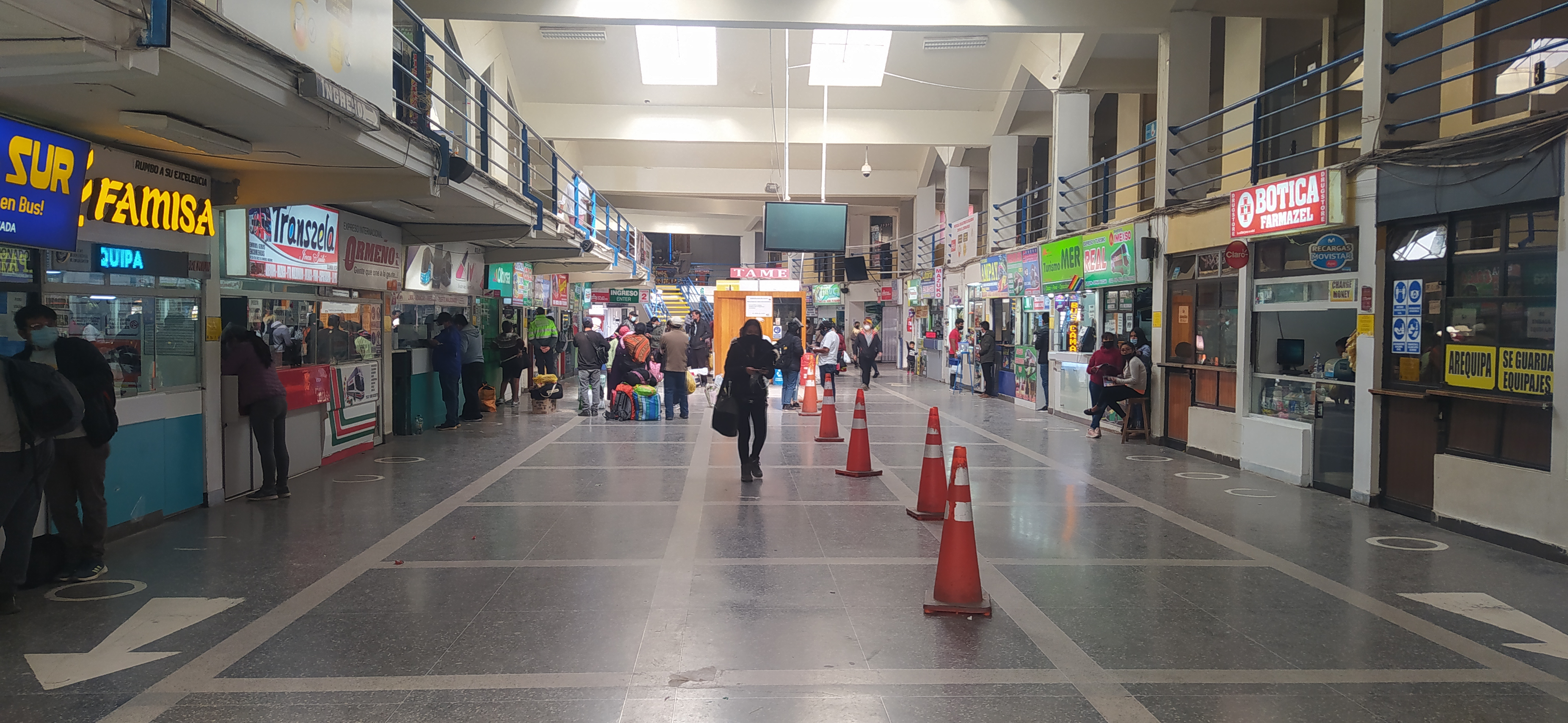
En octubre de 2021, durante conferencia de prensa del Consejo de Ministros presidida por la recién asumida premier Mirtha Vásquez, se anunció que las personas mayores de 45 años que no contaban con las dos dosis de la vacuna contra la COVID-19 no podrían realizar viajes interprovinciales. En la fotografía, la Terminal Terrestre del Cuzco semi-vacía.

El 4 de septiembre, el ministro de Salud anunció la identificación de la variante mu (B.1.621) en quince regiones del país, en las que se encontraba el Cuzco teniendo un caso confirmado de dicha variante. El anuncio se dio mientras la OMS mantiene en vigilancia a la mutación procedente de Colombia. Al día siguiente, durante la supervisión de la sexta edición de la «Vacunatón» llevada a cabo en el departamento, el gobernador de la región reconoció que se habían registrado tres casos de la variante delta en la circunscripción, hallándose uno en el distrito de Wánchaq, otro en San Sebastián y un último en Saylla. Según la Plataforma de Georreferenciación de Casos de la Variante de Preocupación B.1.6.17.2, proporcionada por el INS, respecto a la actualización correspondiente al 4 de septiembre, de los 3 casos, todos presentaron como síntomas; tos, fiebre, escalofríos, malestar general y cefalea. Dos tercios de los casos, mostraron tener anosmia. El 8 de septiembre, el recién asumido gerente regional de Salud, Javier Ramírez Escobar, confirmó la creación de un laboratorio en la región para el procesamiento genómico e identificar las variantes del SARS-CoV-2 que circulan en la macrorregión sur del Perú.
Propuesta de creación de pasaporte COVID-19
El 8 de septiembre, el gobernador del Cusco expuso ante la prensa la creación de un pasaporte COVID-19 que permitiría un conjunto de incentivos a los turistas quienes visiten el sitio y que cuenten con ambas dosis de la vacuna contra la enfermedad. En esa instancia, precisó que sería un modelo similar al que se han emitido en países extranjeros y que implicaría el libre acceso a distintos comercios.
Avance de delta
El 22 de septiembre, Escobar anunció la confirmación de cinco nuevos pacientes infectados con la variante delta, totalizando ocho casos a nivel regional. Uno de los casos procedía de Saylla, elevándose el total a dos en el distrito, ya que el primer infectado contagió a este contacto cercano, mientras que se halló otros cuatro en Wánchaq, ascendiendo la cifra a cinco. El Gerente Regional de Salud comunicó que el hallazgo masivo de nuevos casos en este último distrito se debía a que era un sector comercial de la Ciudad Imperial, además dijo que según las estimaciones realizadas, el departamento ingresaría a una tercera ola durante la tercera semana de octubre. Este anuncio se hizo juntamente cuando el INS declaró a la variante delta como la cepa predominante en la nación, desplazando así a Lambda (C.37) y Gamma. A finales de septiembre, Escobar confirmó que la variante delta era la tercera cepa predominante en la región, mientras que la variante oriunda de Brasil ocupaba el segundo lugar con 30 casos y la variante procedente del Perú, era la dominante con 170 casos. Según el INS hasta el 29 de dicho mes se registraron 15 casos, duplicándose la cifra inicial reportada hacía una semana en el departamento.
Intervenciones policiales durante fin de año
A consecuencia de las festividades de fin de año, el Ministerio del Interior del Perú (MININTER) ordenó el despliegue de operativos policiales para inspeccionar e incluso ingresar a los domicilios en caso se celebren reuniones que inciten a las concentraciones masivas de personas durante la emergencia sanitaria. El 26 de octubre, durante una reunión conformada por el Comité Provincial de Seguridad Ciudadana de Cusco (COPROSEC) en compañía de diversas autoridades de resguardo del orden, alcaldes provinciales y municipales se acordó ordenar el cierre de la Plaza de Armas y el Centro Comercial Real Plaza Cusco debido a la aglomeración de gente —en especial de menores de edad— que generarían las locaciones frente a las fiestas que conmemoran Halloween y el día de la Canción Criolla el 31 de octubre. La medida también aplicó a los cementerios de la ciudad, entre los que se encontraban La Almudena, San José de Huancaro y otros más, durante el 31 de octubre, 1 (día de Todos los Santos) y 2 de noviembre. Por su parte, el presidente del directorio de la Empresa Municipal de Festejos del Cusco (EMUFEC), Fernando Santoyo, pactó que en la Feria del Tanta Wawa y del Lechón próxima a realizarse en la Plaza San Francisco se prohibiría el consumo de bebidas alcohólicas.
Tras las fiestas decembrinas de Nochebuena (24 de diciembre), Navidad (25 de diciembre) y la víspera del Año Nuevo (31 de diciembre-1 de enero), efectivos de la Policía Nacional del Perú (PNP) de la comisaría de la localidad de Izcuchaca (Anta) intervinieron a cincuenta y dos personas quienes organizaron una fiesta COVID-19 en la discoteca Kalambuko. En el operativo se encontró a los participantes desacatando las medidas sanitarias de bioseguridad mientras bebían alcohol. Los infractores fueron sancionados con papeletas y los dueños del local serían denunciados por atentar contra la salud pública.
Avance y dominancia de la variante delta
El 8 de noviembre, Pulso Regional pudo revelar que hasta entonces se había encontrado la presencia de la variante delta en 76 personas de la región, aunque con pocas horas de diferencia, el 9 del mismo mes, en diálogo con Javier Ramírez Escobar, el diario El Sol del Cusco pudo confirmar que la misma variante había sido identificada entre 64 personas, superando a Lambda. Esta situación generó una discrepancia en el número de casos en un corto margen de tiempo. Los dos medios informativos coincidieron en reportar que la cepa había sido descubierta en la población de cuatro provincias del departamento: Cusco, La Convención, Calca y Urubamba. También se supo que la mutación de la misma, delta plus (AY.4.2) no se había hallado en la jurisdicción.
Aumento en la ocupación hospitalaria
Durante la primera semana de noviembre, Escobar informó de un nuevo aumento en la cifra de pacientes internados en las camas UCI en la región, principalmente en el grupo etario desde los 20 hasta los 50 años, debido a que entre este sector de la población había una mayor resistencia a la vacuna contra la COVID-19. El funcionario también señaló estar de acuerdo con la medida de implementar un carné de vacunación. Pocos días después, la autoridad regional del sector sanitario precisó que los pacientes internados de gravedad comprendían el rango de edad a partir de los 20 hasta los 40 años. En la UCI, el 90% de los enfermos representaban a la población no vacunada, mientras que el 10% restante contaba con una sola dosis.

### Principios de 2022: Tercera ola y aumento supersónico de casos
Antecedentes: Plan de preparación
Los primeros indicios del comienzo de una tercera ola fueron expuestos por el ministro de Salud, Hernando Cevallos, el 16 de agosto cuando anunció un incremento en el número de contagiados con la variante B.1.617.2 en el territorio.
Para el 6 de septiembre, autoridades del GORE presentaron un plan de respuesta ante una posible tercera ola ocasionada por la COVID-19, que estaba comprendida por una serie de medidas que buscaban no saturar el sistema sanitario.
Inicio: Llegada de ómicron al país
Una tercera ola de contagios a nivel nacional comenzó a finales de 2021, asociada a la llegada de la variante ómicron al país el 19 de diciembre, pero no fue hasta el 4 de enero de 2022 cuando Cevallos oficializó el comienzo de un nuevo auge pandémico.
Medidas inmediatas
Tras la primera detección de ómicron en el Perú, varias regiones empezaron a tomar medidas a fin de detectar la cepa más contagiosa conocida de la enfermedad. Cuzco no fue la excepción y a comienzos del nuevo año, el GORE inició las labores de preparación con relación a la tercera ola, impulsando la vacunación masiva de rezagados y personas aptas a recibir su dosis de refuerzo. Asimismo, priorizaron la atención de los pacientes perjudicados por la enfermedad. En simultáneo, la preocupación creció entre la población y autoridades tras los últimos informes que publicaba la Geresa registrando un nuevo aumento en los casos diarios en comparación a meses anteriores, alcanzando cifras récord de más de quinientos infectados en las últimas 24 horas.
Crisis de los centros de testeo
El 6 de enero de 2022, la Geresa reforzó el diagnóstico temprano de casos de la enfermedad, ordenando la apertura de trece puntos de descarte para la toma de exámenes de COVID-19 en la provincia más populosa, Cuzco. Ese mismo día, el organismo confirmó la presencia de la cepa en un paciente de 22 años de acuerdo a un comunicado nocturno que emitieron. La información preliminar indicó que el enfermo, con domicilio en el distrito de San Jerónimo se encontraba recuperando de la enfermedad sin sufrir mayores problemas. Además, el titular de la institución, Javier Ramírez se pronunció al respecto, precisando que las brigadas de salud activaron el cerco epidemiológico con el objetivo de localizar a los contactos directos y cercanos al paciente índice. Para el término de la primera semana del año, Cuzco ya registraba índices de positividad que oscilaban entre el 16 al 21%, percibiéndose así un acelerado incremento de casos. Ramírez señaló que de continuar la tendencia en escalada, la región podría superar la cifra del cincuenta porcentual en dicho indicador. Durante dos días consecutivos (9 y 10 de enero), Cuzco alcanzó el millar de nuevos infectados en un día, superando el pico de contagios registrado en anteriores oleadas. Debido al desenfrenado crecimiento exponencial ocurrido en el departamento, los puntos de diagnóstico de COVID-19 de la provincia cuzqueña lucieron abarrotados de personas quienes argumentaban presentar síntomas de la enfermedad. Frente a la alta demanda, se inauguró un centro adicional de tamizaje para COVID-19 en el estadio Inca Garcilaso de la Vega. Respecto a la crítica situación sanitaria, Jean Paul Benavente instó al gobierno de Pedro Castillo gestionar «una mejor política nacional de tratamiento contra la COVID-19 que alcance a todos los hogares peruanos».
Dominancia de ómicron
El 19 de enero, Darío Navarro, director de la Oficina de Inteligencia Sanitaria de la Geresa, confirmó que la variante ómicron ya era la cepa predominante del virus en el departamento, desplazando así a delta. Para entonces, ómicron representaba del 75 al 80% de los casos reportados en lo que iba de transcurrido el 2022. En el caso de las pruebas remitidas semanalmente al INS para secuenciamiento genómico ocurrió un fenómeno similar, debido a que del 80 a 85% de las muestras resultaron positivas a ómicron.

### Fines de 2022: Quinta ola
Antecedentes: Plan de preparación
Inicio: Promedio de casos diarios presentan ligera alza
El 1 de diciembre, la Geresa informó de un leve alza en los casos confirmados en la región, donde se pasó de 10 casos a 70 pacientes contagiados en tan solo una semana. Poco antes de las festividades de fin de año, la Geresa expresó su preocupación

## Respuesta del gobierno

### Toque de queda

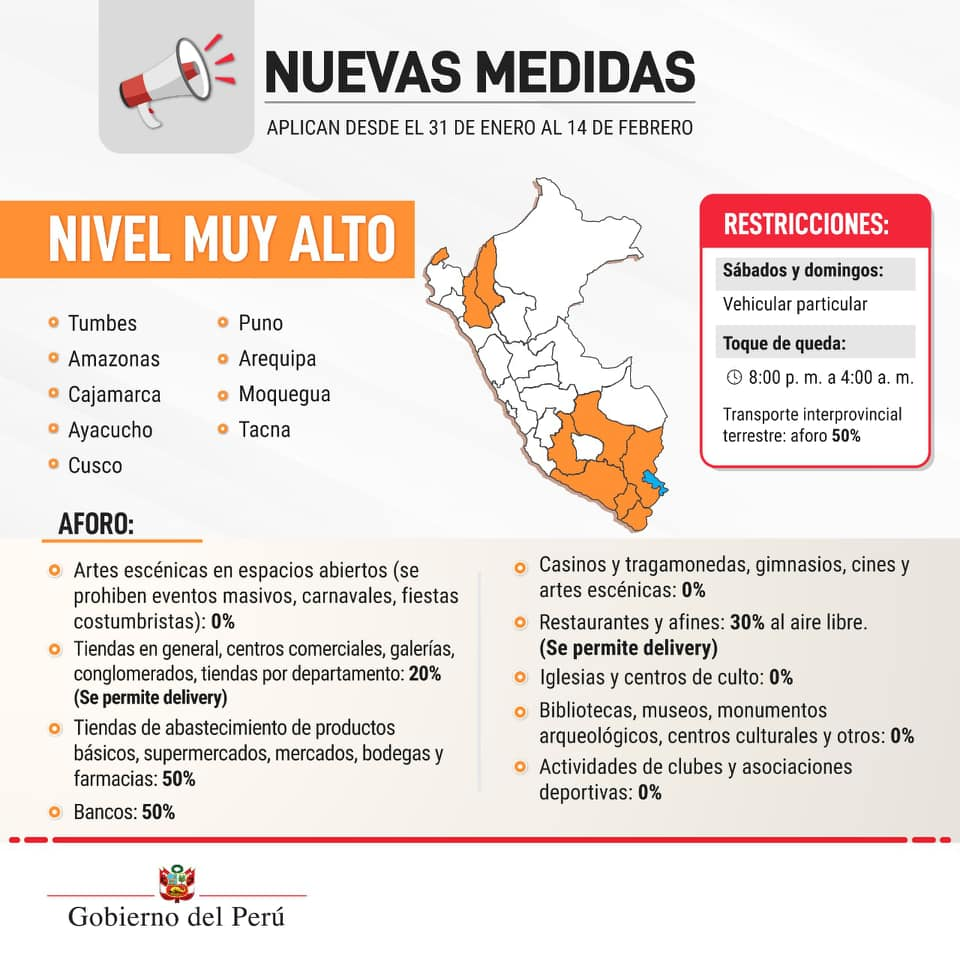
Nuevas medidas aplicadas por departamento del país, según el gobierno del Perú.

El 4 de abril, la Región Policial Cusco informó a la ciudadanía que 3 mil 915 personas desacataron la orden de inmovilización social dispuesta por el gobierno, de las cuales 580 aún permanecían en calidad de detención. El Coronel Alejandro Castillo, jefe de la Región Policial Cusco hizo hincapié en que la población debe ser consciente de la situación para lograr enfrentar exitosamente la pandemia.
Durante el primer día del segundo período de cuarentena focalizada, la Policía Nacional llevó a cabo un total de 163 intervenciones por desobediencia al aislamiento social obligatorio.
El 26 de enero de 2021, debido al resurgimiento de una segunda ola y una mayor incidencia en la violación de la cuarentena, el gobierno vuelve a establecer una serie de medidas para contener el avance del COVID-19 en el país. Según las nuevas medidas adoptadas, los departamentos del país serían clasificados por niveles de riesgo según la cantidad de contagios que se registren. El departamento del Cuzco fue considerado en nivel muy alto, y las medidas tendrían vigencia a partir del 31 de enero hasta el 14 de febrero.
El 11 de febrero, el gobierno anunció una ampliación de la cuarentena, basándose en una reforma del sistema en el que ha decidido implementar medidas a nivel provincial. En el departamento del Cuzco, se eleva al nivel extremo, las provincias de La Convención y Canchis, mientras que las once provincias restantes permanecen bajo el nivel muy alto. Esta ampliación implica que la fecha límite de aplicación ya no sea el 14 de febrero, sino, el 28 de febrero. Las medidas incluían;
- Inmovilización social obligatoria desde el 15 de febrero.
- Los centros de abastecimiento solo podrán operar hasta las 18:00 UTC-5.
- Prohibición de consumo en restaurantes (permisión de servicio a delivery).
- Suspensión de celebraciones, tales como: festivales, fiestas patronales, actividades civiles o reuniones de toda índole.
- El tránsito de vehículos particulares sigue siendo limitado, con excepción de motivos laborales sacando un pase de tránsito.

| Nivel de riesgo | Nivel de riesgo | Provincia | Restricciones | Mapa |
| --------------- | --------------- | --------- | --- | ---- |
|                 | Moderado        | - Todas   | - Inmovilización social obligatoria: Lunes a domingo (1:00 a. m. - 4:00 a. m.) |      |
|                 | Alto            | - Ninguna | - Prohibición de circulación en vehículos particulares: Domingos - Inmovilización social obligatoria: Lunes a domingo (23:00 p. m. - 4:00 a. m.) - Transporte interprovincial: Libre |      |
|                 | Muy Alto        | - Ninguna | - Transporte interprovincial terrestre: 50 - 100% de aforo regulado por el MTC - Inmovilización social obligatoria: Lunes a domingo (22:00 p. m. - 4:00 a. m.) - Prohibición de circulación en vehículos particulares: Domingos - Eventos masivos y festividades: Prohibidos                                                                                       |      |
|                 | Extremo         | - Ninguna | - Transporte interprovincial terrestre: 50 - 100% de aforo regulado por el MTC - Reuniones en espacios abiertos o cerrados: Prohibidos - Inmovilización social obligatoria: Lunes a sábado (21:00 p. m. - 4:00 a. m.) y domingo (4 a. m. - 4 a. m.) - Eventos masivos y festividades: Prohibidos - Toque de queda: 21:00 p. m. - 04:00 a. m. - Playas: 0% de aforo |      |

| 4 |                           |                       |                           |  |  |  |  |  |  |  |  |  |  | 008 |
| 5 |                           |                       |                           |  |  |  |  |  |  |  |  |  |  | 008 |
| 6 |                           |                       |                           |  |  |  |  |  |  |  |  |  |  | 008 |
| 7 |                           |                       |                           |  |  |  |  |  |  |  |  |  |  | 023 |
| 8 |                           |                       |                           |  |  |  |  |  |  |  |  |  |  | 023 |
| 9 |                           |                       |                           |  |  |  |  |  |  |  |  |  |  | 036 |
| 10 |                           |                       |                           |  |  |  |  |  |  |  |  |  |  | 036 |
| 11 |                           |                       |                           |  |  |  |  |  |  |  |  |  |  | 046 |
| 12 |                           |                       |                           |  |  |  |  |  |  |  |  |  |  | 046 |
| 13 |                           |                       |                           |  |  |  |  |  |  |  |  |  |  | 058 |
| 14 |                           |                       |                           |  |  |  |  |  |  |  |  |  |  | 058 |
| 15 |                           |                       |                           |  |  |  |  |  |  |  |  |  |  | 058 |
| 16 |                           |                       |                           |  |  |  |  |  |  |  |  |  |  | 076 |
| 17 |                           |                       |                           |  |  |  |  |  |  |  |  |  |  | 076 |
| 18 |                           |                       |                           |  |  |  |  |  |  |  |  |  |  | 076 |
| 19 |                           |                       |                           |  |  |  |  |  |  |  |  |  |  | 092 |
| 20 |                           |                       |                           |  |  |  |  |  |  |  |  |  |  | 092 |
| 21 |                           |                       |                           |  |  |  |  |  |  |  |  |  |  | 092 |
| 22 |                           |                       |                           |  |  |  |  |  |  |  |  |  |  | 105 |
| 23 |                           |                       |                           |  |  |  |  |  |  |  |  |  |  | 105 |
| 24 |                           |                       |                           |  |  |  |  |  |  |  |  |  |  | 105 |
| 25 |                           |                       |                           |  |  |  |  |  |  |  |  |  |  | 123 |
| 26 |                           |                       |                           |  |  |  |  |  |  |  |  |  |  | 123 |
| 27 |                           |                       |                           |  |  |  |  |  |  |  |  |  |  | 123 |
| 28 |                           |                       |                           |  |  |  |  |  |  |  |  |  |  | 131 |
| 29 |                           |                       |                           |  |  |  |  |  |  |  |  |  |  | 131 |
| 30 |                           |                       |                           |  |  |  |  |  |  |  |  |  |  | 144 |
| 31 |                           |                       |                           |  |  |  |  |  |  |  |  |  |  | 144 |
| 32 |                           |                       |                           |  |  |  |  |  |  |  |  |  |  | 144 |
| 33 |                           |                       |                           |  |  |  |  |  |  |  |  |  |  | 144 |
| 34 |                           |                       |                           |  |  |  |  |  |  |  |  |  |  | 149 |
| 35 |                           |                       |                           |  |  |  |  |  |  |  |  |  |  | 149 |
| 36 |                           |                       |                           |  |  |  |  |  |  |  |  |  |  | 151 |
| 37 |                           |                       |                           |  |  |  |  |  |  |  |  |  |  | 151 |
| 38 |                           |                       |                           |  |  |  |  |  |  |  |  |  |  | 152 |
| 39 |                           |                       |                           |  |  |  |  |  |  |  |  |  |  | 152 |
| 40 |                           |                       |                           |  |  |  |  |  |  |  |  |  |  | 159 |
| 41 |                           |                       |                           |  |  |  |  |  |  |  |  |  |  | 159 |
| 42 |                           |                       |                           |  |  |  |  |  |  |  |  |  |  | 163 |
| 43 |                           |                       |                           |  |  |  |  |  |  |  |  |  |  | 163 |
| 44 |                           |                       |                           |  |  |  |  |  |  |  |  |  |  | 167 |
| 45 |                           |                       |                           |  |  |  |  |  |  |  |  |  |  | 167 |
| 46 |                           |                       |                           |  |  |  |  |  |  |  |  |  |  | 168 |
| 47 |                           |                       |                           |  |  |  |  |  |  |  |  |  |  | 168 |
| 48 |                           |                       |                           |  |  |  |  |  |  |  |  |  |  | 174 |
| 49 |                           |                       |                           |  |  |  |  |  |  |  |  |  |  | 174 |
| 50 |                           |                       |                           |  |  |  |  |  |  |  |  |  |  | 179 |
| 51 |                           |                       |                           |  |  |  |  |  |  |  |  |  |  | 179 |
| 52 |                           |                       |                           |  |  |  |  |  |  |  |  |  |  | 179 |
| 2022 |                           |                       |                           |  |  |  |  |  |  |  |  |  |  |     |
| 1 |                           |                       |                           |  |  |  |  |  |  |  |  |  |  | 186 |
| 2 |                           |                       |                           |  |  |  |  |  |  |  |  |  |  | 002 |
| 3 |                           |                       |                           |  |  |  |  |  |  |  |  |  |  | 005 |
| 4 |                           |                       |                           |  |  |  |  |  |  |  |  |  |  | 005 |
| 5 |                           |                       |                           |  |  |  |  |  |  |  |  |  |  | 010 |
| 6 |                           |                       |                           |  |  |  |  |  |  |  |  |  |  | 010 |
| 7 |                           |                       |                           |  |  |  |  |  |  |  |  |  |  | 015 |
| 8 |                           |                       |                           |  |  |  |  |  |  |  |  |  |  | 015 |
| \| Gobierno de Francisco Sagasti: Nivel de alerta: Extremo Gobierno de Pedro Castillo: Nivel de alerta: Extremo \| Nivel de alerta: Muy alto \| Nivel de alerta: Alto \| Nivel de alerta: Moderado \| |                           |                       |                           |  |  |  |  |  |  |  |  |  |  |     |
| Gobierno de Francisco Sagasti: Nivel de alerta: Extremo Gobierno de Pedro Castillo: Nivel de alerta: Extremo                                                                                          | Nivel de alerta: Muy alto | Nivel de alerta: Alto | Nivel de alerta: Moderado |  |  |  |  |  |  |  |  |  |  |     |

| Gobierno de Francisco Sagasti: Nivel de alerta: Extremo Gobierno de Pedro Castillo: Nivel de alerta: Extremo | Nivel de alerta: Muy alto | Nivel de alerta: Alto | Nivel de alerta: Moderado |

### Plan económico

#### Proceso de reactivación económica
El proceso de reactivación económica en Cuzco se compondrá de 3 fases, anunció el GORE:
| Proceso de reactivación económica en Cusco | Proceso de reactivación económica en Cusco |
| Fase                                       | Ruta estratégica propuesta para la implementación del plan de reactivación |
| ------------------------------------------ | --- |
| Contención                                 | Inició en julio de 2020, y consiste en los siguientes puntos: Creación de nuevos sistemas de salud y ampliación de la capacidad de atención de la infraestructura sanitaria actual en hospitales de mayor importancia en la región. Diseño y estandarización de procedimientos de ejecución de protocolos de evacuación desde las regiones al Cusco y de la Ciudad del Cusco hacia las provincias. Incremento de la capacidad de atención y cobertura en el Hospital Antonio Lorena y Hospital Regional. Instalación de sistemas de fumigación móviles y estacionarias en 'zonas calientes' de la Ciudad del Cusco. Implementación de mercados móviles con buenos protocolos de inocuidad sanitaria. Subvenciones para los factores de producción del sector agropecuario, principalmente para insumos y maquinaria. |
| Estabilización                             | Se tiene previsto su inicio en 2021, y consiste en los siguientes puntos: Implementación de medidas de innovación laboral para la aceleración de proyectos de Inversión del Gobierno Regional. Promover el inicio de los proyectos estratégicos en la región Cusco: Aeropuerto Internacional de Chinchero. Vía Expresa. Hospital Antonio Lorena. Sistema de apoyo a la formalización empresarial para posibilitar su acceso a procesos de apoyo empresarial surgidas desde el Gobierno Nacional. Implementación de PROCOMPITE regional para sectores priorizados participativamente. Promoción de canales de comercio con la marca de calidad "Cómprale al Cusco" para actividades económicas potenciales. Promoción de ahorros productivos gracias a la masificación del gas como alternativa de uso energético en el transporte cusqueño. Diversificación de la matriz energética gracias a la puesta en funcionamiento de plantas de gas en la provincia de La Convención. |
| Recuperación                               | Se tiene previsto su inicio en 2022, y consiste en los siguientes puntos: Ordenamiento del sector turístico generando protocolos en todas sus tipologías y creando marcas de distinción en las cadenas que forman parte de los productos distintivos de la región. Generación de empleos ambientales gracias a la mejora de procesos de captura de recursos hídricos y la cobertura arborícola en la región del Cusco. |

### Crítica

#### Desfase de casos y muertos
A inicios de la primera y única gestión del ministro de salud, Víctor Zamora, diversos medios de comunicación pusieron en cuestionamiento las diferencias abismales entre las cifras de contagiados y fallecidos que reportan el Minsa y las Diresas/Geresas y Diris. Ante la interrogante, el ministro respondió lo siguiente;

"Los expertos de la sala situacional se basan en un promedio de 20 mil pruebas diarias, aunque no reciben esa cantidad de resultados diariamente."
Víctor Zamora, durante una conferencia de prensa.

“Cada vez que se realiza un tamizaje para prueba rápida o para PCR tiene que ser ingresado a un aplicativo llamado SIS Covid. Una vez que se ingrese los datos en su totalidad a ese aplicativo, la información se actualiza inmediatamente. Lamentablemente, muchas regiones toman la muestra pero no hacen el registro inmediato y siguen el registro en hojas regulares, pasados los días recién lo registran. Más claro es que, no lo están llenando de manera oportuna”.
Juan Herrera, asesor del ex-ministro Víctor Zamora.

Tiempo después, la ministra de salud, Pilar Mazzetti señaló durante una entrevista al Diario Gestión, que el desfase producido entre las cifras del Minsa vs. las entidades regionales de salud, se debe a que este último ente de salud a nivel departamental contabiliza a aquellos pacientes asintomáticos que han dado positivo a una prueba, mientras que el organismo de salud pública nacional considera solo a los enfermos sintomáticos. Aun así, detalló que en ambos casos, "las cifras son transparentes y veraces".

## Respuesta médica

### Respiradores mecánicos
El brote por COVID-19 en el país ocasionó que los sistemas de salud de varios departamentos atravesaran un colapso sanitario, con lo cual las autoridades pertinentes tuvieron que emprender esfuerzos por la obtención de ventiladores mecánicos y otros insumos médicos a fin de poder superar la crisis de salud sin mayores dificultades. Es por ello que a principios de abril, el Cuzco contando con 10 ventiladores mecánicos tuvo que ampliar su capacidad a 12 camas con este implemento médico para fines del mismo mes. En el Hospital Antonio Lorena, por ejemplo, durante la primera semana de abril la cifra de ventiladores se incrementó de 5 a 10 en una semana según declaraciones de Jean Paul Benavente en una entrevista al diario Gestión. En el Hospital Quillabamba, por su parte, se implementaron dos ventiladores mecánicos debido al acelerado incremento de casos positivos en la provincia durante la mitad del 2020.

### Laboratorios
Durante enero y febrero de 2020, cuando la COVID-19 estaba recién siendo estudiada, el único laboratorio peruano que podía realizar la detección de la enfermedad era el del INS. Los primeros casos sospechosos reportados en la región fueron descartados mediante un resultado después de aproximadamente 24 horas por parte de un certificado del INS ya que inicialmente las muestras tomadas en Cuzco tenían que ser enviadas a Lima para su posterior análisis. No fue hasta el 18 de marzo cuando el GORE Cusco a través de su cuenta de Facebook hizo oficial la inauguración del primer laboratorio apto para el descarte de COVID-19 en el departamento. A su vez, se anunció que el laboratorio también recibiría muestras de Apurímac, Madre de Dios y Puno. Tiempo después, a través de su sitio web, el INS confirma la existencia de tres laboratorios en el departamento (uno privado y dos públicos) que funcionan para el descarte de la enfermedad mediante pruebas moleculares, los cuales operan en la Clínica Integra Médica Perú, el Hospital Nacional Adolfo Guevara Velasco y el Hospital Regional del Cusco.

### Muestras
El 19 de mayo, el Minsa hizo entrega de 7850 pruebas rápidas para la detección de COVID-19. Asimismo, también hizo llegar más de 2.2 toneladas de equipos de protección personal para su posterior distribución en distintos puntos de salud del departamento. Más tarde, el 21 de mayo, la empresa minera Antapaccay haría entrega de cinco mil pruebas rápidas, una ambulancia y un equipo moderno de atención para pacientes COVID-19, que incluía camillas multipropósito, monitores de funciones vitales, una cama clínica multipropósito y un ventilador mecánico, destinados al Hospital de Yauri, principal centro médico de la provincia de Espinar. El 27 de agosto, el Consorcio Camisea entregó más de 3600 pruebas rápidas de COVID-19, cuatro aspiradores de secreción y cinco carpas a la Micro Red de Salud - Camisea.
El 5 de febrero de 2021, el Minsa a través del Centro Nacional de Abastecimiento de Recursos Estratégicos en Salud (CENARES) distribuyeron más de ochocientas mil pruebas antigénicas en todo el país, abasteciendo de 53 150 test a la región cuzqueña.

### Estudio de seroprevalencia
| Estudio de seroprevalencia (en el departamento del Cuzco) | Estudio de seroprevalencia (en el departamento del Cuzco) | Estudio de seroprevalencia (en el departamento del Cuzco) | Estudio de seroprevalencia (en el departamento del Cuzco) |
| Ubicación                                                 | Porcentaje de positivos                                   | Positivos estimados                                       |                                                           |
| --------------------------------------------------------- | --------------------------------------------------------- | --------------------------------------------------------- | --------------------------------------------------------- |
| Quillabamba                                               | 20.6%                                                     | 6265                                                      |                                                           |
| Distrito del Cuzco                                        | 38.1%                                                     | 47 502                                                    |                                                           |
| Cuzco Metropolitano                                       | 35.3%                                                     | 113 960                                                   |                                                           |
| Positividad global                                        | 33.3%                                                     | 167 727                                                   |                                                           |

## Vacunación

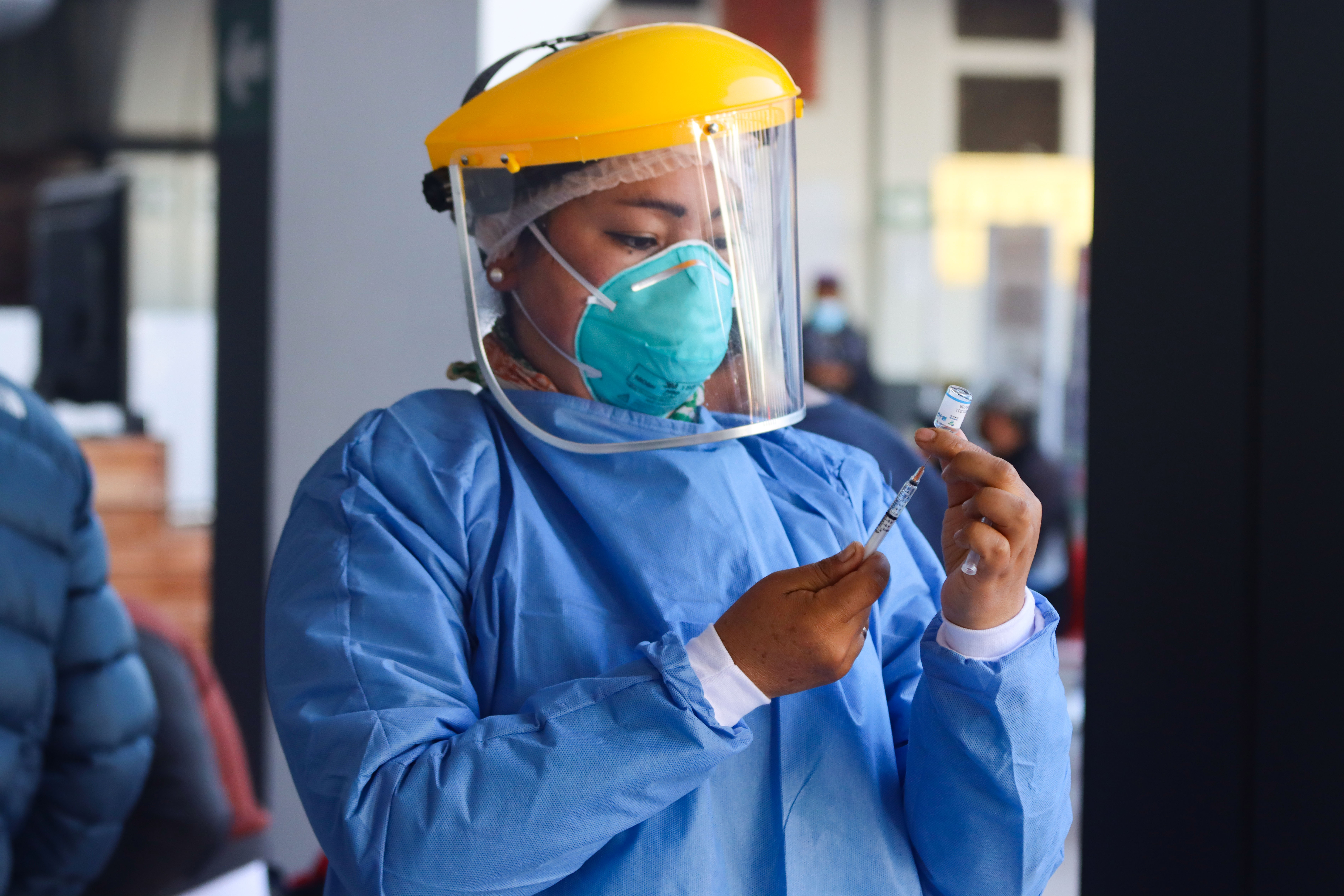
Brigadista de la Vacunatón Cusco sosteniendo una jeringa de la vacuna de Sinopharm contra la COVID-19.

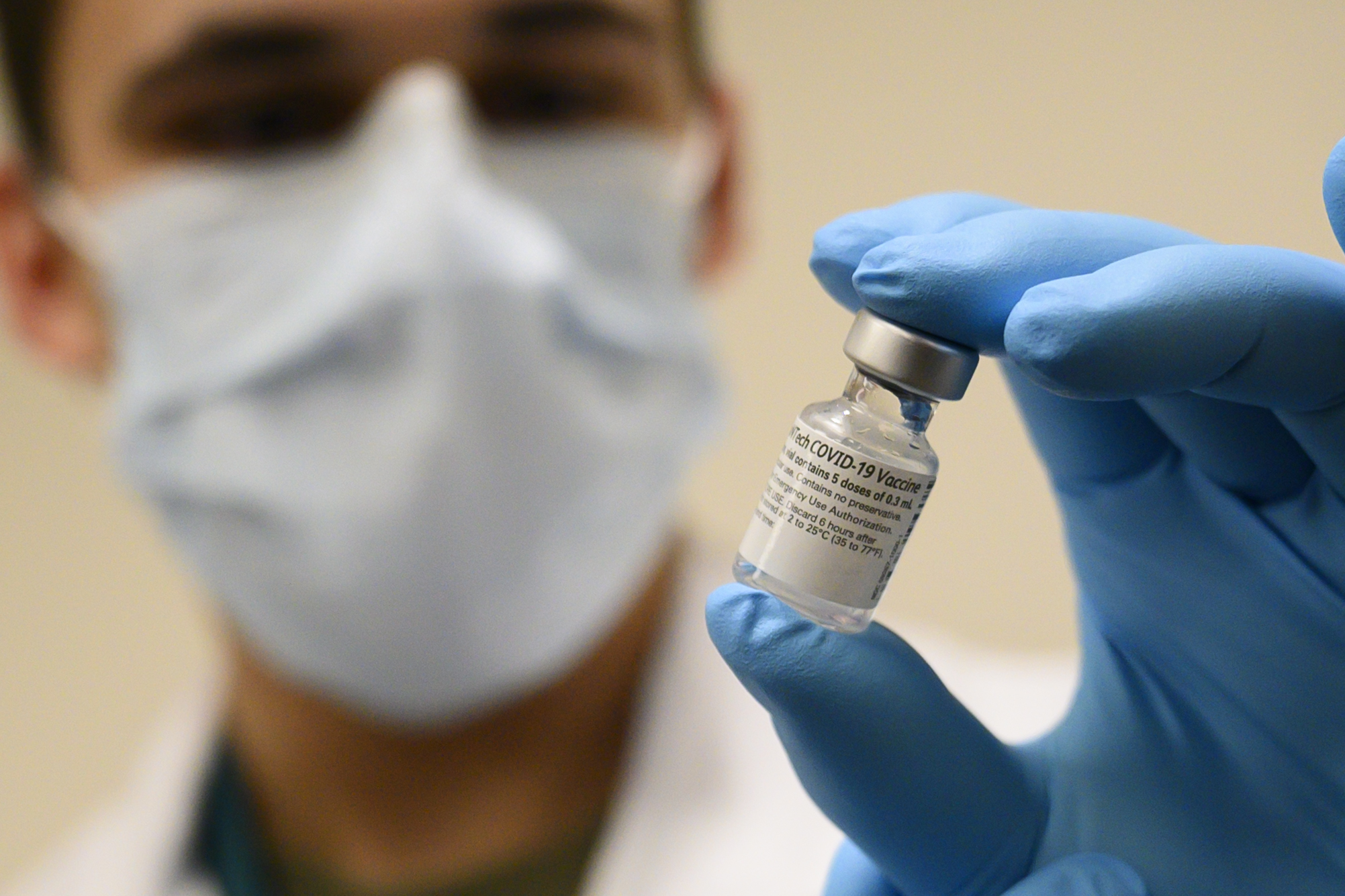
Vacuna de Pfizer-BioNTech contra la COVID-19, aprobada mediante registro sanitario condicional por el estado peruano.

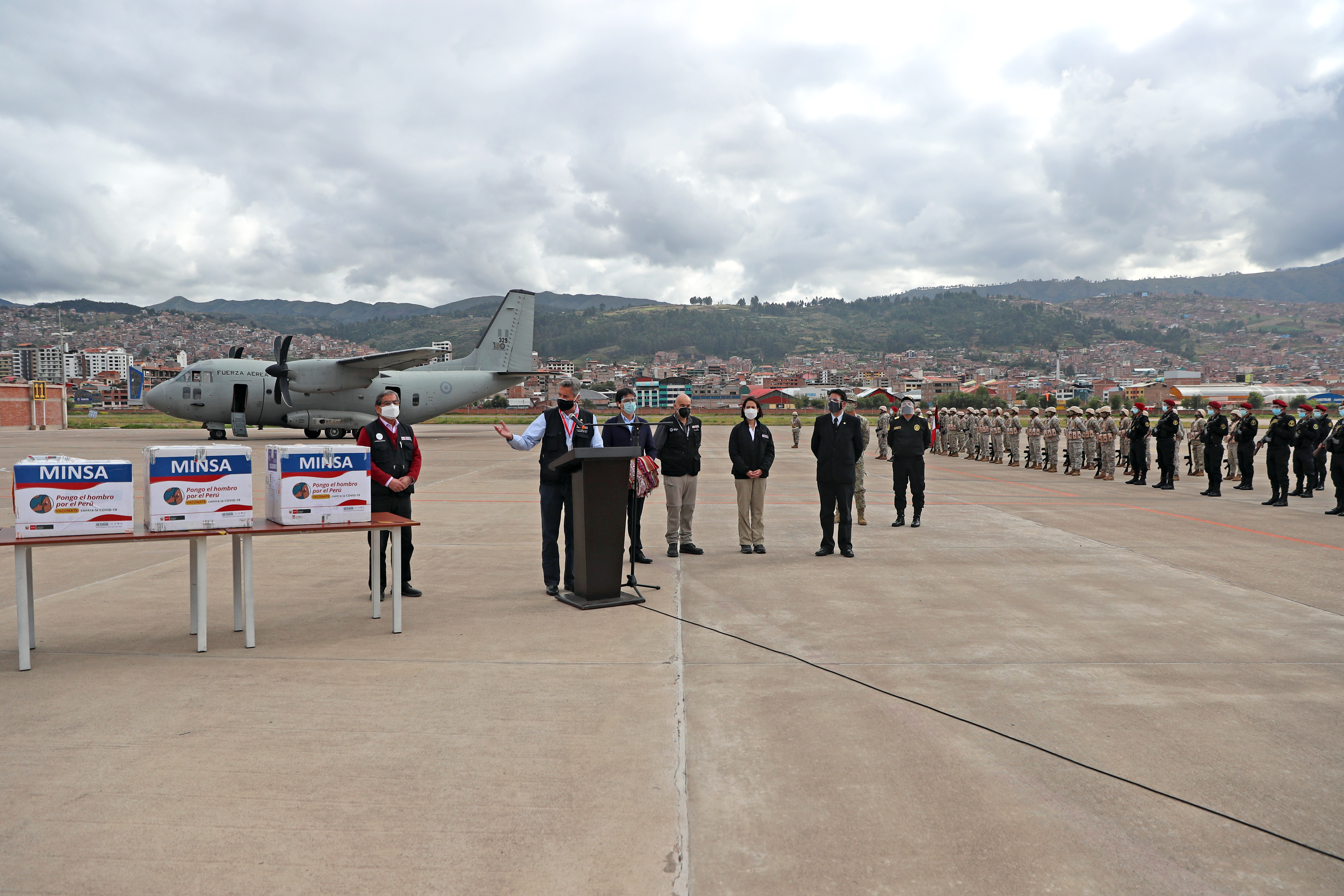
Francisco Sagasti haciendo entrega de un lote de 17 mil 550 vacunas de Pfizer-BioNTech al departamento cuzqueño.

El 8 de enero de 2021 durante una conferencia de prensa, el gobernador del Cuzco anunció que el departamento estaba gestionando la llegada de 500 mil dosis de la vacuna contra la COVID-19 para inmunizar a 250 mil ciudadanos residentes en la región, para cubrir así al primer grupo prioritario de personas según su condición de vulnerabilidad, como personal sanitario, policial, adultos mayores y personas con condiciones especiales.
Hasta el 13 de diciembre de 2021 se notificaron 1813 casos de Eventos Supuestamente Atribuidos a la Vacunación o Inmunización (ESAVI) entre efectos adversos de magnitud leve y moderada.

### Estadísticas

#### Cobertura de vacunación según grupo etario
| Datos registrados hasta el 10 de octubre de 2022                                                                       | Datos registrados hasta el 10 de octubre de 2022 | Datos registrados hasta el 10 de octubre de 2022 | Datos registrados hasta el 10 de octubre de 2022 | Datos registrados hasta el 10 de octubre de 2022 | Datos registrados hasta el 10 de octubre de 2022 | Datos registrados hasta el 10 de octubre de 2022 | Datos registrados hasta el 10 de octubre de 2022 | Datos registrados hasta el 10 de octubre de 2022 | Datos registrados hasta el 10 de octubre de 2022 | Datos registrados hasta el 10 de octubre de 2022 | Datos registrados hasta el 10 de octubre de 2022 | Datos registrados hasta el 10 de octubre de 2022 |
| Grupo etario | Población objetivo                               | Primera dosis                                    | Primera dosis                                    | Segunda dosis                                    | Segunda dosis                                    | Tercera dosis                                    | Tercera dosis                                    | Cuarta dosis                                     | Cuarta dosis                                     | Bivalente                                        | Bivalente                                        | Total dosis aplicadas                            |
| Grupo etario | Población objetivo                               | Total                                            | % pob.                                           | Total                                            | % pob.                                           | Total                                            | % pob.                                           | Total                                            | % pob.                                           | Total                                            | % pob.                                           | Total dosis aplicadas                            |
| --- | ------------------------------------------------ | ------------------------------------------------ | ------------------------------------------------ | ------------------------------------------------ | ------------------------------------------------ | ------------------------------------------------ | ------------------------------------------------ | ------------------------------------------------ | ------------------------------------------------ | ------------------------------------------------ | ------------------------------------------------ | ------------------------------------------------ |
| 80 a + | 31 271                                           |                                                  | %                                                |                                                  | %                                                |                                                  | %                                                |                                                  | %                                                |                                                  | %                                                |                                                  |
| 70 a 79 | 54 159                                           |                                                  | %                                                |                                                  | %                                                |                                                  | %                                                |                                                  | %                                                |                                                  | %                                                |                                                  |
| 60 a 69 | 96 507                                           |                                                  | %                                                |                                                  | %                                                |                                                  | %                                                |                                                  | %                                                |                                                  | %                                                |                                                  |
| 50 a 59 | 143 692                                          |                                                  | %                                                |                                                  | %                                                |                                                  | %                                                |                                                  | %                                                |                                                  | %                                                |                                                  |
| 40 a 49 | 187 358                                          |                                                  | %                                                |                                                  | %                                                |                                                  | %                                                |                                                  | %                                                |                                                  | %                                                |                                                  |
| 30 a 39 | 228 775                                          |                                                  | %                                                |                                                  | %                                                |                                                  | %                                                |                                                  | %                                                |                                                  | %                                                |                                                  |
| 20 a 29 | 318 123                                          |                                                  | %                                                |                                                  | %                                                |                                                  | %                                                |                                                  | %                                                |                                                  | %                                                |                                                  |
| 12 a 19 | 154 802                                          |                                                  | %                                                |                                                  | %                                                |                                                  | %                                                |                                                  | %                                                |                                                  | %                                                |                                                  |
| 5 a 11 | 177 961                                          |                                                  | %                                                |                                                  | %                                                |                                                  | %                                                |                                                  | %                                                |                                                  | %                                                |                                                  |
| 1 a 4 | 93 358                                           |                                                  | %                                                |                                                  | %                                                |                                                  | %                                                |                                                  | %                                                |                                                  | %                                                |                                                  |
| < 1* | 10 193                                           |                                                  | %                                                |                                                  | %                                                |                                                  | %                                                |                                                  | %                                                |                                                  | %                                                |                                                  |
| Total | 1 496 199                                        |                                                  | %                                                |                                                  | %                                                |                                                  | %                                                |                                                  | %                                                |                                                  | %                                                |                                                  |
| (*) Nota: Este grupo etario comprende a niños de entre 6 y 11 meses de edad quienes no alcanzan el primer año de vida. |                                                  |                                                  |                                                  |                                                  |                                                  |                                                  |                                                  |                                                  |                                                  |                                                  |                                                  |                                                  |

## Impacto

### Social
Marzo de 2020: Histeria colectiva
Al mismo tiempo que se impusieron las primeras medidas gubernamentales para combatir la pandemia de COVID-19, en el plano local se produjeron compras de víveres de manera impulsiva y desenfrenada durante el 11 de marzo, incitadas por la desinformación cibernética. Como resultado, algunos mayoristas quedaron desabastecidos de artículos de primera necesidad.
Abril de 2020: Retorno de cuzqueños a su región de origen
Desde mediados de abril, la extensión del aislamiento social decretado por el gobierno ocasionó que miles de personas, especialmente desde Lima, optaran por regresar a sus regiones de procedencia. El 22 de abril, La República expuso de manera pública, imágenes de cuzqueños retornado a su región. Ese mismo día, el GORE Cusco anunció que tenía inscritas a 20 000 personas que deseaban regresar o salir del Cuzco. Dos vuelos pagados por la Minera Las Bambas traerían a 372 adultos y 15 niños. En esa línea, el Gobernador Regional informó sobre la llegada de vuelos humanitarios y la contratación de equipos médicos para monitorear a los transeúntes.

### Educación
2020: Cierre nacional
| Escolares sin acceso a la educación remota (según provincia del Cuzco hasta el 7 oct. 2020) | Escolares sin acceso a la educación remota (según provincia del Cuzco hasta el 7 oct. 2020) |
| Provincia                                                                                   | Estudiantes                                                                                 |
| ------------------------------------------------------------------------------------------- | ------------------------------------------------------------------------------------------- |
| La Convención                                                                               | 9631                                                                                        |
| Cuzco                                                                                       | 6835                                                                                        |
| Canchis                                                                                     | 2593                                                                                        |
| Chumbivilcas                                                                                | 2485                                                                                        |
| Quispicanchi                                                                                | 1790                                                                                        |
| Urubamba                                                                                    | 1715                                                                                        |
| Calca                                                                                       | 1680                                                                                        |
| Anta                                                                                        | 1554                                                                                        |
| Paucartambo                                                                                 | 1487                                                                                        |
| Espinar                                                                                     | 904                                                                                         |
| Canas                                                                                       | 724                                                                                         |
| Acomayo                                                                                     | 543                                                                                         |
| Paruro                                                                                      | 422                                                                                         |
| Total                                                                                       | 32 363                                                                                      |

«Aprendo en casa» es la estrategia educativa a distancia que se emplea en los centros educativos estatales.

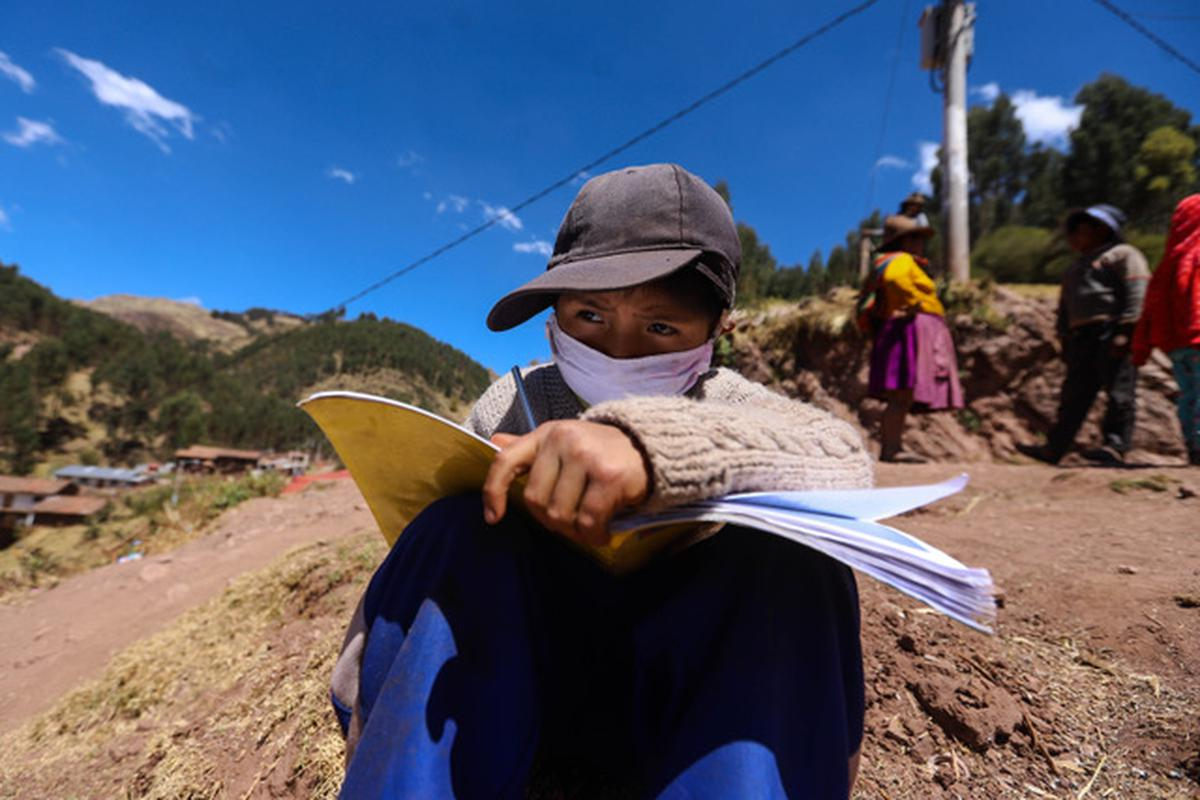
Un niño cuzqueño sufriendo las dificultades del acceso a la educación digital, en la comunidad de Mayrasco.

La pérdida de clases ocasionada por la postergación obligó al Ministerio de Educación (Minedu) a plantear la educación a distancia creando el programa «Aprendo en casa» para la recuperación de clases. Dada las dificultades derivadas de la escasez de recursos y la accidentada geografía del Perú, el acceso a la educación a distancia sigue siendo un impedimento para el aprendizaje de los menores en el departamento. Arturo Ferro, Director Regional de Educación del Cusco, informó mediante un comunicado que cerca de 32 363 estudiantes no tenían acceso a la educación remota en la región durante el 2020.
El 14 de agosto, un brote originado en la Universidad Nacional de San Antonio Abad del Cusco (UNSAAC) afectó a alrededor de 60 personas, entre quienes se encontraban estudiantes, docentes y personal administrativo. Esto obligó a las autoridades del centro universitario a suspender las labores presenciales, adoptando el sistema de educación virtual por 15 días.
2021: Reapertura progresiva
El 16 de enero, el último reporte epidemiológico de la Geresa, anunciaba la identificación de 422 casos positivos diarios. Este fuerte incremento de contagios comparativamente con días pasados se debía al tamizaje de postulantes a la UNSAAC previamente a dar su examen de admisión. De los analizados, 239 estudiantes resultaron positivos a COVID-19, incrementado la tasa de contagios en el grupo etario de adolescentes (de 10 a 19 años) de 1961 a 2210 casos.
El 6 de abril, el estado peruano informó que las autoridades educativas del departamento, decidieron mediante un acuerdo unánime entre las 14 Unidades de Gestión Educativa Local (UGEL) y la Gerencia Regional de Educación (Geredu) Cusco un pacto para no desarrollar actividades presenciales ni semipresenciales durante el primer semestre de 2021. Ese mismo mes, el Gerente Regional de Educación Arturo Ferro señaló que existen aproximadamente 50 000 escolares principalmente de los primeros niveles educativos y originarios de locaciones rurales de la región quienes vienen siendo afectados por el impacto de la pandemia. Asimismo, anunció que para aminorar la brecha social, se gestionaba la entrega y repartición de 81 453 tabletas táctiles y el mantenimiento de 152 antenas de radio y televisión en el departamento.
El 8 de junio, la Institución Educativa José Antonio Encinasen, de la comunidad de Antapallpa en Omacha, Paruro, se convirtió en la primera escuela del departamento en reanudar las actividades de carácter educativo para el nivel secundario, tras la declaratoria de suspensión de actividades presenciales como consecuencia de la pandemia de COVID-19, durante el gobierno de Martín Vizcarra. El retorno a clases semipresenciales comprendió de la participación de 190 estudiantes y 18 docentes. La autorización fue efectuada por el Minedu, quien verificó que se cumplieran todos los protocolos de bioseguridad que el regreso ameritaba. Ferro indicó que existe la solicitud de diez centros escolares de Megantoni y cuatro del Valle de los Ríos Apurímac, Ene y Mantaro (VRAEM) para gestionar el regreso a las labores semipresenciales. Señaló que los pedidos serán evaluados. Asimismo, diversas instituciones públicas se congregaron para llevar a cabo una asamblea que tendría en consideración tratar el tema de la vuelta a clases en la región. Tras la conferencia, se tomó la decisión de restablecer las actividades educativas en agosto, posterior a la campaña de vacunación destinada a 200 000 docentes que laboran en un área rural. Respecto a los espacios urbanos, el Comando COVID-19, señaló que es viable que estas regresen a las actividades académicas en el mes de septiembre.
El 10 de agosto, Ferro declaró que en la región no existen las condiciones necesarias para el retorno a clases. El funcionario aseguró que según la Resolución N° 199 del Minedu, se cambiaron drásticamente los criterios para iniciar las clases bajo el sistema de semipresencialidad, además de cuestionar que solo se consideraran las condiciones epidemiológicas, siendo indiferentes a aspectos sociales. Manifestó que también se deben implementar lavatorios de manos y mantenimiento de los colegios en su totalidad. Más tarde, en declaraciones a RPP, el titular de la Gerencia de Educación del departamento sostuvo que el mantenimiento de los locales escolares y la compra de estaciones de lavado de manos estaban concretadas en un 50%. También dijo que solo dos UGEL, de las 14, han adquirido protectores faciales y cubrebocas. El 14 de agosto, Ferro sostuvo que para el lunes 16 de agosto se tenía previsto el retorno a las aulas por parte de los alumnos de 67 escuelas del departamento en la modalidad de semipresencialidad. La medida abarcaba el regreso del alumnado en ocho colegios de la provincia de La Convención, seis de Quispicanchi, seis de Canchis, y uno en Paruro y Chumbivilcas, respectivamente. Además anunció que para octubre, 560 escuelas estaban previstas a reabrir bajo la misma manera establecida, esto gracias al importante avance en vacunación de los docentes en zonas rurales que habían completado su esquema de inmunización (56%).
Hasta el 13 de octubre, la Geredu autorizó el regreso a clases semipresenciales a 600 instituciones educativas en el departamento. Tres días después, 143 escuelas más se incorporaron a esta modalidad de educación totalizando 743 colegios aperturados y en funciones en la región. Para el 25 de dicho mes, 1378 instituciones educativas ya habían reanudado labores educativas de forma semipresencial, lo que comprende el 25% de centros educativos de la región. A inicios de noviembre el Rector de la UNSAAC, Eleazar Crucinta Ugarte, confirmó que habiendo conversando con el Consejo Universitario se aprobó por medida que para el regreso a la institución de enseñanza superior se solicitará tanto al personal administrativo como a los postulantes universitarios el carné de vacunación para evitar brotes en el centro académico. En simultáneo, La Geresa inauguró la vacunación entre los menores de 17 hasta 12 años de edad para el retorno seguro a las escuelas. En la ceremonia y jornada de vacunación participaron Jean Paul Benavente y Javier Ramírez Escobar, quienes enfatizaron y felicitaron el compromiso de los padres tras la masiva afluencia de adolescentes en los centros vacunatorios. Además, la Geredu anunció que se concederían estímulos entre los docentes quienes promovieran el regreso a las clases semipresenciales y que cuenten con el esquema de vacunación completo.
2022: Retorno absoluto

### Penitenciario
El 28 de abril de 2020, la oficina del Instituto Nacional Penitenciario del Perú (INPE) - Sede Cusco, aseveró que la población penitenciaria de la cárcel cuzqueña de Quencoro estaba garantizando seguridad, cumpliendo las medidas sanitarias impuestas por organismos, como la OMS y el propio gobierno del país, al personal y a los reclusos del recinto.
El subdirector de seguridad regional del INPE Cusco, Manuel Cornejo Castro dio cuenta a la prensa que desde el 16 de marzo no recibían ningún tipo de visita por parte de familiares de los reos; y que además contaban con personal médico disponible en caso se reportaran pacientes sospechosos o confirmados. Cornejo precisó que se había designado una zona para aislamiento de pacientes, de presentarse diagnósticos positivos entre los presos.

El 14 de junio de 2020, Eufemia Rodríguez, directora de la Oficina Sur Oriente del INPE Cusco confirmó que se había reportado un primer caso de coronavirus en el penal de Quencoro. Se trataba de un interno de 33 años, quién presentó sintomatología relacionada con la enfermedad; y además mostró tener complicaciones en su salud, ya que tenía una enfermedad preexistente, informaron. Se procedió a tomarle una prueba rápida, en donde resultó positivo al COVID-19. Tras este primer diagnóstico confirmado fue trasladado de emergencia al Hospital Regional del Cusco. Horas más tarde, seis trabajadores del penal y al menos 40 presidiarios, quienes tuvieron contacto con el paciente cero, fueron puestos bajo aislamiento preventivo.
| Prisioneros positivos a COVID-19 (en el departamento del Cuzco) | Prisioneros positivos a COVID-19 (en el departamento del Cuzco) | Prisioneros positivos a COVID-19 (en el departamento del Cuzco) | Prisioneros positivos a COVID-19 (en el departamento del Cuzco) | Prisioneros positivos a COVID-19 (en el departamento del Cuzco) | Prisioneros positivos a COVID-19 (en el departamento del Cuzco) | Prisioneros positivos a COVID-19 (en el departamento del Cuzco) | Prisioneros positivos a COVID-19 (en el departamento del Cuzco) | Prisioneros positivos a COVID-19 (en el departamento del Cuzco) | Prisioneros positivos a COVID-19 (en el departamento del Cuzco) |
| Penal                                                           | Población penitenciaria                                         | Pruebas                                                         | Pruebas                                                         | Pruebas                                                         | Confirmados                                                     | Recuperados                                                     | Fallecidos                                                      | Referencia(s)                                                   |                                                                 |
| Penal                                                           | Población penitenciaria                                         | Molecular                                                       | Serológica                                                      | Total                                                           | Confirmados                                                     | Recuperados                                                     | Fallecidos                                                      | Referencia(s)                                                   |                                                                 |
| --------------------------------------------------------------- | --------------------------------------------------------------- | --------------------------------------------------------------- | --------------------------------------------------------------- | --------------------------------------------------------------- | --------------------------------------------------------------- | --------------------------------------------------------------- | --------------------------------------------------------------- | --------------------------------------------------------------- | --------------------------------------------------------------- |
| Penal de Quencoro                                               | 2665 ~ 2764                                                     | 0                                                               | 0                                                               | 0                                                               | 19                                                              | 0                                                               | 0                                                               | [ 155 ] [ 156 ]                                                 |                                                                 |
| Penal de Quillabamba                                            | 340 ~ 356                                                       | 67                                                              | 280                                                             | 347                                                             | 52                                                              | 52                                                              | 1                                                               | [ 157 ]                                                         |                                                                 |
| Penal de Sicuani                                                | 159 ~ 198                                                       | 0                                                               | 35                                                              | 0                                                               | 0                                                               | 0                                                               | 0                                                               | [ 158 ] [ 159 ]                                                 |                                                                 |
| Total                                                           | 3164 ~ 3318                                                     | 67                                                              | 315                                                             | 382                                                             | 71                                                              | 52                                                              | 1                                                               |                                                                 |                                                                 |
| Notas: 1.                                                       |                                                                 |                                                                 |                                                                 |                                                                 |                                                                 |                                                                 |                                                                 |                                                                 |                                                                 |

### Religión

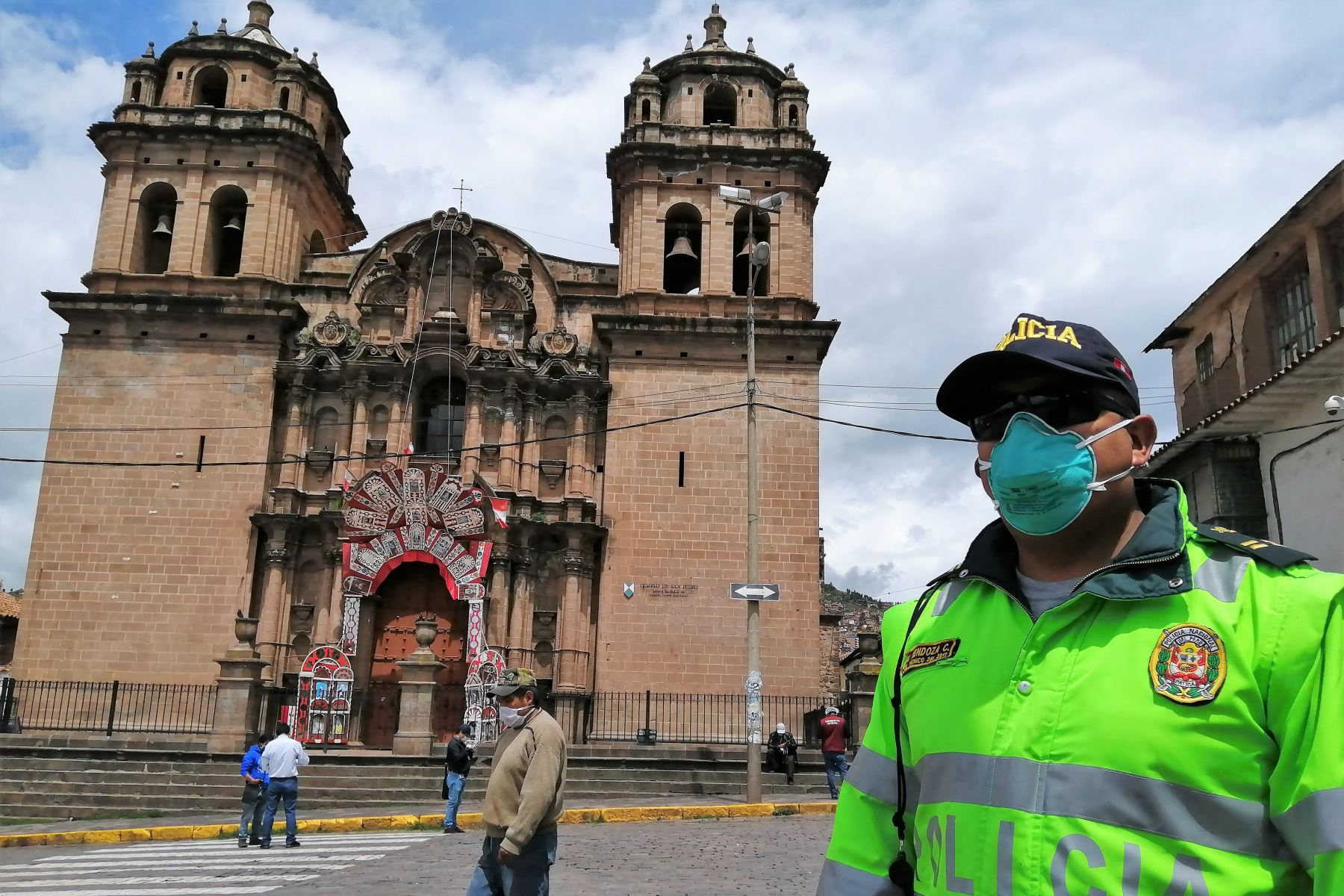
Oficial de policía usando una mascarilla N95 mientras realiza vigilancia cerca de una iglesia en Cuzco.

Tras la restricciones de libre circulación que implementó el Gobierno del Perú en diversos departamentos del país (incluido el Cuzco) para contener la propagación del COVID-19 en el territorio, muchas actividades de carácter religioso tuvieron que ser canceladas por completo o trasladas a otras fechas. Desde entonces, muchas iglesias y parroquias han decidido oficiar misas o realizar celebraciones religiosas de manera virtual para evitar la congregación de personas o las multitudes que acudían a estas festividades.
No fue hasta el 13 de noviembre de 2020, cuando el Arzobispo del Cuzco, el Monseñor Richard Alarcón Urrutia anunció por la mañana que a partir del 15 de noviembre de dicho año se llevaría a cabo la primera eucaristía de manera presencial desde el inicio de la pandemia. Señaló también, que la Santa Misa se llevaría a cabo teniendo en cuenta todas las medidas de protección para evitar el contagio entre los asistentes y contarían con un aforo límite permitido de un tercio de la capacidad del recinto.

#### Corpus Christi
El Corpus Christi Cuzqueño es una celebración de carácter religioso celebrada nueve semanas después del Jueves Santo, por ende de fecha móvil, en donde los feligreses se congregan para llevar en procesión a alrededor de 15 efigies, tales como Santos y Vírgenes. Debido a las restricciones de circulación y participación de reuniones masivas, los fieles tuvieron que verse obligados a no poder participar de esta celebración de manera presencial, ya que esto conllevaría la aglomeración de las personas, que podría desencadenar un contagio masivo de COVID-19. A pesar de que las actividades presenciales estaban canceladas, el Arzobispado del Cuzco emitió un comunicado en donde invitaba a la feligresía a participar de manera virtual en la Santa Misa de Corpus Christi a través de sus redes sociales el 11 de junio.

#### Inti Raymi
Fernando Santoyo informó a la ciudadanía que dadas las circunstancias por las que atraviesa el país, la celebración del Inti Raymi, conmemorada anualmente cada 24 de junio, tendría que ser llevada a cabo de manera virtual para evitar la congregación de los asistentes.

### Deporte

#### Fútbol
El 29 de junio de 2020, el equipo de fútbol Cusco FC realizó un tamizaje de descarte de COVID-19 a todos los jugadores del plantel con pruebas moleculares, de los cuales dos trabajadores del equipo dieron positivo a la enfermedad.
Más tarde, el 7 de julio del mismo año, dos trabajadores del Club Cienciano arrojaron positivo como parte del descarte de la enfermedad a todo el plantel deportivo.

### Turismo
El departamento, reconocido por sus múltiples atracciones turísticas fue duramente golpeado durante la pandemia de COVID-19, cosa que puede verse reflejado en la caída repentina de turistas que sufrió el Aeropuerto Internacional Velasco Astete durante el 2020. Machu Picchu, uno de los principales destinos turísticos del Cuzco, estuvo cerrado al público durante alrededor de 8 meses, produciendo así una reducción de visitas por turismo nacional y extranjero de 72% durante la primera mitad del 2020. 

#### Machu Picchu
La ciudadela inca reabrió sus puertas al público el 1 de noviembre de 2020 implementando todos los protocolos sanitarios y de bioseguridad que la situación requiere. El 1 de marzo de 2021, el santuario reanudó sus actividades por tercera vez. En su reapertura, solo astistieron 126 turistas, muy por debajo del límite permitido de acorde a las normas implementadas (897).

### Restaurantes
El impacto de la emergencia sanitaria en el sector alimentario fue dramático ya que representan parte fundamental de un viaje. Los locales ubicados en la zona aledaña al Centro Histórico de la ciudad ofrecen en su menú. La empresa de comida a domicilio Uber Eats reveló que en la ciudad el uso de la aplicación es intenso y viene siendo impulsado por parte de los turistas.

### Laboral

#### Desempleo
En una entrevista de RPP a Javier Vega, entonces director regional de Trabajo, aseguró que la tasa de desempleo en el departamento registró un incremento de hasta el 28% a consecuencia de la paralización de diversas actividades durante el confinamiento, siendo los sectores más afectados el turístico, comercial y gastronómico.

### Comercio

#### Mercados
Durante el fin de semana del 17-19 de julio del 2020, se realizó pruebas rápidas a trabajadores de 8 mercados de la ciudad del Cuzco. Días después se supo que de los tamizados, 46 resultaron positivos a COVID-19. En el mercado de Ccasccaparo se identificó la mayor cantidad de positivos a la enfermedad, con 19 diagnosticados.

#### Paralización del sector comercial
El 11 de febrero de 2021, un sector de locales y negocios de la ciudad imperial manifestó su disconformidad ante las restricciones impuestas por el gobierno durante la segunda ola de contagios de COVID-19 en el país. Dado que las medidas incluían el cierre de diversos espacios comerciales, múltiples trabajadores hicieron levantar su voz de protesta mediante carteles que mostraban la expresión «cerrar es quebrar».

## Estadísticas
| Reporte diario de casos de COVID-19 en el departamento del Cuzco según la Geresa | Reporte diario de casos de COVID-19 en el departamento del Cuzco según la Geresa | Reporte diario de casos de COVID-19 en el departamento del Cuzco según la Geresa | Reporte diario de casos de COVID-19 en el departamento del Cuzco según la Geresa | Reporte diario de casos de COVID-19 en el departamento del Cuzco según la Geresa | Reporte diario de casos de COVID-19 en el departamento del Cuzco según la Geresa | Reporte diario de casos de COVID-19 en el departamento del Cuzco según la Geresa | Reporte diario de casos de COVID-19 en el departamento del Cuzco según la Geresa | Reporte diario de casos de COVID-19 en el departamento del Cuzco según la Geresa | Reporte diario de casos de COVID-19 en el departamento del Cuzco según la Geresa | Reporte diario de casos de COVID-19 en el departamento del Cuzco según la Geresa | Reporte diario de casos de COVID-19 en el departamento del Cuzco según la Geresa | Reporte diario de casos de COVID-19 en el departamento del Cuzco según la Geresa |
| Fecha                                                                            | Casos                                                                            | Casos                                                                            | Recuperados                                                                      | Recuperados                                                                      | Muertos                                                                          | Muertos                                                                          | Pruebas                                                                          | Pruebas                                                                          | Internados                                                                       | Internados                                                                       | Notas                                                                            | Ref(s).                                                                          |
| Fecha                                                                            | Nuevos                                                                           | Acumulados                                                                       | Nuevos                                                                           | Acumulados                                                                       | Nuevos                                                                           | Acumulados                                                                       | Nuevas                                                                           | Acumuladas                                                                       | Hospitalizados                                                                   | UCI                                                                              | Notas                                                                            | Ref(s).                                                                          |
| 2020                                                                             | 2020                                                                             | 2020                                                                             | 2020                                                                             | 2020                                                                             | 2020                                                                             | 2020                                                                             | 2020                                                                             | 2020                                                                             | 2020                                                                             | 2020                                                                             | 2020                                                                             | 2020                                                                             |
| -------------------------------------------------------------------------------- | -------------------------------------------------------------------------------- | -------------------------------------------------------------------------------- | -------------------------------------------------------------------------------- | -------------------------------------------------------------------------------- | -------------------------------------------------------------------------------- | -------------------------------------------------------------------------------- | -------------------------------------------------------------------------------- | -------------------------------------------------------------------------------- | -------------------------------------------------------------------------------- | -------------------------------------------------------------------------------- | -------------------------------------------------------------------------------- | -------------------------------------------------------------------------------- |
| 1 abr. 2020                                                                      |                                                                                  |                                                                                  | —                                                                                | —                                                                                | 0                                                                                | 3                                                                                |                                                                                  |                                                                                  |                                                                                  |                                                                                  |                                                                                  |                                                                                  |
| 2 abr. 2020                                                                      |                                                                                  |                                                                                  | —                                                                                | —                                                                                | 0                                                                                | 3                                                                                |                                                                                  |                                                                                  |                                                                                  |                                                                                  |                                                                                  |                                                                                  |
| 3 abr. 2020                                                                      |                                                                                  |                                                                                  | —                                                                                | —                                                                                | 0                                                                                | 3                                                                                |                                                                                  |                                                                                  |                                                                                  |                                                                                  |                                                                                  |                                                                                  |
| 4 abr. 2020                                                                      |                                                                                  |                                                                                  | —                                                                                | —                                                                                | 0                                                                                | 3                                                                                |                                                                                  |                                                                                  |                                                                                  |                                                                                  |                                                                                  |                                                                                  |
| 5 abr. 2020                                                                      |                                                                                  |                                                                                  | —                                                                                | —                                                                                | 0                                                                                | 3                                                                                |                                                                                  |                                                                                  |                                                                                  |                                                                                  |                                                                                  |                                                                                  |
| 6 abr. 2020                                                                      |                                                                                  |                                                                                  | —                                                                                | —                                                                                | 0                                                                                | 3                                                                                |                                                                                  |                                                                                  |                                                                                  |                                                                                  |                                                                                  |                                                                                  |
| 7 abr. 2020                                                                      |                                                                                  |                                                                                  | —                                                                                | —                                                                                | 0                                                                                | 3                                                                                |                                                                                  |                                                                                  |                                                                                  |                                                                                  |                                                                                  |                                                                                  |
| 8 abr. 2020                                                                      |                                                                                  |                                                                                  | —                                                                                | —                                                                                | 0                                                                                | 3                                                                                |                                                                                  |                                                                                  |                                                                                  |                                                                                  |                                                                                  |                                                                                  |
| 9 abr. 2020                                                                      | No se emitió el reporte diario de COVID-19                                       | No se emitió el reporte diario de COVID-19                                       | No se emitió el reporte diario de COVID-19                                       | No se emitió el reporte diario de COVID-19                                       | No se emitió el reporte diario de COVID-19                                       | No se emitió el reporte diario de COVID-19                                       | No se emitió el reporte diario de COVID-19                                       | No se emitió el reporte diario de COVID-19                                       | No se emitió el reporte diario de COVID-19                                       | No se emitió el reporte diario de COVID-19                                       | No se emitió el reporte diario de COVID-19                                       | No se emitió el reporte diario de COVID-19                                       |
| 10 abr. 2020                                                                     |                                                                                  |                                                                                  | —                                                                                | —                                                                                | —                                                                                | 3                                                                                |                                                                                  |                                                                                  |                                                                                  |                                                                                  |                                                                                  |                                                                                  |
| 11 abr. 2020                                                                     | No se emitió el reporte diario de COVID-19                                       | No se emitió el reporte diario de COVID-19                                       | No se emitió el reporte diario de COVID-19                                       | No se emitió el reporte diario de COVID-19                                       | No se emitió el reporte diario de COVID-19                                       | No se emitió el reporte diario de COVID-19                                       | No se emitió el reporte diario de COVID-19                                       | No se emitió el reporte diario de COVID-19                                       | No se emitió el reporte diario de COVID-19                                       | No se emitió el reporte diario de COVID-19                                       | No se emitió el reporte diario de COVID-19                                       | No se emitió el reporte diario de COVID-19                                       |
| 12 abr. 2020                                                                     |                                                                                  |                                                                                  | —                                                                                | —                                                                                | —                                                                                | 3                                                                                |                                                                                  |                                                                                  |                                                                                  |                                                                                  |                                                                                  |                                                                                  |
| 13 abr. 2020                                                                     | 0                                                                                | 104                                                                              | —                                                                                | —                                                                                | 0                                                                                | 3                                                                                | 102                                                                              | 971                                                                              | 3                                                                                | 0                                                                                |                                                                                  | [ 176 ] [ 177 ]                                                                  |
| 14 abr. 2020                                                                     | 7                                                                                | 111                                                                              | —                                                                                | —                                                                                | 0                                                                                | 3                                                                                | 87                                                                               | 1058                                                                             | 2                                                                                | 0                                                                                |                                                                                  | [ 178 ]                                                                          |
| 15 abr. 2020                                                                     | 2                                                                                | 113                                                                              | —                                                                                | —                                                                                | 0                                                                                | 3                                                                                | 75                                                                               | 1133                                                                             | 4                                                                                | 0                                                                                |                                                                                  | [ 179 ] [ 180 ]                                                                  |
| 16 abr. 2020                                                                     | 2                                                                                | 115                                                                              | —                                                                                | —                                                                                | 0                                                                                | 3                                                                                | 87                                                                               | 1220                                                                             | 3                                                                                | 0                                                                                |                                                                                  | [ 181 ] [ 182 ]                                                                  |
| 17 abr. 2020                                                                     | 8                                                                                | 123                                                                              | —                                                                                | —                                                                                | 0                                                                                | 3                                                                                | 273                                                                              | 1493                                                                             | 3                                                                                | 0                                                                                |                                                                                  | [ 183 ]                                                                          |
| 18 abr. 2020                                                                     | 7                                                                                | 130                                                                              | —                                                                                | —                                                                                | 0                                                                                | 3                                                                                | 482                                                                              | 1975                                                                             | 1                                                                                | 0                                                                                |                                                                                  | [ 184 ]                                                                          |
| 19 abr. 2020                                                                     | 0                                                                                | 130                                                                              | 28                                                                               | 28                                                                               | 0                                                                                | 3                                                                                | 16                                                                               | 1991                                                                             | 1                                                                                | 0                                                                                |                                                                                  | [ 185 ] [ 186 ]                                                                  |
| 20 abr. 2020                                                                     | 2                                                                                | 132                                                                              | 0                                                                                | 28                                                                               | 0                                                                                | 3                                                                                | 32                                                                               | 2023                                                                             | 3                                                                                | 0                                                                                |                                                                                  | [ 187 ]                                                                          |
| 21 abr. 2020                                                                     | 15                                                                               | 147                                                                              | 0                                                                                | 28                                                                               | 0                                                                                | 3                                                                                | 329                                                                              | 2352                                                                             | 3                                                                                | 0                                                                                |                                                                                  | [ 188 ]                                                                          |
| 22 abr. 2020                                                                     | 7                                                                                | 154                                                                              | 0                                                                                | 28                                                                               | 0                                                                                | 3                                                                                | 192                                                                              | 2544                                                                             | 2                                                                                | 1                                                                                |                                                                                  | [ 189 ]                                                                          |
| 23 abr. 2020                                                                     | No se emitió el reporte diario de COVID-19                                       | No se emitió el reporte diario de COVID-19                                       | No se emitió el reporte diario de COVID-19                                       | No se emitió el reporte diario de COVID-19                                       | No se emitió el reporte diario de COVID-19                                       | No se emitió el reporte diario de COVID-19                                       | No se emitió el reporte diario de COVID-19                                       | No se emitió el reporte diario de COVID-19                                       | No se emitió el reporte diario de COVID-19                                       | No se emitió el reporte diario de COVID-19                                       | No se emitió el reporte diario de COVID-19                                       | No se emitió el reporte diario de COVID-19                                       |
| 24 abr. 2020                                                                     | —                                                                                | 180                                                                              | —                                                                                | 28                                                                               | —                                                                                | 4                                                                                | —                                                                                | 2657                                                                             | 5                                                                                | 1                                                                                |                                                                                  | [ 190 ]                                                                          |
| 25 abr. 2020                                                                     | No se emitió el reporte diario de COVID-19                                       | No se emitió el reporte diario de COVID-19                                       | No se emitió el reporte diario de COVID-19                                       | No se emitió el reporte diario de COVID-19                                       | No se emitió el reporte diario de COVID-19                                       | No se emitió el reporte diario de COVID-19                                       | No se emitió el reporte diario de COVID-19                                       | No se emitió el reporte diario de COVID-19                                       | No se emitió el reporte diario de COVID-19                                       | No se emitió el reporte diario de COVID-19                                       | No se emitió el reporte diario de COVID-19                                       | No se emitió el reporte diario de COVID-19                                       |
| 26 abr. 2020                                                                     | —                                                                                | 191                                                                              | —                                                                                | 113                                                                              | —                                                                                | 4                                                                                | —                                                                                | 4517                                                                             | 3                                                                                | 1                                                                                |                                                                                  | [ 191 ]                                                                          |
| 27 abr. 2020                                                                     | 4                                                                                | 195                                                                              | 4                                                                                | 117                                                                              | 0                                                                                | 4                                                                                | 145                                                                              | 4662                                                                             | 3                                                                                | 1                                                                                |                                                                                  | [ 192 ]                                                                          |
| 28 abr. 2020                                                                     | 13                                                                               | 208                                                                              | 4                                                                                | 121                                                                              | 0                                                                                | 4                                                                                | 171                                                                              | 4833                                                                             | 3                                                                                | 1                                                                                |                                                                                  | [ 193 ]                                                                          |
| 29 abr. 2020                                                                     |                                                                                  |                                                                                  |                                                                                  |                                                                                  |                                                                                  |                                                                                  |                                                                                  |                                                                                  |                                                                                  |                                                                                  |                                                                                  |                                                                                  |
| 30 abr. 2020                                                                     | No se emitió el reporte diario de COVID-19                                       | No se emitió el reporte diario de COVID-19                                       | No se emitió el reporte diario de COVID-19                                       | No se emitió el reporte diario de COVID-19                                       | No se emitió el reporte diario de COVID-19                                       | No se emitió el reporte diario de COVID-19                                       | No se emitió el reporte diario de COVID-19                                       | No se emitió el reporte diario de COVID-19                                       | No se emitió el reporte diario de COVID-19                                       | No se emitió el reporte diario de COVID-19                                       | No se emitió el reporte diario de COVID-19                                       | No se emitió el reporte diario de COVID-19                                       |
| 1 may. 2020                                                                      | —                                                                                | 221                                                                              | —                                                                                | 126                                                                              | —                                                                                | 4                                                                                | —                                                                                | 5158                                                                             | 4                                                                                | 1                                                                                |                                                                                  | [ 194 ]                                                                          |
| Total 2020                                                                       | 77 843                                                                           | 77 843                                                                           | 75 676                                                                           | 75 676                                                                           | 1321                                                                             | 1321                                                                             | 519 007                                                                          | 519 007                                                                          | —                                                                                | —                                                                                |                                                                                  | [ 195 ]                                                                          |
| 2021                                                                             |                                                                                  |                                                                                  |                                                                                  |                                                                                  |                                                                                  |                                                                                  |                                                                                  |                                                                                  |                                                                                  |                                                                                  |                                                                                  |                                                                                  |
| Total 2021                                                                       | 79 654                                                                           | 157 497                                                                          | —                                                                                | —                                                                                | 2291                                                                             |                                                                                  | 417 133                                                                          | 936 140                                                                          | —                                                                                | —                                                                                |                                                                                  |                                                                                  |
| 2022                                                                             |                                                                                  |                                                                                  |                                                                                  |                                                                                  |                                                                                  |                                                                                  |                                                                                  |                                                                                  |                                                                                  |                                                                                  |                                                                                  |                                                                                  |
| 31 dic. 2022                                                                     |                                                                                  | 209 358                                                                          | —                                                                                | —                                                                                |                                                                                  | 4625                                                                             |                                                                                  | 1 230 972                                                                        | 26                                                                               | 4                                                                                |                                                                                  | [ 196 ]                                                                          |
| Total 2022                                                                       | 51 891                                                                           | 209 388                                                                          | —                                                                                | —                                                                                | 313                                                                              |                                                                                  | 294 993                                                                          | 1 231 133                                                                        | —                                                                                | —                                                                                |                                                                                  |                                                                                  |
| 2023                                                                             |                                                                                  |                                                                                  |                                                                                  |                                                                                  |                                                                                  |                                                                                  |                                                                                  |                                                                                  |                                                                                  |                                                                                  |                                                                                  |                                                                                  |
| 1 ene. 2023                                                                      |                                                                                  | 209 399                                                                          | —                                                                                | —                                                                                |                                                                                  | 4625                                                                             |                                                                                  | 1 231 201                                                                        | 22                                                                               | 4                                                                                |                                                                                  | [ 197 ]                                                                          |
| 1 ago. 2023                                                                      |                                                                                  |                                                                                  | —                                                                                | —                                                                                |                                                                                  |                                                                                  |                                                                                  |                                                                                  |                                                                                  |                                                                                  |                                                                                  |                                                                                  |
| 2 ago. 2023                                                                      |                                                                                  |                                                                                  | —                                                                                | —                                                                                |                                                                                  |                                                                                  |                                                                                  |                                                                                  |                                                                                  |                                                                                  |                                                                                  |                                                                                  |
| 3 ago. 2023                                                                      |                                                                                  |                                                                                  | —                                                                                | —                                                                                |                                                                                  |                                                                                  |                                                                                  |                                                                                  |                                                                                  |                                                                                  |                                                                                  |                                                                                  |
| 4 ago. 2023                                                                      |                                                                                  |                                                                                  | —                                                                                | —                                                                                |                                                                                  |                                                                                  |                                                                                  |                                                                                  |                                                                                  |                                                                                  |                                                                                  |                                                                                  |
| 5 ago. 2023                                                                      |                                                                                  |                                                                                  | —                                                                                | —                                                                                |                                                                                  |                                                                                  |                                                                                  |                                                                                  |                                                                                  |                                                                                  |                                                                                  |                                                                                  |
| 6 ago. 2023                                                                      |                                                                                  |                                                                                  | —                                                                                | —                                                                                |                                                                                  |                                                                                  |                                                                                  |                                                                                  |                                                                                  |                                                                                  |                                                                                  |                                                                                  |
| 7 ago. 2023                                                                      |                                                                                  |                                                                                  | —                                                                                | —                                                                                |                                                                                  |                                                                                  |                                                                                  |                                                                                  |                                                                                  |                                                                                  |                                                                                  |                                                                                  |
| 8 ago. 2023                                                                      |                                                                                  |                                                                                  | —                                                                                | —                                                                                |                                                                                  |                                                                                  |                                                                                  |                                                                                  |                                                                                  |                                                                                  |                                                                                  |                                                                                  |
| 9 ago. 2023                                                                      |                                                                                  |                                                                                  | —                                                                                | —                                                                                |                                                                                  |                                                                                  |                                                                                  |                                                                                  |                                                                                  |                                                                                  |                                                                                  |                                                                                  |
| 10 ago. 2023                                                                     |                                                                                  |                                                                                  | —                                                                                | —                                                                                |                                                                                  |                                                                                  |                                                                                  |                                                                                  |                                                                                  |                                                                                  |                                                                                  |                                                                                  |
| 11 ago. 2023                                                                     |                                                                                  |                                                                                  | —                                                                                | —                                                                                |                                                                                  |                                                                                  |                                                                                  |                                                                                  |                                                                                  |                                                                                  |                                                                                  |                                                                                  |
| 12 ago. 2023                                                                     |                                                                                  |                                                                                  | —                                                                                | —                                                                                |                                                                                  |                                                                                  |                                                                                  |                                                                                  |                                                                                  |                                                                                  |                                                                                  |                                                                                  |
| 13 ago. 2023                                                                     |                                                                                  |                                                                                  | —                                                                                | —                                                                                |                                                                                  |                                                                                  |                                                                                  |                                                                                  |                                                                                  |                                                                                  |                                                                                  |                                                                                  |
| 14 ago. 2023                                                                     |                                                                                  |                                                                                  | —                                                                                | —                                                                                |                                                                                  |                                                                                  |                                                                                  |                                                                                  |                                                                                  |                                                                                  |                                                                                  |                                                                                  |
| 15 ago. 2023                                                                     |                                                                                  |                                                                                  | —                                                                                | —                                                                                |                                                                                  |                                                                                  |                                                                                  |                                                                                  |                                                                                  |                                                                                  |                                                                                  |                                                                                  |
| 16 ago. 2023                                                                     |                                                                                  |                                                                                  | —                                                                                | —                                                                                |                                                                                  |                                                                                  |                                                                                  |                                                                                  |                                                                                  |                                                                                  |                                                                                  |                                                                                  |
| 17 ago. 2023                                                                     |                                                                                  |                                                                                  | —                                                                                | —                                                                                |                                                                                  |                                                                                  |                                                                                  |                                                                                  |                                                                                  |                                                                                  |                                                                                  |                                                                                  |
| 18 ago. 2023                                                                     |                                                                                  |                                                                                  | —                                                                                | —                                                                                |                                                                                  |                                                                                  |                                                                                  |                                                                                  |                                                                                  |                                                                                  |                                                                                  |                                                                                  |
| 19 ago. 2023                                                                     |                                                                                  |                                                                                  | —                                                                                | —                                                                                |                                                                                  |                                                                                  |                                                                                  |                                                                                  |                                                                                  |                                                                                  |                                                                                  |                                                                                  |
| 20 ago. 2023                                                                     |                                                                                  |                                                                                  | —                                                                                | —                                                                                |                                                                                  |                                                                                  |                                                                                  |                                                                                  |                                                                                  |                                                                                  |                                                                                  |                                                                                  |
| 21 ago. 2023                                                                     |                                                                                  |                                                                                  | —                                                                                | —                                                                                |                                                                                  |                                                                                  |                                                                                  |                                                                                  |                                                                                  |                                                                                  |                                                                                  |                                                                                  |
| 22 ago. 2023                                                                     |                                                                                  |                                                                                  | —                                                                                | —                                                                                |                                                                                  |                                                                                  |                                                                                  |                                                                                  |                                                                                  |                                                                                  |                                                                                  |                                                                                  |
| 23 ago. 2023                                                                     |                                                                                  |                                                                                  | —                                                                                | —                                                                                |                                                                                  |                                                                                  |                                                                                  |                                                                                  |                                                                                  |                                                                                  |                                                                                  |                                                                                  |
| 24 ago. 2023                                                                     |                                                                                  |                                                                                  | —                                                                                | —                                                                                |                                                                                  |                                                                                  |                                                                                  |                                                                                  |                                                                                  |                                                                                  |                                                                                  |                                                                                  |
| 25 ago. 2023                                                                     |                                                                                  |                                                                                  | —                                                                                | —                                                                                |                                                                                  |                                                                                  |                                                                                  |                                                                                  |                                                                                  |                                                                                  |                                                                                  |                                                                                  |
| 26 ago. 2023                                                                     |                                                                                  |                                                                                  | —                                                                                | —                                                                                |                                                                                  |                                                                                  |                                                                                  |                                                                                  |                                                                                  |                                                                                  |                                                                                  |                                                                                  |
| 27 ago. 2023                                                                     |                                                                                  |                                                                                  | —                                                                                | —                                                                                |                                                                                  |                                                                                  |                                                                                  |                                                                                  |                                                                                  |                                                                                  |                                                                                  |                                                                                  |
| 28 ago. 2023                                                                     |                                                                                  |                                                                                  | —                                                                                | —                                                                                |                                                                                  |                                                                                  |                                                                                  |                                                                                  |                                                                                  |                                                                                  |                                                                                  |                                                                                  |
| 29 ago. 2023                                                                     |                                                                                  |                                                                                  | —                                                                                | —                                                                                |                                                                                  |                                                                                  |                                                                                  |                                                                                  |                                                                                  |                                                                                  |                                                                                  |                                                                                  |
| 30 ago. 2023                                                                     |                                                                                  |                                                                                  | —                                                                                | —                                                                                |                                                                                  |                                                                                  |                                                                                  |                                                                                  |                                                                                  |                                                                                  |                                                                                  |                                                                                  |
| 31 ago. 2023                                                                     |                                                                                  |                                                                                  | —                                                                                | —                                                                                |                                                                                  |                                                                                  |                                                                                  |                                                                                  |                                                                                  |                                                                                  |                                                                                  |                                                                                  |
| 1 sep. 2023                                                                      |                                                                                  |                                                                                  | —                                                                                | —                                                                                |                                                                                  |                                                                                  |                                                                                  |                                                                                  |                                                                                  |                                                                                  |                                                                                  |                                                                                  |
| 2 sep. 2023                                                                      |                                                                                  |                                                                                  | —                                                                                | —                                                                                |                                                                                  |                                                                                  |                                                                                  |                                                                                  |                                                                                  |                                                                                  |                                                                                  |                                                                                  |
| 3 sep. 2023                                                                      |                                                                                  |                                                                                  | —                                                                                | —                                                                                |                                                                                  |                                                                                  |                                                                                  |                                                                                  |                                                                                  |                                                                                  |                                                                                  |                                                                                  |
| 4 sep. 2023                                                                      |                                                                                  |                                                                                  | —                                                                                | —                                                                                |                                                                                  |                                                                                  |                                                                                  |                                                                                  |                                                                                  |                                                                                  |                                                                                  |                                                                                  |
| 5 sep. 2023                                                                      |                                                                                  |                                                                                  | —                                                                                | —                                                                                |                                                                                  |                                                                                  |                                                                                  |                                                                                  |                                                                                  |                                                                                  |                                                                                  |                                                                                  |
| 6 sep. 2023                                                                      |                                                                                  |                                                                                  | —                                                                                | —                                                                                |                                                                                  |                                                                                  |                                                                                  |                                                                                  |                                                                                  |                                                                                  |                                                                                  |                                                                                  |
| 7 sep. 2023                                                                      |                                                                                  |                                                                                  | —                                                                                | —                                                                                |                                                                                  |                                                                                  |                                                                                  |                                                                                  |                                                                                  |                                                                                  |                                                                                  |                                                                                  |
| 8 sep. 2023                                                                      |                                                                                  |                                                                                  | —                                                                                | —                                                                                |                                                                                  |                                                                                  |                                                                                  |                                                                                  |                                                                                  |                                                                                  |                                                                                  |                                                                                  |
| 9 sep. 2023                                                                      |                                                                                  |                                                                                  | —                                                                                | —                                                                                |                                                                                  |                                                                                  |                                                                                  |                                                                                  |                                                                                  |                                                                                  |                                                                                  |                                                                                  |
| 10 sep. 2023                                                                     |                                                                                  |                                                                                  | —                                                                                | —                                                                                |                                                                                  |                                                                                  |                                                                                  |                                                                                  |                                                                                  |                                                                                  |                                                                                  |                                                                                  |
| 11 sep. 2023                                                                     |                                                                                  |                                                                                  | —                                                                                | —                                                                                |                                                                                  |                                                                                  |                                                                                  |                                                                                  |                                                                                  |                                                                                  |                                                                                  |                                                                                  |
| 12 sep. 2023                                                                     |                                                                                  |                                                                                  | —                                                                                | —                                                                                |                                                                                  |                                                                                  |                                                                                  |                                                                                  |                                                                                  |                                                                                  |                                                                                  |                                                                                  |
| 13 sep. 2023                                                                     |                                                                                  |                                                                                  | —                                                                                | —                                                                                |                                                                                  |                                                                                  |                                                                                  |                                                                                  |                                                                                  |                                                                                  |                                                                                  |                                                                                  |
| 14 sep. 2023                                                                     |                                                                                  |                                                                                  | —                                                                                | —                                                                                |                                                                                  |                                                                                  |                                                                                  |                                                                                  |                                                                                  |                                                                                  |                                                                                  |                                                                                  |
| 15 sep. 2023                                                                     |                                                                                  |                                                                                  | —                                                                                | —                                                                                |                                                                                  |                                                                                  |                                                                                  |                                                                                  |                                                                                  |                                                                                  |                                                                                  |                                                                                  |
| 16 sep. 2023                                                                     |                                                                                  |                                                                                  | —                                                                                | —                                                                                |                                                                                  |                                                                                  |                                                                                  |                                                                                  |                                                                                  |                                                                                  |                                                                                  |                                                                                  |
| 17 sep. 2023                                                                     |                                                                                  |                                                                                  | —                                                                                | —                                                                                |                                                                                  |                                                                                  |                                                                                  |                                                                                  |                                                                                  |                                                                                  |                                                                                  |                                                                                  |
| 18 sep. 2023                                                                     |                                                                                  |                                                                                  | —                                                                                | —                                                                                |                                                                                  |                                                                                  |                                                                                  |                                                                                  |                                                                                  |                                                                                  |                                                                                  |                                                                                  |
| 19 sep. 2023                                                                     |                                                                                  |                                                                                  | —                                                                                | —                                                                                |                                                                                  |                                                                                  |                                                                                  |                                                                                  |                                                                                  |                                                                                  |                                                                                  |                                                                                  |
| 20 sep. 2023                                                                     |                                                                                  |                                                                                  | —                                                                                | —                                                                                |                                                                                  |                                                                                  |                                                                                  |                                                                                  |                                                                                  |                                                                                  |                                                                                  |                                                                                  |
| 21 sep. 2023                                                                     |                                                                                  |                                                                                  | —                                                                                | —                                                                                |                                                                                  |                                                                                  |                                                                                  |                                                                                  |                                                                                  |                                                                                  |                                                                                  |                                                                                  |
| 22 sep. 2023                                                                     |                                                                                  |                                                                                  | —                                                                                | —                                                                                |                                                                                  |                                                                                  |                                                                                  |                                                                                  |                                                                                  |                                                                                  |                                                                                  |                                                                                  |
| 23 sep. 2023                                                                     |                                                                                  |                                                                                  | —                                                                                | —                                                                                |                                                                                  |                                                                                  |                                                                                  |                                                                                  |                                                                                  |                                                                                  |                                                                                  |                                                                                  |
| 24 sep. 2023                                                                     |                                                                                  |                                                                                  | —                                                                                | —                                                                                |                                                                                  |                                                                                  |                                                                                  |                                                                                  |                                                                                  |                                                                                  |                                                                                  |                                                                                  |
| 25 sep. 2023                                                                     |                                                                                  |                                                                                  | —                                                                                | —                                                                                |                                                                                  |                                                                                  |                                                                                  |                                                                                  |                                                                                  |                                                                                  |                                                                                  |                                                                                  |
| 26 sep. 2023                                                                     |                                                                                  |                                                                                  | —                                                                                | —                                                                                |                                                                                  |                                                                                  |                                                                                  |                                                                                  |                                                                                  |                                                                                  |                                                                                  |                                                                                  |
| 27 sep. 2023                                                                     |                                                                                  |                                                                                  | —                                                                                | —                                                                                |                                                                                  |                                                                                  |                                                                                  |                                                                                  |                                                                                  |                                                                                  |                                                                                  |                                                                                  |
| 28 sep. 2023                                                                     |                                                                                  |                                                                                  | —                                                                                | —                                                                                |                                                                                  |                                                                                  |                                                                                  |                                                                                  |                                                                                  |                                                                                  |                                                                                  |                                                                                  |
| 29 sep. 2023                                                                     |                                                                                  |                                                                                  | —                                                                                | —                                                                                |                                                                                  |                                                                                  |                                                                                  |                                                                                  |                                                                                  |                                                                                  |                                                                                  |                                                                                  |
| 30 sep. 2023                                                                     |                                                                                  |                                                                                  | —                                                                                | —                                                                                |                                                                                  |                                                                                  |                                                                                  |                                                                                  |                                                                                  |                                                                                  |                                                                                  |                                                                                  |
| 1 oct. 2023                                                                      |                                                                                  |                                                                                  | —                                                                                | —                                                                                |                                                                                  |                                                                                  |                                                                                  |                                                                                  |                                                                                  |                                                                                  |                                                                                  |                                                                                  |
| 2 oct. 2023                                                                      |                                                                                  |                                                                                  | —                                                                                | —                                                                                |                                                                                  |                                                                                  |                                                                                  |                                                                                  |                                                                                  |                                                                                  |                                                                                  |                                                                                  |
| 3 oct. 2023                                                                      |                                                                                  |                                                                                  | —                                                                                | —                                                                                |                                                                                  |                                                                                  |                                                                                  |                                                                                  |                                                                                  |                                                                                  |                                                                                  |                                                                                  |
| 4 oct. 2023                                                                      |                                                                                  |                                                                                  | —                                                                                | —                                                                                |                                                                                  |                                                                                  |                                                                                  |                                                                                  |                                                                                  |                                                                                  |                                                                                  |                                                                                  |
| 5 oct. 2023                                                                      |                                                                                  |                                                                                  | —                                                                                | —                                                                                |                                                                                  |                                                                                  |                                                                                  |                                                                                  |                                                                                  |                                                                                  |                                                                                  |                                                                                  |
| 6 oct. 2023                                                                      |                                                                                  |                                                                                  | —                                                                                | —                                                                                |                                                                                  |                                                                                  |                                                                                  |                                                                                  |                                                                                  |                                                                                  |                                                                                  |                                                                                  |
| 7 oct. 2023                                                                      |                                                                                  |                                                                                  | —                                                                                | —                                                                                |                                                                                  |                                                                                  |                                                                                  |                                                                                  |                                                                                  |                                                                                  |                                                                                  |                                                                                  |
| 8 oct. 2023                                                                      |                                                                                  |                                                                                  | —                                                                                | —                                                                                |                                                                                  |                                                                                  |                                                                                  |                                                                                  |                                                                                  |                                                                                  |                                                                                  |                                                                                  |
| 9 oct. 2023                                                                      |                                                                                  |                                                                                  | —                                                                                | —                                                                                |                                                                                  |                                                                                  |                                                                                  |                                                                                  |                                                                                  |                                                                                  |                                                                                  |                                                                                  |
| 10 oct. 2023                                                                     |                                                                                  |                                                                                  | —                                                                                | —                                                                                |                                                                                  |                                                                                  |                                                                                  |                                                                                  |                                                                                  |                                                                                  |                                                                                  |                                                                                  |
| 11 oct. 2023                                                                     |                                                                                  |                                                                                  | —                                                                                | —                                                                                |                                                                                  |                                                                                  |                                                                                  |                                                                                  |                                                                                  |                                                                                  |                                                                                  |                                                                                  |
| 12 oct. 2023                                                                     |                                                                                  |                                                                                  | —                                                                                | —                                                                                |                                                                                  |                                                                                  |                                                                                  |                                                                                  |                                                                                  |                                                                                  |                                                                                  |                                                                                  |
| 13 oct. 2023                                                                     |                                                                                  |                                                                                  | —                                                                                | —                                                                                |                                                                                  |                                                                                  |                                                                                  |                                                                                  |                                                                                  |                                                                                  |                                                                                  |                                                                                  |
| 14 oct. 2023                                                                     |                                                                                  |                                                                                  | —                                                                                | —                                                                                |                                                                                  |                                                                                  |                                                                                  |                                                                                  |                                                                                  |                                                                                  |                                                                                  |                                                                                  |
| 15 oct. 2023                                                                     |                                                                                  |                                                                                  | —                                                                                | —                                                                                |                                                                                  |                                                                                  |                                                                                  |                                                                                  |                                                                                  |                                                                                  |                                                                                  |                                                                                  |
| 16 oct. 2023                                                                     |                                                                                  |                                                                                  | —                                                                                | —                                                                                |                                                                                  |                                                                                  |                                                                                  |                                                                                  |                                                                                  |                                                                                  |                                                                                  |                                                                                  |
| 17 oct. 2023                                                                     |                                                                                  |                                                                                  | —                                                                                | —                                                                                |                                                                                  |                                                                                  |                                                                                  |                                                                                  |                                                                                  |                                                                                  |                                                                                  |                                                                                  |
| 18 oct. 2023                                                                     |                                                                                  |                                                                                  | —                                                                                | —                                                                                |                                                                                  |                                                                                  |                                                                                  |                                                                                  |                                                                                  |                                                                                  |                                                                                  |                                                                                  |
| 19 oct. 2023                                                                     |                                                                                  |                                                                                  | —                                                                                | —                                                                                |                                                                                  |                                                                                  |                                                                                  |                                                                                  |                                                                                  |                                                                                  |                                                                                  |                                                                                  |
| 20 oct. 2023                                                                     |                                                                                  |                                                                                  | —                                                                                | —                                                                                |                                                                                  |                                                                                  |                                                                                  |                                                                                  |                                                                                  |                                                                                  |                                                                                  |                                                                                  |
| 21 oct. 2023                                                                     |                                                                                  |                                                                                  | —                                                                                | —                                                                                |                                                                                  |                                                                                  |                                                                                  |                                                                                  |                                                                                  |                                                                                  |                                                                                  |                                                                                  |
| 22 oct. 2023                                                                     |                                                                                  |                                                                                  | —                                                                                | —                                                                                |                                                                                  |                                                                                  |                                                                                  |                                                                                  |                                                                                  |                                                                                  |                                                                                  |                                                                                  |
| 23 oct. 2023                                                                     |                                                                                  |                                                                                  | —                                                                                | —                                                                                |                                                                                  |                                                                                  |                                                                                  |                                                                                  |                                                                                  |                                                                                  |                                                                                  |                                                                                  |
| 24 oct. 2023                                                                     |                                                                                  |                                                                                  | —                                                                                | —                                                                                |                                                                                  |                                                                                  |                                                                                  |                                                                                  |                                                                                  |                                                                                  |                                                                                  |                                                                                  |
| 25 oct. 2023                                                                     |                                                                                  |                                                                                  | —                                                                                | —                                                                                |                                                                                  |                                                                                  |                                                                                  |                                                                                  |                                                                                  |                                                                                  |                                                                                  |                                                                                  |
| 26 oct. 2023                                                                     |                                                                                  |                                                                                  | —                                                                                | —                                                                                |                                                                                  |                                                                                  |                                                                                  |                                                                                  |                                                                                  |                                                                                  |                                                                                  |                                                                                  |
| 27 oct. 2023                                                                     |                                                                                  |                                                                                  | —                                                                                | —                                                                                |                                                                                  |                                                                                  |                                                                                  |                                                                                  |                                                                                  |                                                                                  |                                                                                  |                                                                                  |
| 28 oct. 2023                                                                     |                                                                                  |                                                                                  | —                                                                                | —                                                                                |                                                                                  |                                                                                  |                                                                                  |                                                                                  |                                                                                  |                                                                                  |                                                                                  |                                                                                  |
| 29 oct. 2023                                                                     |                                                                                  |                                                                                  | —                                                                                | —                                                                                |                                                                                  |                                                                                  |                                                                                  |                                                                                  |                                                                                  |                                                                                  |                                                                                  |                                                                                  |
| 30 oct. 2023                                                                     |                                                                                  | 211 690                                                                          | —                                                                                | —                                                                                | 0                                                                                | 4636                                                                             |                                                                                  | 1 312 862                                                                        | 0                                                                                | 0                                                                                |                                                                                  | [ 198 ]                                                                          |
| 31 oct. 2023                                                                     | 1                                                                                | 211 691                                                                          | —                                                                                | —                                                                                | 0                                                                                | 4636                                                                             | 58                                                                               | 1 312 920                                                                        | 0                                                                                | 0                                                                                |                                                                                  | [ 199 ]                                                                          |
| 1 nov. 2023                                                                      | 5                                                                                | 211 696                                                                          | —                                                                                | —                                                                                | 0                                                                                | 4636                                                                             | 93                                                                               | 1 313 013                                                                        | 0                                                                                | 0                                                                                |                                                                                  | [ 200 ]                                                                          |
| 2 nov. 2023                                                                      | 6                                                                                | 211 702                                                                          | —                                                                                | —                                                                                | 0                                                                                | 4636                                                                             | 116                                                                              | 1 313 129                                                                        | 0                                                                                | 0                                                                                |                                                                                  | [ 201 ]                                                                          |
| 3 nov. 2023                                                                      | 0                                                                                | 211 702                                                                          | —                                                                                | —                                                                                | 0                                                                                | 4636                                                                             | 44                                                                               | 1 313 173                                                                        | 0                                                                                | 0                                                                                |                                                                                  | [ 202 ]                                                                          |
| 4 nov. 2023                                                                      | 5                                                                                | 211 707                                                                          | —                                                                                | —                                                                                | 0                                                                                | 4636                                                                             | 60                                                                               | 1 313 233                                                                        | 0                                                                                | 0                                                                                |                                                                                  | [ 203 ]                                                                          |
| 5 nov. 2023                                                                      | 4                                                                                | 211 711                                                                          | —                                                                                | —                                                                                | 0                                                                                | 4636                                                                             | 26                                                                               | 1 313 259                                                                        | 0                                                                                | 0                                                                                |                                                                                  | [ 204 ]                                                                          |
| 6 nov. 2023                                                                      | 2                                                                                | 211 713                                                                          | —                                                                                | —                                                                                | 0                                                                                | 4636                                                                             | 164                                                                              | 1 313 423                                                                        | 0                                                                                | 0                                                                                |                                                                                  | [ 205 ]                                                                          |
| 7 nov. 2023                                                                      | 3                                                                                | 211 716                                                                          | —                                                                                | —                                                                                | 0                                                                                | 4636                                                                             | 176                                                                              | 1 313 599                                                                        | 0                                                                                | 0                                                                                |                                                                                  | [ 206 ]                                                                          |
| 8 nov. 2023                                                                      | 4                                                                                | 211 720                                                                          | —                                                                                | —                                                                                | 0                                                                                | 4636                                                                             | 191                                                                              | 1 313 790                                                                        | 0                                                                                | 0                                                                                |                                                                                  | [ 207 ]                                                                          |
| 9 nov. 2023                                                                      | 3                                                                                | 211 723                                                                          | —                                                                                | —                                                                                | 0                                                                                | 4636                                                                             | 73                                                                               | 1 313 863                                                                        | 0                                                                                | 0                                                                                |                                                                                  | [ 208 ]                                                                          |
| 10 nov. 2023                                                                     | 6                                                                                | 211 729                                                                          | —                                                                                | —                                                                                | 0                                                                                | 4636                                                                             | 175                                                                              | 1 314 038                                                                        | 0                                                                                | 0                                                                                |                                                                                  | [ 209 ]                                                                          |
| 11 nov. 2023                                                                     | No se emitió el reporte de COVID-19                                              | No se emitió el reporte de COVID-19                                              | No se emitió el reporte de COVID-19                                              | No se emitió el reporte de COVID-19                                              | No se emitió el reporte de COVID-19                                              | No se emitió el reporte de COVID-19                                              | No se emitió el reporte de COVID-19                                              | No se emitió el reporte de COVID-19                                              | No se emitió el reporte de COVID-19                                              | No se emitió el reporte de COVID-19                                              | No se emitió el reporte de COVID-19                                              | No se emitió el reporte de COVID-19                                              |
| 12 nov. 2023                                                                     | —                                                                                | 211 734                                                                          | —                                                                                | —                                                                                | 0                                                                                | 4636                                                                             | —                                                                                | 1 314 160                                                                        | 0                                                                                | 0                                                                                |                                                                                  | [ 210 ]                                                                          |
| 13 nov. 2023                                                                     | 5                                                                                | 211 739                                                                          | —                                                                                | —                                                                                | 0                                                                                | 4636                                                                             | 95                                                                               | 1 314 255                                                                        | 0                                                                                | 0                                                                                |                                                                                  | [ 211 ]                                                                          |
| 14 nov. 2023                                                                     | 8                                                                                | 211 747                                                                          | —                                                                                | —                                                                                | 0                                                                                | 4636                                                                             | 79                                                                               | 1 314 334                                                                        | 0                                                                                | 0                                                                                |                                                                                  | [ 212 ]                                                                          |
| 15 nov. 2023                                                                     | 8                                                                                | 211 755                                                                          | —                                                                                | —                                                                                | 0                                                                                | 4636                                                                             | 75                                                                               | 1 314 409                                                                        | 0                                                                                | 0                                                                                |                                                                                  | [ 213 ]                                                                          |
| 16 nov. 2023                                                                     | 0                                                                                | 211 755                                                                          | —                                                                                | —                                                                                | 0                                                                                | 4636                                                                             | 75                                                                               | 1 314 484                                                                        | 0                                                                                | 0                                                                                |                                                                                  | [ 214 ]                                                                          |
| 17 nov. 2023                                                                     | 4                                                                                | 211 759                                                                          | —                                                                                | —                                                                                | 0                                                                                | 4636                                                                             | 61                                                                               | 1 314 545                                                                        | 0                                                                                | 0                                                                                |                                                                                  | [ 215 ]                                                                          |
| 18 nov. 2023                                                                     | 0                                                                                | 211 759                                                                          | —                                                                                | —                                                                                | 0                                                                                | 4636                                                                             | 81                                                                               | 1 314 626                                                                        | 0                                                                                | 0                                                                                |                                                                                  | [ 216 ]                                                                          |
| 19 nov. 2023                                                                     | 4                                                                                | 211 763                                                                          | —                                                                                | —                                                                                | 0                                                                                | 4636                                                                             | 72                                                                               | 1 314 698                                                                        | 0                                                                                | 0                                                                                |                                                                                  | [ 217 ]                                                                          |
| 20 nov. 2023                                                                     | 28                                                                               | 211 791                                                                          | —                                                                                | —                                                                                | 0                                                                                | 4636                                                                             | 461                                                                              | 1 315 159                                                                        | 0                                                                                | 0                                                                                |                                                                                  | [ 218 ]                                                                          |
| 21 nov. 2023                                                                     | 6                                                                                | 211 797                                                                          | —                                                                                | —                                                                                | 0                                                                                | 4636                                                                             | 89                                                                               | 1 315 248                                                                        | 0                                                                                | 0                                                                                |                                                                                  | [ 219 ]                                                                          |
| 22 nov. 2023                                                                     | 4                                                                                | 211 801                                                                          | —                                                                                | —                                                                                | 0                                                                                | 4636                                                                             | 121                                                                              | 1 315 369                                                                        | 0                                                                                | 0                                                                                |                                                                                  | [ 220 ]                                                                          |
| 23 nov. 2023                                                                     | 3                                                                                | 211 804                                                                          | —                                                                                | —                                                                                | 0                                                                                | 4636                                                                             | 844                                                                              | 1 316 213                                                                        | 0                                                                                | 0                                                                                |                                                                                  | [ 221 ]                                                                          |
| 24 nov. 2023                                                                     | 6                                                                                | 211 810                                                                          | —                                                                                | —                                                                                | 0                                                                                | 4636                                                                             | 252                                                                              | 1 316 465                                                                        | 0                                                                                | 0                                                                                |                                                                                  | [ 222 ]                                                                          |
| 25 nov. 2023                                                                     | 1                                                                                | 211 811                                                                          | —                                                                                | —                                                                                | 0                                                                                | 4636                                                                             | 63                                                                               | 1 316 528                                                                        | 0                                                                                | 0                                                                                |                                                                                  | [ 223 ]                                                                          |
| 26 nov. 2023                                                                     | 2                                                                                | 211 813                                                                          | —                                                                                | —                                                                                | 0                                                                                | 4636                                                                             | 113                                                                              | 1 316 641                                                                        | 0                                                                                | 0                                                                                |                                                                                  | [ 224 ]                                                                          |
| 27 nov. 2023                                                                     | 6                                                                                | 211 819                                                                          | —                                                                                | —                                                                                | 0                                                                                | 4636                                                                             | 198                                                                              | 1 316 839                                                                        | 0                                                                                | 0                                                                                |                                                                                  | [ 225 ]                                                                          |
| 28 nov. 2023                                                                     | 2                                                                                | 211 821                                                                          | —                                                                                | —                                                                                | 0                                                                                | 4636                                                                             | 46                                                                               | 1 316 885                                                                        | 0                                                                                | 0                                                                                |                                                                                  | [ 226 ]                                                                          |
| 29 nov. 2023                                                                     | 8                                                                                | 211 829                                                                          | —                                                                                | —                                                                                | 0                                                                                | 4636                                                                             | 247                                                                              | 1 317 132                                                                        | 0                                                                                | 0                                                                                |                                                                                  | [ 227 ]                                                                          |
| 30 nov. 2023                                                                     | 3                                                                                | 211 832                                                                          | —                                                                                | —                                                                                | 0                                                                                | 4636                                                                             | 205                                                                              | 1 317 337                                                                        | 0                                                                                | 0                                                                                |                                                                                  | [ 228 ]                                                                          |
| 1 dic. 2023                                                                      | 3                                                                                | 211 835                                                                          | —                                                                                | —                                                                                | 0                                                                                | 4636                                                                             | 244                                                                              | 1 317 581                                                                        | 0                                                                                | 0                                                                                |                                                                                  | [ 229 ]                                                                          |
| 2 dic. 2023                                                                      | 0                                                                                | 211 835                                                                          | —                                                                                | —                                                                                | 0                                                                                | 4636                                                                             | 28                                                                               | 1 317 609                                                                        | 0                                                                                | 0                                                                                |                                                                                  | [ 230 ]                                                                          |
| 3 dic. 2023                                                                      | 0                                                                                | 211 835                                                                          | —                                                                                | —                                                                                | 0                                                                                | 4636                                                                             | 40                                                                               | 1 317 649                                                                        | 0                                                                                | 0                                                                                |                                                                                  | [ 231 ]                                                                          |
| 4 dic. 2023                                                                      | 0                                                                                | 211 835                                                                          | —                                                                                | —                                                                                | 0                                                                                | 4636                                                                             | 20                                                                               | 1 317 669                                                                        | 0                                                                                | 0                                                                                |                                                                                  | [ 232 ]                                                                          |
| 5 dic. 2023                                                                      | 1                                                                                | 211 836                                                                          | —                                                                                | —                                                                                | 0                                                                                | 4636                                                                             | 40                                                                               | 1 317 709                                                                        | 0                                                                                | 0                                                                                |                                                                                  | [ 233 ]                                                                          |
| 6 dic. 2023                                                                      | No se emitió el reporte de COVID-19                                              | No se emitió el reporte de COVID-19                                              | No se emitió el reporte de COVID-19                                              | No se emitió el reporte de COVID-19                                              | No se emitió el reporte de COVID-19                                              | No se emitió el reporte de COVID-19                                              | No se emitió el reporte de COVID-19                                              | No se emitió el reporte de COVID-19                                              | No se emitió el reporte de COVID-19                                              | No se emitió el reporte de COVID-19                                              | No se emitió el reporte de COVID-19                                              | No se emitió el reporte de COVID-19                                              |
| 7 dic. 2023                                                                      | No se emitió el reporte de COVID-19                                              | No se emitió el reporte de COVID-19                                              | No se emitió el reporte de COVID-19                                              | No se emitió el reporte de COVID-19                                              | No se emitió el reporte de COVID-19                                              | No se emitió el reporte de COVID-19                                              | No se emitió el reporte de COVID-19                                              | No se emitió el reporte de COVID-19                                              | No se emitió el reporte de COVID-19                                              | No se emitió el reporte de COVID-19                                              | No se emitió el reporte de COVID-19                                              | No se emitió el reporte de COVID-19                                              |
| 8 dic. 2023                                                                      | No se emitió el reporte de COVID-19                                              | No se emitió el reporte de COVID-19                                              | No se emitió el reporte de COVID-19                                              | No se emitió el reporte de COVID-19                                              | No se emitió el reporte de COVID-19                                              | No se emitió el reporte de COVID-19                                              | No se emitió el reporte de COVID-19                                              | No se emitió el reporte de COVID-19                                              | No se emitió el reporte de COVID-19                                              | No se emitió el reporte de COVID-19                                              | No se emitió el reporte de COVID-19                                              | No se emitió el reporte de COVID-19                                              |
| 9 dic. 2023                                                                      | No se emitió el reporte de COVID-19                                              | No se emitió el reporte de COVID-19                                              | No se emitió el reporte de COVID-19                                              | No se emitió el reporte de COVID-19                                              | No se emitió el reporte de COVID-19                                              | No se emitió el reporte de COVID-19                                              | No se emitió el reporte de COVID-19                                              | No se emitió el reporte de COVID-19                                              | No se emitió el reporte de COVID-19                                              | No se emitió el reporte de COVID-19                                              | No se emitió el reporte de COVID-19                                              | No se emitió el reporte de COVID-19                                              |
| 10 dic. 2023                                                                     | —                                                                                | 211 845                                                                          | —                                                                                | —                                                                                | —                                                                                | 4636                                                                             | —                                                                                | 1 318 087                                                                        | 0                                                                                | 0                                                                                |                                                                                  | [ 234 ]                                                                          |
| 11 dic. 2023                                                                     | No se emitió el reporte de COVID-19                                              | No se emitió el reporte de COVID-19                                              | No se emitió el reporte de COVID-19                                              | No se emitió el reporte de COVID-19                                              | No se emitió el reporte de COVID-19                                              | No se emitió el reporte de COVID-19                                              | No se emitió el reporte de COVID-19                                              | No se emitió el reporte de COVID-19                                              | No se emitió el reporte de COVID-19                                              | No se emitió el reporte de COVID-19                                              | No se emitió el reporte de COVID-19                                              | No se emitió el reporte de COVID-19                                              |
| 12 dic. 2023                                                                     | No se emitió el reporte de COVID-19                                              | No se emitió el reporte de COVID-19                                              | No se emitió el reporte de COVID-19                                              | No se emitió el reporte de COVID-19                                              | No se emitió el reporte de COVID-19                                              | No se emitió el reporte de COVID-19                                              | No se emitió el reporte de COVID-19                                              | No se emitió el reporte de COVID-19                                              | No se emitió el reporte de COVID-19                                              | No se emitió el reporte de COVID-19                                              | No se emitió el reporte de COVID-19                                              | No se emitió el reporte de COVID-19                                              |
| 13 dic. 2023                                                                     | No se emitió el reporte de COVID-19                                              | No se emitió el reporte de COVID-19                                              | No se emitió el reporte de COVID-19                                              | No se emitió el reporte de COVID-19                                              | No se emitió el reporte de COVID-19                                              | No se emitió el reporte de COVID-19                                              | No se emitió el reporte de COVID-19                                              | No se emitió el reporte de COVID-19                                              | No se emitió el reporte de COVID-19                                              | No se emitió el reporte de COVID-19                                              | No se emitió el reporte de COVID-19                                              | No se emitió el reporte de COVID-19                                              |
| 14 dic. 2023                                                                     | No se emitió el reporte de COVID-19                                              | No se emitió el reporte de COVID-19                                              | No se emitió el reporte de COVID-19                                              | No se emitió el reporte de COVID-19                                              | No se emitió el reporte de COVID-19                                              | No se emitió el reporte de COVID-19                                              | No se emitió el reporte de COVID-19                                              | No se emitió el reporte de COVID-19                                              | No se emitió el reporte de COVID-19                                              | No se emitió el reporte de COVID-19                                              | No se emitió el reporte de COVID-19                                              | No se emitió el reporte de COVID-19                                              |
| 15 dic. 2023                                                                     | No se emitió el reporte de COVID-19                                              | No se emitió el reporte de COVID-19                                              | No se emitió el reporte de COVID-19                                              | No se emitió el reporte de COVID-19                                              | No se emitió el reporte de COVID-19                                              | No se emitió el reporte de COVID-19                                              | No se emitió el reporte de COVID-19                                              | No se emitió el reporte de COVID-19                                              | No se emitió el reporte de COVID-19                                              | No se emitió el reporte de COVID-19                                              | No se emitió el reporte de COVID-19                                              | No se emitió el reporte de COVID-19                                              |
| 16 dic. 2023                                                                     | No se emitió el reporte de COVID-19                                              | No se emitió el reporte de COVID-19                                              | No se emitió el reporte de COVID-19                                              | No se emitió el reporte de COVID-19                                              | No se emitió el reporte de COVID-19                                              | No se emitió el reporte de COVID-19                                              | No se emitió el reporte de COVID-19                                              | No se emitió el reporte de COVID-19                                              | No se emitió el reporte de COVID-19                                              | No se emitió el reporte de COVID-19                                              | No se emitió el reporte de COVID-19                                              | No se emitió el reporte de COVID-19                                              |
| 17 dic. 2023                                                                     | —                                                                                | 211 850                                                                          | —                                                                                | —                                                                                | —                                                                                | 4636                                                                             | —                                                                                | 1 318 239                                                                        | 0                                                                                | 0                                                                                |                                                                                  | [ 235 ]                                                                          |
| 18 dic. 2023                                                                     | No se emitió el reporte de COVID-19                                              | No se emitió el reporte de COVID-19                                              | No se emitió el reporte de COVID-19                                              | No se emitió el reporte de COVID-19                                              | No se emitió el reporte de COVID-19                                              | No se emitió el reporte de COVID-19                                              | No se emitió el reporte de COVID-19                                              | No se emitió el reporte de COVID-19                                              | No se emitió el reporte de COVID-19                                              | No se emitió el reporte de COVID-19                                              | No se emitió el reporte de COVID-19                                              | No se emitió el reporte de COVID-19                                              |
| 19 dic. 2023                                                                     | No se emitió el reporte de COVID-19                                              | No se emitió el reporte de COVID-19                                              | No se emitió el reporte de COVID-19                                              | No se emitió el reporte de COVID-19                                              | No se emitió el reporte de COVID-19                                              | No se emitió el reporte de COVID-19                                              | No se emitió el reporte de COVID-19                                              | No se emitió el reporte de COVID-19                                              | No se emitió el reporte de COVID-19                                              | No se emitió el reporte de COVID-19                                              | No se emitió el reporte de COVID-19                                              | No se emitió el reporte de COVID-19                                              |
| 20 dic. 2023                                                                     | No se emitió el reporte de COVID-19                                              | No se emitió el reporte de COVID-19                                              | No se emitió el reporte de COVID-19                                              | No se emitió el reporte de COVID-19                                              | No se emitió el reporte de COVID-19                                              | No se emitió el reporte de COVID-19                                              | No se emitió el reporte de COVID-19                                              | No se emitió el reporte de COVID-19                                              | No se emitió el reporte de COVID-19                                              | No se emitió el reporte de COVID-19                                              | No se emitió el reporte de COVID-19                                              | No se emitió el reporte de COVID-19                                              |
| 21 dic. 2023                                                                     | No se emitió el reporte de COVID-19                                              | No se emitió el reporte de COVID-19                                              | No se emitió el reporte de COVID-19                                              | No se emitió el reporte de COVID-19                                              | No se emitió el reporte de COVID-19                                              | No se emitió el reporte de COVID-19                                              | No se emitió el reporte de COVID-19                                              | No se emitió el reporte de COVID-19                                              | No se emitió el reporte de COVID-19                                              | No se emitió el reporte de COVID-19                                              | No se emitió el reporte de COVID-19                                              | No se emitió el reporte de COVID-19                                              |
| 23 dic. 2023                                                                     | No se emitió el reporte de COVID-19                                              | No se emitió el reporte de COVID-19                                              | No se emitió el reporte de COVID-19                                              | No se emitió el reporte de COVID-19                                              | No se emitió el reporte de COVID-19                                              | No se emitió el reporte de COVID-19                                              | No se emitió el reporte de COVID-19                                              | No se emitió el reporte de COVID-19                                              | No se emitió el reporte de COVID-19                                              | No se emitió el reporte de COVID-19                                              | No se emitió el reporte de COVID-19                                              | No se emitió el reporte de COVID-19                                              |
| 24 dic. 2023                                                                     | —                                                                                | 211 864                                                                          | —                                                                                | —                                                                                | —                                                                                | 4636                                                                             | —                                                                                | 1 318 404                                                                        | 0                                                                                | 0                                                                                |                                                                                  | [ 236 ]                                                                          |
| 25 dic. 2023                                                                     | No se emitió el reporte de COVID-19                                              | No se emitió el reporte de COVID-19                                              | No se emitió el reporte de COVID-19                                              | No se emitió el reporte de COVID-19                                              | No se emitió el reporte de COVID-19                                              | No se emitió el reporte de COVID-19                                              | No se emitió el reporte de COVID-19                                              | No se emitió el reporte de COVID-19                                              | No se emitió el reporte de COVID-19                                              | No se emitió el reporte de COVID-19                                              | No se emitió el reporte de COVID-19                                              | No se emitió el reporte de COVID-19                                              |
| 26 dic. 2023                                                                     | No se emitió el reporte de COVID-19                                              | No se emitió el reporte de COVID-19                                              | No se emitió el reporte de COVID-19                                              | No se emitió el reporte de COVID-19                                              | No se emitió el reporte de COVID-19                                              | No se emitió el reporte de COVID-19                                              | No se emitió el reporte de COVID-19                                              | No se emitió el reporte de COVID-19                                              | No se emitió el reporte de COVID-19                                              | No se emitió el reporte de COVID-19                                              | No se emitió el reporte de COVID-19                                              | No se emitió el reporte de COVID-19                                              |
| 27 dic. 2023                                                                     | No se emitió el reporte de COVID-19                                              | No se emitió el reporte de COVID-19                                              | No se emitió el reporte de COVID-19                                              | No se emitió el reporte de COVID-19                                              | No se emitió el reporte de COVID-19                                              | No se emitió el reporte de COVID-19                                              | No se emitió el reporte de COVID-19                                              | No se emitió el reporte de COVID-19                                              | No se emitió el reporte de COVID-19                                              | No se emitió el reporte de COVID-19                                              | No se emitió el reporte de COVID-19                                              | No se emitió el reporte de COVID-19                                              |
| 28 dic. 2023                                                                     | No se emitió el reporte de COVID-19                                              | No se emitió el reporte de COVID-19                                              | No se emitió el reporte de COVID-19                                              | No se emitió el reporte de COVID-19                                              | No se emitió el reporte de COVID-19                                              | No se emitió el reporte de COVID-19                                              | No se emitió el reporte de COVID-19                                              | No se emitió el reporte de COVID-19                                              | No se emitió el reporte de COVID-19                                              | No se emitió el reporte de COVID-19                                              | No se emitió el reporte de COVID-19                                              | No se emitió el reporte de COVID-19                                              |
| 29 dic. 2023                                                                     | No se emitió el reporte de COVID-19                                              | No se emitió el reporte de COVID-19                                              | No se emitió el reporte de COVID-19                                              | No se emitió el reporte de COVID-19                                              | No se emitió el reporte de COVID-19                                              | No se emitió el reporte de COVID-19                                              | No se emitió el reporte de COVID-19                                              | No se emitió el reporte de COVID-19                                              | No se emitió el reporte de COVID-19                                              | No se emitió el reporte de COVID-19                                              | No se emitió el reporte de COVID-19                                              | No se emitió el reporte de COVID-19                                              |
| 30 dic. 2023                                                                     | No se emitió el reporte de COVID-19                                              | No se emitió el reporte de COVID-19                                              | No se emitió el reporte de COVID-19                                              | No se emitió el reporte de COVID-19                                              | No se emitió el reporte de COVID-19                                              | No se emitió el reporte de COVID-19                                              | No se emitió el reporte de COVID-19                                              | No se emitió el reporte de COVID-19                                              | No se emitió el reporte de COVID-19                                              | No se emitió el reporte de COVID-19                                              | No se emitió el reporte de COVID-19                                              | No se emitió el reporte de COVID-19                                              |
| 31 dic. 2023                                                                     | —                                                                                | 211 885                                                                          | —                                                                                | —                                                                                | —                                                                                | 4636                                                                             | —                                                                                | 1 318 621                                                                        | 0                                                                                | 0                                                                                |                                                                                  | [ 237 ]                                                                          |
| Total 2023                                                                       | 2497                                                                             | 211 885                                                                          | —                                                                                | —                                                                                | 11                                                                               | 4636                                                                             | 87 488                                                                           | 1 318 621                                                                        | —                                                                                | —                                                                                |                                                                                  |                                                                                  |
| 2024                                                                             |                                                                                  |                                                                                  |                                                                                  |                                                                                  |                                                                                  |                                                                                  |                                                                                  |                                                                                  |                                                                                  |                                                                                  |                                                                                  |                                                                                  |
| 1 ene. 2024                                                                      | No se emitió el reporte de COVID-19                                              | No se emitió el reporte de COVID-19                                              | No se emitió el reporte de COVID-19                                              | No se emitió el reporte de COVID-19                                              | No se emitió el reporte de COVID-19                                              | No se emitió el reporte de COVID-19                                              | No se emitió el reporte de COVID-19                                              | No se emitió el reporte de COVID-19                                              | No se emitió el reporte de COVID-19                                              | No se emitió el reporte de COVID-19                                              | No se emitió el reporte de COVID-19                                              | No se emitió el reporte de COVID-19                                              |
| 2 ene. 2024                                                                      | No se emitió el reporte de COVID-19                                              | No se emitió el reporte de COVID-19                                              | No se emitió el reporte de COVID-19                                              | No se emitió el reporte de COVID-19                                              | No se emitió el reporte de COVID-19                                              | No se emitió el reporte de COVID-19                                              | No se emitió el reporte de COVID-19                                              | No se emitió el reporte de COVID-19                                              | No se emitió el reporte de COVID-19                                              | No se emitió el reporte de COVID-19                                              | No se emitió el reporte de COVID-19                                              | No se emitió el reporte de COVID-19                                              |
| 3 ene. 2024                                                                      | No se emitió el reporte de COVID-19                                              | No se emitió el reporte de COVID-19                                              | No se emitió el reporte de COVID-19                                              | No se emitió el reporte de COVID-19                                              | No se emitió el reporte de COVID-19                                              | No se emitió el reporte de COVID-19                                              | No se emitió el reporte de COVID-19                                              | No se emitió el reporte de COVID-19                                              | No se emitió el reporte de COVID-19                                              | No se emitió el reporte de COVID-19                                              | No se emitió el reporte de COVID-19                                              | No se emitió el reporte de COVID-19                                              |
| 4 ene. 2024                                                                      | No se emitió el reporte de COVID-19                                              | No se emitió el reporte de COVID-19                                              | No se emitió el reporte de COVID-19                                              | No se emitió el reporte de COVID-19                                              | No se emitió el reporte de COVID-19                                              | No se emitió el reporte de COVID-19                                              | No se emitió el reporte de COVID-19                                              | No se emitió el reporte de COVID-19                                              | No se emitió el reporte de COVID-19                                              | No se emitió el reporte de COVID-19                                              | No se emitió el reporte de COVID-19                                              | No se emitió el reporte de COVID-19                                              |
| 5 ene. 2024                                                                      | No se emitió el reporte de COVID-19                                              | No se emitió el reporte de COVID-19                                              | No se emitió el reporte de COVID-19                                              | No se emitió el reporte de COVID-19                                              | No se emitió el reporte de COVID-19                                              | No se emitió el reporte de COVID-19                                              | No se emitió el reporte de COVID-19                                              | No se emitió el reporte de COVID-19                                              | No se emitió el reporte de COVID-19                                              | No se emitió el reporte de COVID-19                                              | No se emitió el reporte de COVID-19                                              | No se emitió el reporte de COVID-19                                              |
| 6 ene. 2024                                                                      | No se emitió el reporte de COVID-19                                              | No se emitió el reporte de COVID-19                                              | No se emitió el reporte de COVID-19                                              | No se emitió el reporte de COVID-19                                              | No se emitió el reporte de COVID-19                                              | No se emitió el reporte de COVID-19                                              | No se emitió el reporte de COVID-19                                              | No se emitió el reporte de COVID-19                                              | No se emitió el reporte de COVID-19                                              | No se emitió el reporte de COVID-19                                              | No se emitió el reporte de COVID-19                                              | No se emitió el reporte de COVID-19                                              |
| 7 ene. 2024                                                                      | —                                                                                | 211 909                                                                          | —                                                                                | —                                                                                | —                                                                                | 4636                                                                             | —                                                                                | 1 318 684                                                                        | 0                                                                                | 0                                                                                |                                                                                  | [ 238 ]                                                                          |
| 8 ene. 2024                                                                      | No se emitió el reporte de COVID-19                                              | No se emitió el reporte de COVID-19                                              | No se emitió el reporte de COVID-19                                              | No se emitió el reporte de COVID-19                                              | No se emitió el reporte de COVID-19                                              | No se emitió el reporte de COVID-19                                              | No se emitió el reporte de COVID-19                                              | No se emitió el reporte de COVID-19                                              | No se emitió el reporte de COVID-19                                              | No se emitió el reporte de COVID-19                                              | No se emitió el reporte de COVID-19                                              | No se emitió el reporte de COVID-19                                              |
| 9 ene. 2024                                                                      | No se emitió el reporte de COVID-19                                              | No se emitió el reporte de COVID-19                                              | No se emitió el reporte de COVID-19                                              | No se emitió el reporte de COVID-19                                              | No se emitió el reporte de COVID-19                                              | No se emitió el reporte de COVID-19                                              | No se emitió el reporte de COVID-19                                              | No se emitió el reporte de COVID-19                                              | No se emitió el reporte de COVID-19                                              | No se emitió el reporte de COVID-19                                              | No se emitió el reporte de COVID-19                                              | No se emitió el reporte de COVID-19                                              |
| 10 ene. 2024                                                                     | No se emitió el reporte de COVID-19                                              | No se emitió el reporte de COVID-19                                              | No se emitió el reporte de COVID-19                                              | No se emitió el reporte de COVID-19                                              | No se emitió el reporte de COVID-19                                              | No se emitió el reporte de COVID-19                                              | No se emitió el reporte de COVID-19                                              | No se emitió el reporte de COVID-19                                              | No se emitió el reporte de COVID-19                                              | No se emitió el reporte de COVID-19                                              | No se emitió el reporte de COVID-19                                              | No se emitió el reporte de COVID-19                                              |
| 11 ene. 2024                                                                     | No se emitió el reporte de COVID-19                                              | No se emitió el reporte de COVID-19                                              | No se emitió el reporte de COVID-19                                              | No se emitió el reporte de COVID-19                                              | No se emitió el reporte de COVID-19                                              | No se emitió el reporte de COVID-19                                              | No se emitió el reporte de COVID-19                                              | No se emitió el reporte de COVID-19                                              | No se emitió el reporte de COVID-19                                              | No se emitió el reporte de COVID-19                                              | No se emitió el reporte de COVID-19                                              | No se emitió el reporte de COVID-19                                              |
| 12 ene. 2024                                                                     | No se emitió el reporte de COVID-19                                              | No se emitió el reporte de COVID-19                                              | No se emitió el reporte de COVID-19                                              | No se emitió el reporte de COVID-19                                              | No se emitió el reporte de COVID-19                                              | No se emitió el reporte de COVID-19                                              | No se emitió el reporte de COVID-19                                              | No se emitió el reporte de COVID-19                                              | No se emitió el reporte de COVID-19                                              | No se emitió el reporte de COVID-19                                              | No se emitió el reporte de COVID-19                                              | No se emitió el reporte de COVID-19                                              |
| 13 ene. 2024                                                                     | No se emitió el reporte de COVID-19                                              | No se emitió el reporte de COVID-19                                              | No se emitió el reporte de COVID-19                                              | No se emitió el reporte de COVID-19                                              | No se emitió el reporte de COVID-19                                              | No se emitió el reporte de COVID-19                                              | No se emitió el reporte de COVID-19                                              | No se emitió el reporte de COVID-19                                              | No se emitió el reporte de COVID-19                                              | No se emitió el reporte de COVID-19                                              | No se emitió el reporte de COVID-19                                              | No se emitió el reporte de COVID-19                                              |
| 14 ene. 2024                                                                     | —                                                                                | 211 929                                                                          | —                                                                                | —                                                                                | —                                                                                | 4636                                                                             | —                                                                                | 1 318 792                                                                        | 0                                                                                | 0                                                                                |                                                                                  | [ 239 ]                                                                          |
| 15 ene. 2024                                                                     | No se emitió el reporte de COVID-19                                              | No se emitió el reporte de COVID-19                                              | No se emitió el reporte de COVID-19                                              | No se emitió el reporte de COVID-19                                              | No se emitió el reporte de COVID-19                                              | No se emitió el reporte de COVID-19                                              | No se emitió el reporte de COVID-19                                              | No se emitió el reporte de COVID-19                                              | No se emitió el reporte de COVID-19                                              | No se emitió el reporte de COVID-19                                              | No se emitió el reporte de COVID-19                                              | No se emitió el reporte de COVID-19                                              |
| 16 ene. 2024                                                                     | No se emitió el reporte de COVID-19                                              | No se emitió el reporte de COVID-19                                              | No se emitió el reporte de COVID-19                                              | No se emitió el reporte de COVID-19                                              | No se emitió el reporte de COVID-19                                              | No se emitió el reporte de COVID-19                                              | No se emitió el reporte de COVID-19                                              | No se emitió el reporte de COVID-19                                              | No se emitió el reporte de COVID-19                                              | No se emitió el reporte de COVID-19                                              | No se emitió el reporte de COVID-19                                              | No se emitió el reporte de COVID-19                                              |
| 17 ene. 2024                                                                     | No se emitió el reporte de COVID-19                                              | No se emitió el reporte de COVID-19                                              | No se emitió el reporte de COVID-19                                              | No se emitió el reporte de COVID-19                                              | No se emitió el reporte de COVID-19                                              | No se emitió el reporte de COVID-19                                              | No se emitió el reporte de COVID-19                                              | No se emitió el reporte de COVID-19                                              | No se emitió el reporte de COVID-19                                              | No se emitió el reporte de COVID-19                                              | No se emitió el reporte de COVID-19                                              | No se emitió el reporte de COVID-19                                              |
| 18 ene. 2024                                                                     | No se emitió el reporte de COVID-19                                              | No se emitió el reporte de COVID-19                                              | No se emitió el reporte de COVID-19                                              | No se emitió el reporte de COVID-19                                              | No se emitió el reporte de COVID-19                                              | No se emitió el reporte de COVID-19                                              | No se emitió el reporte de COVID-19                                              | No se emitió el reporte de COVID-19                                              | No se emitió el reporte de COVID-19                                              | No se emitió el reporte de COVID-19                                              | No se emitió el reporte de COVID-19                                              | No se emitió el reporte de COVID-19                                              |
| 19 ene. 2024                                                                     | No se emitió el reporte de COVID-19                                              | No se emitió el reporte de COVID-19                                              | No se emitió el reporte de COVID-19                                              | No se emitió el reporte de COVID-19                                              | No se emitió el reporte de COVID-19                                              | No se emitió el reporte de COVID-19                                              | No se emitió el reporte de COVID-19                                              | No se emitió el reporte de COVID-19                                              | No se emitió el reporte de COVID-19                                              | No se emitió el reporte de COVID-19                                              | No se emitió el reporte de COVID-19                                              | No se emitió el reporte de COVID-19                                              |
| 20 ene. 2024                                                                     | No se emitió el reporte de COVID-19                                              | No se emitió el reporte de COVID-19                                              | No se emitió el reporte de COVID-19                                              | No se emitió el reporte de COVID-19                                              | No se emitió el reporte de COVID-19                                              | No se emitió el reporte de COVID-19                                              | No se emitió el reporte de COVID-19                                              | No se emitió el reporte de COVID-19                                              | No se emitió el reporte de COVID-19                                              | No se emitió el reporte de COVID-19                                              | No se emitió el reporte de COVID-19                                              | No se emitió el reporte de COVID-19                                              |
| 21 ene. 2024                                                                     | —                                                                                | 211 971                                                                          | —                                                                                | —                                                                                | —                                                                                | 4636                                                                             | —                                                                                | 1 319 454                                                                        | 0                                                                                | 0                                                                                |                                                                                  | [ 240 ]                                                                          |
| 22 ene. 2024                                                                     | No se emitió el reporte de COVID-19                                              | No se emitió el reporte de COVID-19                                              | No se emitió el reporte de COVID-19                                              | No se emitió el reporte de COVID-19                                              | No se emitió el reporte de COVID-19                                              | No se emitió el reporte de COVID-19                                              | No se emitió el reporte de COVID-19                                              | No se emitió el reporte de COVID-19                                              | No se emitió el reporte de COVID-19                                              | No se emitió el reporte de COVID-19                                              | No se emitió el reporte de COVID-19                                              | No se emitió el reporte de COVID-19                                              |
| 23 ene. 2024                                                                     | No se emitió el reporte de COVID-19                                              | No se emitió el reporte de COVID-19                                              | No se emitió el reporte de COVID-19                                              | No se emitió el reporte de COVID-19                                              | No se emitió el reporte de COVID-19                                              | No se emitió el reporte de COVID-19                                              | No se emitió el reporte de COVID-19                                              | No se emitió el reporte de COVID-19                                              | No se emitió el reporte de COVID-19                                              | No se emitió el reporte de COVID-19                                              | No se emitió el reporte de COVID-19                                              | No se emitió el reporte de COVID-19                                              |
| 24 ene. 2024                                                                     | No se emitió el reporte de COVID-19                                              | No se emitió el reporte de COVID-19                                              | No se emitió el reporte de COVID-19                                              | No se emitió el reporte de COVID-19                                              | No se emitió el reporte de COVID-19                                              | No se emitió el reporte de COVID-19                                              | No se emitió el reporte de COVID-19                                              | No se emitió el reporte de COVID-19                                              | No se emitió el reporte de COVID-19                                              | No se emitió el reporte de COVID-19                                              | No se emitió el reporte de COVID-19                                              | No se emitió el reporte de COVID-19                                              |
| 25 ene. 2024                                                                     | No se emitió el reporte de COVID-19                                              | No se emitió el reporte de COVID-19                                              | No se emitió el reporte de COVID-19                                              | No se emitió el reporte de COVID-19                                              | No se emitió el reporte de COVID-19                                              | No se emitió el reporte de COVID-19                                              | No se emitió el reporte de COVID-19                                              | No se emitió el reporte de COVID-19                                              | No se emitió el reporte de COVID-19                                              | No se emitió el reporte de COVID-19                                              | No se emitió el reporte de COVID-19                                              | No se emitió el reporte de COVID-19                                              |
| 26 ene. 2024                                                                     | No se emitió el reporte de COVID-19                                              | No se emitió el reporte de COVID-19                                              | No se emitió el reporte de COVID-19                                              | No se emitió el reporte de COVID-19                                              | No se emitió el reporte de COVID-19                                              | No se emitió el reporte de COVID-19                                              | No se emitió el reporte de COVID-19                                              | No se emitió el reporte de COVID-19                                              | No se emitió el reporte de COVID-19                                              | No se emitió el reporte de COVID-19                                              | No se emitió el reporte de COVID-19                                              | No se emitió el reporte de COVID-19                                              |
| 27 ene. 2024                                                                     | No se emitió el reporte de COVID-19                                              | No se emitió el reporte de COVID-19                                              | No se emitió el reporte de COVID-19                                              | No se emitió el reporte de COVID-19                                              | No se emitió el reporte de COVID-19                                              | No se emitió el reporte de COVID-19                                              | No se emitió el reporte de COVID-19                                              | No se emitió el reporte de COVID-19                                              | No se emitió el reporte de COVID-19                                              | No se emitió el reporte de COVID-19                                              | No se emitió el reporte de COVID-19                                              | No se emitió el reporte de COVID-19                                              |
| 28 ene. 2024                                                                     | —                                                                                | 211 987                                                                          | —                                                                                | —                                                                                | —                                                                                | 4636                                                                             | —                                                                                | 1 319 631                                                                        | 0                                                                                | 0                                                                                |                                                                                  | [ 241 ]                                                                          |
| 29 ene. 2024                                                                     | No se emitió el reporte de COVID-19                                              | No se emitió el reporte de COVID-19                                              | No se emitió el reporte de COVID-19                                              | No se emitió el reporte de COVID-19                                              | No se emitió el reporte de COVID-19                                              | No se emitió el reporte de COVID-19                                              | No se emitió el reporte de COVID-19                                              | No se emitió el reporte de COVID-19                                              | No se emitió el reporte de COVID-19                                              | No se emitió el reporte de COVID-19                                              | No se emitió el reporte de COVID-19                                              | No se emitió el reporte de COVID-19                                              |
| 30 ene. 2024                                                                     | No se emitió el reporte de COVID-19                                              | No se emitió el reporte de COVID-19                                              | No se emitió el reporte de COVID-19                                              | No se emitió el reporte de COVID-19                                              | No se emitió el reporte de COVID-19                                              | No se emitió el reporte de COVID-19                                              | No se emitió el reporte de COVID-19                                              | No se emitió el reporte de COVID-19                                              | No se emitió el reporte de COVID-19                                              | No se emitió el reporte de COVID-19                                              | No se emitió el reporte de COVID-19                                              | No se emitió el reporte de COVID-19                                              |
| 31 ene. 2024                                                                     | No se emitió el reporte de COVID-19                                              | No se emitió el reporte de COVID-19                                              | No se emitió el reporte de COVID-19                                              | No se emitió el reporte de COVID-19                                              | No se emitió el reporte de COVID-19                                              | No se emitió el reporte de COVID-19                                              | No se emitió el reporte de COVID-19                                              | No se emitió el reporte de COVID-19                                              | No se emitió el reporte de COVID-19                                              | No se emitió el reporte de COVID-19                                              | No se emitió el reporte de COVID-19                                              | No se emitió el reporte de COVID-19                                              |
| 1 feb. 2024                                                                      | No se emitió el reporte de COVID-19                                              | No se emitió el reporte de COVID-19                                              | No se emitió el reporte de COVID-19                                              | No se emitió el reporte de COVID-19                                              | No se emitió el reporte de COVID-19                                              | No se emitió el reporte de COVID-19                                              | No se emitió el reporte de COVID-19                                              | No se emitió el reporte de COVID-19                                              | No se emitió el reporte de COVID-19                                              | No se emitió el reporte de COVID-19                                              | No se emitió el reporte de COVID-19                                              | No se emitió el reporte de COVID-19                                              |
| 2 feb. 2024                                                                      | No se emitió el reporte de COVID-19                                              | No se emitió el reporte de COVID-19                                              | No se emitió el reporte de COVID-19                                              | No se emitió el reporte de COVID-19                                              | No se emitió el reporte de COVID-19                                              | No se emitió el reporte de COVID-19                                              | No se emitió el reporte de COVID-19                                              | No se emitió el reporte de COVID-19                                              | No se emitió el reporte de COVID-19                                              | No se emitió el reporte de COVID-19                                              | No se emitió el reporte de COVID-19                                              | No se emitió el reporte de COVID-19                                              |
| 3 feb. 2024                                                                      | No se emitió el reporte de COVID-19                                              | No se emitió el reporte de COVID-19                                              | No se emitió el reporte de COVID-19                                              | No se emitió el reporte de COVID-19                                              | No se emitió el reporte de COVID-19                                              | No se emitió el reporte de COVID-19                                              | No se emitió el reporte de COVID-19                                              | No se emitió el reporte de COVID-19                                              | No se emitió el reporte de COVID-19                                              | No se emitió el reporte de COVID-19                                              | No se emitió el reporte de COVID-19                                              | No se emitió el reporte de COVID-19                                              |
| 4 feb. 2024                                                                      | —                                                                                | 212 018                                                                          | —                                                                                | —                                                                                | —                                                                                | 4636                                                                             | —                                                                                | 1 319 831                                                                        | 0                                                                                | 0                                                                                |                                                                                  | [ 242 ]                                                                          |
| 5 feb. 2024                                                                      | No se emitió el reporte de COVID-19                                              | No se emitió el reporte de COVID-19                                              | No se emitió el reporte de COVID-19                                              | No se emitió el reporte de COVID-19                                              | No se emitió el reporte de COVID-19                                              | No se emitió el reporte de COVID-19                                              | No se emitió el reporte de COVID-19                                              | No se emitió el reporte de COVID-19                                              | No se emitió el reporte de COVID-19                                              | No se emitió el reporte de COVID-19                                              | No se emitió el reporte de COVID-19                                              | No se emitió el reporte de COVID-19                                              |
| 6 feb. 2024                                                                      | No se emitió el reporte de COVID-19                                              | No se emitió el reporte de COVID-19                                              | No se emitió el reporte de COVID-19                                              | No se emitió el reporte de COVID-19                                              | No se emitió el reporte de COVID-19                                              | No se emitió el reporte de COVID-19                                              | No se emitió el reporte de COVID-19                                              | No se emitió el reporte de COVID-19                                              | No se emitió el reporte de COVID-19                                              | No se emitió el reporte de COVID-19                                              | No se emitió el reporte de COVID-19                                              | No se emitió el reporte de COVID-19                                              |
| 7 feb. 2024                                                                      | No se emitió el reporte de COVID-19                                              | No se emitió el reporte de COVID-19                                              | No se emitió el reporte de COVID-19                                              | No se emitió el reporte de COVID-19                                              | No se emitió el reporte de COVID-19                                              | No se emitió el reporte de COVID-19                                              | No se emitió el reporte de COVID-19                                              | No se emitió el reporte de COVID-19                                              | No se emitió el reporte de COVID-19                                              | No se emitió el reporte de COVID-19                                              | No se emitió el reporte de COVID-19                                              | No se emitió el reporte de COVID-19                                              |
| 8 feb. 2024                                                                      | No se emitió el reporte de COVID-19                                              | No se emitió el reporte de COVID-19                                              | No se emitió el reporte de COVID-19                                              | No se emitió el reporte de COVID-19                                              | No se emitió el reporte de COVID-19                                              | No se emitió el reporte de COVID-19                                              | No se emitió el reporte de COVID-19                                              | No se emitió el reporte de COVID-19                                              | No se emitió el reporte de COVID-19                                              | No se emitió el reporte de COVID-19                                              | No se emitió el reporte de COVID-19                                              | No se emitió el reporte de COVID-19                                              |
| 9 feb. 2024                                                                      | No se emitió el reporte de COVID-19                                              | No se emitió el reporte de COVID-19                                              | No se emitió el reporte de COVID-19                                              | No se emitió el reporte de COVID-19                                              | No se emitió el reporte de COVID-19                                              | No se emitió el reporte de COVID-19                                              | No se emitió el reporte de COVID-19                                              | No se emitió el reporte de COVID-19                                              | No se emitió el reporte de COVID-19                                              | No se emitió el reporte de COVID-19                                              | No se emitió el reporte de COVID-19                                              | No se emitió el reporte de COVID-19                                              |
| 10 feb. 2024                                                                     | No se emitió el reporte de COVID-19                                              | No se emitió el reporte de COVID-19                                              | No se emitió el reporte de COVID-19                                              | No se emitió el reporte de COVID-19                                              | No se emitió el reporte de COVID-19                                              | No se emitió el reporte de COVID-19                                              | No se emitió el reporte de COVID-19                                              | No se emitió el reporte de COVID-19                                              | No se emitió el reporte de COVID-19                                              | No se emitió el reporte de COVID-19                                              | No se emitió el reporte de COVID-19                                              | No se emitió el reporte de COVID-19                                              |
| 11 feb. 2024                                                                     | —                                                                                | 212 033                                                                          | —                                                                                | —                                                                                | —                                                                                | 4636                                                                             | —                                                                                | 1 319 995                                                                        | 0                                                                                | 0                                                                                |                                                                                  | [ 243 ]                                                                          |
| 12 feb. 2024                                                                     | No se emitió el reporte de COVID-19                                              | No se emitió el reporte de COVID-19                                              | No se emitió el reporte de COVID-19                                              | No se emitió el reporte de COVID-19                                              | No se emitió el reporte de COVID-19                                              | No se emitió el reporte de COVID-19                                              | No se emitió el reporte de COVID-19                                              | No se emitió el reporte de COVID-19                                              | No se emitió el reporte de COVID-19                                              | No se emitió el reporte de COVID-19                                              | No se emitió el reporte de COVID-19                                              | No se emitió el reporte de COVID-19                                              |
| 13 feb. 2024                                                                     | No se emitió el reporte de COVID-19                                              | No se emitió el reporte de COVID-19                                              | No se emitió el reporte de COVID-19                                              | No se emitió el reporte de COVID-19                                              | No se emitió el reporte de COVID-19                                              | No se emitió el reporte de COVID-19                                              | No se emitió el reporte de COVID-19                                              | No se emitió el reporte de COVID-19                                              | No se emitió el reporte de COVID-19                                              | No se emitió el reporte de COVID-19                                              | No se emitió el reporte de COVID-19                                              | No se emitió el reporte de COVID-19                                              |
| 14 feb. 2024                                                                     | No se emitió el reporte de COVID-19                                              | No se emitió el reporte de COVID-19                                              | No se emitió el reporte de COVID-19                                              | No se emitió el reporte de COVID-19                                              | No se emitió el reporte de COVID-19                                              | No se emitió el reporte de COVID-19                                              | No se emitió el reporte de COVID-19                                              | No se emitió el reporte de COVID-19                                              | No se emitió el reporte de COVID-19                                              | No se emitió el reporte de COVID-19                                              | No se emitió el reporte de COVID-19                                              | No se emitió el reporte de COVID-19                                              |
| 15 feb. 2024                                                                     | No se emitió el reporte de COVID-19                                              | No se emitió el reporte de COVID-19                                              | No se emitió el reporte de COVID-19                                              | No se emitió el reporte de COVID-19                                              | No se emitió el reporte de COVID-19                                              | No se emitió el reporte de COVID-19                                              | No se emitió el reporte de COVID-19                                              | No se emitió el reporte de COVID-19                                              | No se emitió el reporte de COVID-19                                              | No se emitió el reporte de COVID-19                                              | No se emitió el reporte de COVID-19                                              | No se emitió el reporte de COVID-19                                              |
| 16 feb. 2024                                                                     | No se emitió el reporte de COVID-19                                              | No se emitió el reporte de COVID-19                                              | No se emitió el reporte de COVID-19                                              | No se emitió el reporte de COVID-19                                              | No se emitió el reporte de COVID-19                                              | No se emitió el reporte de COVID-19                                              | No se emitió el reporte de COVID-19                                              | No se emitió el reporte de COVID-19                                              | No se emitió el reporte de COVID-19                                              | No se emitió el reporte de COVID-19                                              | No se emitió el reporte de COVID-19                                              | No se emitió el reporte de COVID-19                                              |
| 17 feb. 2024                                                                     | No se emitió el reporte de COVID-19                                              | No se emitió el reporte de COVID-19                                              | No se emitió el reporte de COVID-19                                              | No se emitió el reporte de COVID-19                                              | No se emitió el reporte de COVID-19                                              | No se emitió el reporte de COVID-19                                              | No se emitió el reporte de COVID-19                                              | No se emitió el reporte de COVID-19                                              | No se emitió el reporte de COVID-19                                              | No se emitió el reporte de COVID-19                                              | No se emitió el reporte de COVID-19                                              | No se emitió el reporte de COVID-19                                              |
| 18 feb. 2024                                                                     | —                                                                                | 212 043                                                                          | —                                                                                | —                                                                                | —                                                                                | 4636                                                                             | —                                                                                | 1 320 192                                                                        | 0                                                                                | 0                                                                                |                                                                                  | [ 244 ]                                                                          |
| 19 feb. 2024                                                                     | No se emitió el reporte de COVID-19                                              | No se emitió el reporte de COVID-19                                              | No se emitió el reporte de COVID-19                                              | No se emitió el reporte de COVID-19                                              | No se emitió el reporte de COVID-19                                              | No se emitió el reporte de COVID-19                                              | No se emitió el reporte de COVID-19                                              | No se emitió el reporte de COVID-19                                              | No se emitió el reporte de COVID-19                                              | No se emitió el reporte de COVID-19                                              | No se emitió el reporte de COVID-19                                              | No se emitió el reporte de COVID-19                                              |
| 20 feb. 2024                                                                     | No se emitió el reporte de COVID-19                                              | No se emitió el reporte de COVID-19                                              | No se emitió el reporte de COVID-19                                              | No se emitió el reporte de COVID-19                                              | No se emitió el reporte de COVID-19                                              | No se emitió el reporte de COVID-19                                              | No se emitió el reporte de COVID-19                                              | No se emitió el reporte de COVID-19                                              | No se emitió el reporte de COVID-19                                              | No se emitió el reporte de COVID-19                                              | No se emitió el reporte de COVID-19                                              | No se emitió el reporte de COVID-19                                              |
| 21 feb. 2024                                                                     | No se emitió el reporte de COVID-19                                              | No se emitió el reporte de COVID-19                                              | No se emitió el reporte de COVID-19                                              | No se emitió el reporte de COVID-19                                              | No se emitió el reporte de COVID-19                                              | No se emitió el reporte de COVID-19                                              | No se emitió el reporte de COVID-19                                              | No se emitió el reporte de COVID-19                                              | No se emitió el reporte de COVID-19                                              | No se emitió el reporte de COVID-19                                              | No se emitió el reporte de COVID-19                                              | No se emitió el reporte de COVID-19                                              |
| 22 feb. 2024                                                                     | No se emitió el reporte de COVID-19                                              | No se emitió el reporte de COVID-19                                              | No se emitió el reporte de COVID-19                                              | No se emitió el reporte de COVID-19                                              | No se emitió el reporte de COVID-19                                              | No se emitió el reporte de COVID-19                                              | No se emitió el reporte de COVID-19                                              | No se emitió el reporte de COVID-19                                              | No se emitió el reporte de COVID-19                                              | No se emitió el reporte de COVID-19                                              | No se emitió el reporte de COVID-19                                              | No se emitió el reporte de COVID-19                                              |
| 23 feb. 2024                                                                     | No se emitió el reporte de COVID-19                                              | No se emitió el reporte de COVID-19                                              | No se emitió el reporte de COVID-19                                              | No se emitió el reporte de COVID-19                                              | No se emitió el reporte de COVID-19                                              | No se emitió el reporte de COVID-19                                              | No se emitió el reporte de COVID-19                                              | No se emitió el reporte de COVID-19                                              | No se emitió el reporte de COVID-19                                              | No se emitió el reporte de COVID-19                                              | No se emitió el reporte de COVID-19                                              | No se emitió el reporte de COVID-19                                              |
| 24 feb. 2024                                                                     | No se emitió el reporte de COVID-19                                              | No se emitió el reporte de COVID-19                                              | No se emitió el reporte de COVID-19                                              | No se emitió el reporte de COVID-19                                              | No se emitió el reporte de COVID-19                                              | No se emitió el reporte de COVID-19                                              | No se emitió el reporte de COVID-19                                              | No se emitió el reporte de COVID-19                                              | No se emitió el reporte de COVID-19                                              | No se emitió el reporte de COVID-19                                              | No se emitió el reporte de COVID-19                                              | No se emitió el reporte de COVID-19                                              |
| 25 feb. 2024                                                                     | —                                                                                | 212 049                                                                          | —                                                                                | —                                                                                | —                                                                                | 4636                                                                             | —                                                                                | 1 320 285                                                                        | 0                                                                                | 0                                                                                |                                                                                  | [ 245 ]                                                                          |
| 26 feb. 2024                                                                     | No se emitió el reporte de COVID-19                                              | No se emitió el reporte de COVID-19                                              | No se emitió el reporte de COVID-19                                              | No se emitió el reporte de COVID-19                                              | No se emitió el reporte de COVID-19                                              | No se emitió el reporte de COVID-19                                              | No se emitió el reporte de COVID-19                                              | No se emitió el reporte de COVID-19                                              | No se emitió el reporte de COVID-19                                              | No se emitió el reporte de COVID-19                                              | No se emitió el reporte de COVID-19                                              | No se emitió el reporte de COVID-19                                              |
| 27 feb. 2024                                                                     | No se emitió el reporte de COVID-19                                              | No se emitió el reporte de COVID-19                                              | No se emitió el reporte de COVID-19                                              | No se emitió el reporte de COVID-19                                              | No se emitió el reporte de COVID-19                                              | No se emitió el reporte de COVID-19                                              | No se emitió el reporte de COVID-19                                              | No se emitió el reporte de COVID-19                                              | No se emitió el reporte de COVID-19                                              | No se emitió el reporte de COVID-19                                              | No se emitió el reporte de COVID-19                                              | No se emitió el reporte de COVID-19                                              |
| 28 feb. 2024                                                                     | No se emitió el reporte de COVID-19                                              | No se emitió el reporte de COVID-19                                              | No se emitió el reporte de COVID-19                                              | No se emitió el reporte de COVID-19                                              | No se emitió el reporte de COVID-19                                              | No se emitió el reporte de COVID-19                                              | No se emitió el reporte de COVID-19                                              | No se emitió el reporte de COVID-19                                              | No se emitió el reporte de COVID-19                                              | No se emitió el reporte de COVID-19                                              | No se emitió el reporte de COVID-19                                              | No se emitió el reporte de COVID-19                                              |
| 29 feb. 2024                                                                     | No se emitió el reporte de COVID-19                                              | No se emitió el reporte de COVID-19                                              | No se emitió el reporte de COVID-19                                              | No se emitió el reporte de COVID-19                                              | No se emitió el reporte de COVID-19                                              | No se emitió el reporte de COVID-19                                              | No se emitió el reporte de COVID-19                                              | No se emitió el reporte de COVID-19                                              | No se emitió el reporte de COVID-19                                              | No se emitió el reporte de COVID-19                                              | No se emitió el reporte de COVID-19                                              | No se emitió el reporte de COVID-19                                              |
| 1 mar. 2024                                                                      | No se emitió el reporte de COVID-19                                              | No se emitió el reporte de COVID-19                                              | No se emitió el reporte de COVID-19                                              | No se emitió el reporte de COVID-19                                              | No se emitió el reporte de COVID-19                                              | No se emitió el reporte de COVID-19                                              | No se emitió el reporte de COVID-19                                              | No se emitió el reporte de COVID-19                                              | No se emitió el reporte de COVID-19                                              | No se emitió el reporte de COVID-19                                              | No se emitió el reporte de COVID-19                                              | No se emitió el reporte de COVID-19                                              |
| 2 mar. 2024                                                                      | No se emitió el reporte de COVID-19                                              | No se emitió el reporte de COVID-19                                              | No se emitió el reporte de COVID-19                                              | No se emitió el reporte de COVID-19                                              | No se emitió el reporte de COVID-19                                              | No se emitió el reporte de COVID-19                                              | No se emitió el reporte de COVID-19                                              | No se emitió el reporte de COVID-19                                              | No se emitió el reporte de COVID-19                                              | No se emitió el reporte de COVID-19                                              | No se emitió el reporte de COVID-19                                              | No se emitió el reporte de COVID-19                                              |
| 3 mar. 2024                                                                      | —                                                                                | 212 050                                                                          | —                                                                                | —                                                                                | —                                                                                | 4636                                                                             | —                                                                                | 1 320 391                                                                        | 0                                                                                | 0                                                                                |                                                                                  | [ 246 ]                                                                          |
| 4 mar. 2024                                                                      | No se emitió el reporte de COVID-19                                              | No se emitió el reporte de COVID-19                                              | No se emitió el reporte de COVID-19                                              | No se emitió el reporte de COVID-19                                              | No se emitió el reporte de COVID-19                                              | No se emitió el reporte de COVID-19                                              | No se emitió el reporte de COVID-19                                              | No se emitió el reporte de COVID-19                                              | No se emitió el reporte de COVID-19                                              | No se emitió el reporte de COVID-19                                              | No se emitió el reporte de COVID-19                                              | No se emitió el reporte de COVID-19                                              |
| 5 mar. 2024                                                                      | No se emitió el reporte de COVID-19                                              | No se emitió el reporte de COVID-19                                              | No se emitió el reporte de COVID-19                                              | No se emitió el reporte de COVID-19                                              | No se emitió el reporte de COVID-19                                              | No se emitió el reporte de COVID-19                                              | No se emitió el reporte de COVID-19                                              | No se emitió el reporte de COVID-19                                              | No se emitió el reporte de COVID-19                                              | No se emitió el reporte de COVID-19                                              | No se emitió el reporte de COVID-19                                              | No se emitió el reporte de COVID-19                                              |
| 6 mar. 2024                                                                      | No se emitió el reporte de COVID-19                                              | No se emitió el reporte de COVID-19                                              | No se emitió el reporte de COVID-19                                              | No se emitió el reporte de COVID-19                                              | No se emitió el reporte de COVID-19                                              | No se emitió el reporte de COVID-19                                              | No se emitió el reporte de COVID-19                                              | No se emitió el reporte de COVID-19                                              | No se emitió el reporte de COVID-19                                              | No se emitió el reporte de COVID-19                                              | No se emitió el reporte de COVID-19                                              | No se emitió el reporte de COVID-19                                              |
| 7 mar. 2024                                                                      | No se emitió el reporte de COVID-19                                              | No se emitió el reporte de COVID-19                                              | No se emitió el reporte de COVID-19                                              | No se emitió el reporte de COVID-19                                              | No se emitió el reporte de COVID-19                                              | No se emitió el reporte de COVID-19                                              | No se emitió el reporte de COVID-19                                              | No se emitió el reporte de COVID-19                                              | No se emitió el reporte de COVID-19                                              | No se emitió el reporte de COVID-19                                              | No se emitió el reporte de COVID-19                                              | No se emitió el reporte de COVID-19                                              |
| 8 mar. 2024                                                                      | No se emitió el reporte de COVID-19                                              | No se emitió el reporte de COVID-19                                              | No se emitió el reporte de COVID-19                                              | No se emitió el reporte de COVID-19                                              | No se emitió el reporte de COVID-19                                              | No se emitió el reporte de COVID-19                                              | No se emitió el reporte de COVID-19                                              | No se emitió el reporte de COVID-19                                              | No se emitió el reporte de COVID-19                                              | No se emitió el reporte de COVID-19                                              | No se emitió el reporte de COVID-19                                              | No se emitió el reporte de COVID-19                                              |
| 9 mar. 2024                                                                      | No se emitió el reporte de COVID-19                                              | No se emitió el reporte de COVID-19                                              | No se emitió el reporte de COVID-19                                              | No se emitió el reporte de COVID-19                                              | No se emitió el reporte de COVID-19                                              | No se emitió el reporte de COVID-19                                              | No se emitió el reporte de COVID-19                                              | No se emitió el reporte de COVID-19                                              | No se emitió el reporte de COVID-19                                              | No se emitió el reporte de COVID-19                                              | No se emitió el reporte de COVID-19                                              | No se emitió el reporte de COVID-19                                              |
| 10 mar. 2024                                                                     | —                                                                                | 212 056                                                                          | —                                                                                | —                                                                                | —                                                                                | 4636                                                                             | —                                                                                | 1 320 524                                                                        | 0                                                                                | 0                                                                                |                                                                                  | [ 247 ]                                                                          |
| 11 mar. 2024                                                                     | No se emitió el reporte de COVID-19                                              | No se emitió el reporte de COVID-19                                              | No se emitió el reporte de COVID-19                                              | No se emitió el reporte de COVID-19                                              | No se emitió el reporte de COVID-19                                              | No se emitió el reporte de COVID-19                                              | No se emitió el reporte de COVID-19                                              | No se emitió el reporte de COVID-19                                              | No se emitió el reporte de COVID-19                                              | No se emitió el reporte de COVID-19                                              | No se emitió el reporte de COVID-19                                              | No se emitió el reporte de COVID-19                                              |
| 12 mar. 2024                                                                     | No se emitió el reporte de COVID-19                                              | No se emitió el reporte de COVID-19                                              | No se emitió el reporte de COVID-19                                              | No se emitió el reporte de COVID-19                                              | No se emitió el reporte de COVID-19                                              | No se emitió el reporte de COVID-19                                              | No se emitió el reporte de COVID-19                                              | No se emitió el reporte de COVID-19                                              | No se emitió el reporte de COVID-19                                              | No se emitió el reporte de COVID-19                                              | No se emitió el reporte de COVID-19                                              | No se emitió el reporte de COVID-19                                              |
| 13 mar. 2024                                                                     | No se emitió el reporte de COVID-19                                              | No se emitió el reporte de COVID-19                                              | No se emitió el reporte de COVID-19                                              | No se emitió el reporte de COVID-19                                              | No se emitió el reporte de COVID-19                                              | No se emitió el reporte de COVID-19                                              | No se emitió el reporte de COVID-19                                              | No se emitió el reporte de COVID-19                                              | No se emitió el reporte de COVID-19                                              | No se emitió el reporte de COVID-19                                              | No se emitió el reporte de COVID-19                                              | No se emitió el reporte de COVID-19                                              |
| 14 mar. 2024                                                                     | No se emitió el reporte de COVID-19                                              | No se emitió el reporte de COVID-19                                              | No se emitió el reporte de COVID-19                                              | No se emitió el reporte de COVID-19                                              | No se emitió el reporte de COVID-19                                              | No se emitió el reporte de COVID-19                                              | No se emitió el reporte de COVID-19                                              | No se emitió el reporte de COVID-19                                              | No se emitió el reporte de COVID-19                                              | No se emitió el reporte de COVID-19                                              | No se emitió el reporte de COVID-19                                              | No se emitió el reporte de COVID-19                                              |
| 15 mar. 2024                                                                     | No se emitió el reporte de COVID-19                                              | No se emitió el reporte de COVID-19                                              | No se emitió el reporte de COVID-19                                              | No se emitió el reporte de COVID-19                                              | No se emitió el reporte de COVID-19                                              | No se emitió el reporte de COVID-19                                              | No se emitió el reporte de COVID-19                                              | No se emitió el reporte de COVID-19                                              | No se emitió el reporte de COVID-19                                              | No se emitió el reporte de COVID-19                                              | No se emitió el reporte de COVID-19                                              | No se emitió el reporte de COVID-19                                              |
| 16 mar. 2024                                                                     | No se emitió el reporte de COVID-19                                              | No se emitió el reporte de COVID-19                                              | No se emitió el reporte de COVID-19                                              | No se emitió el reporte de COVID-19                                              | No se emitió el reporte de COVID-19                                              | No se emitió el reporte de COVID-19                                              | No se emitió el reporte de COVID-19                                              | No se emitió el reporte de COVID-19                                              | No se emitió el reporte de COVID-19                                              | No se emitió el reporte de COVID-19                                              | No se emitió el reporte de COVID-19                                              | No se emitió el reporte de COVID-19                                              |
| 17 mar. 2024                                                                     | —                                                                                | 212 060                                                                          | —                                                                                | —                                                                                | —                                                                                | 4636                                                                             | —                                                                                | 1 320 618                                                                        | 0                                                                                | 0                                                                                |                                                                                  | [ 248 ]                                                                          |
| 18 mar. 2024                                                                     | No se emitió el reporte de COVID-19                                              | No se emitió el reporte de COVID-19                                              | No se emitió el reporte de COVID-19                                              | No se emitió el reporte de COVID-19                                              | No se emitió el reporte de COVID-19                                              | No se emitió el reporte de COVID-19                                              | No se emitió el reporte de COVID-19                                              | No se emitió el reporte de COVID-19                                              | No se emitió el reporte de COVID-19                                              | No se emitió el reporte de COVID-19                                              | No se emitió el reporte de COVID-19                                              | No se emitió el reporte de COVID-19                                              |
| 19 mar. 2024                                                                     | No se emitió el reporte de COVID-19                                              | No se emitió el reporte de COVID-19                                              | No se emitió el reporte de COVID-19                                              | No se emitió el reporte de COVID-19                                              | No se emitió el reporte de COVID-19                                              | No se emitió el reporte de COVID-19                                              | No se emitió el reporte de COVID-19                                              | No se emitió el reporte de COVID-19                                              | No se emitió el reporte de COVID-19                                              | No se emitió el reporte de COVID-19                                              | No se emitió el reporte de COVID-19                                              | No se emitió el reporte de COVID-19                                              |
| 20 mar. 2024                                                                     | No se emitió el reporte de COVID-19                                              | No se emitió el reporte de COVID-19                                              | No se emitió el reporte de COVID-19                                              | No se emitió el reporte de COVID-19                                              | No se emitió el reporte de COVID-19                                              | No se emitió el reporte de COVID-19                                              | No se emitió el reporte de COVID-19                                              | No se emitió el reporte de COVID-19                                              | No se emitió el reporte de COVID-19                                              | No se emitió el reporte de COVID-19                                              | No se emitió el reporte de COVID-19                                              | No se emitió el reporte de COVID-19                                              |
| 21 mar. 2024                                                                     | No se emitió el reporte de COVID-19                                              | No se emitió el reporte de COVID-19                                              | No se emitió el reporte de COVID-19                                              | No se emitió el reporte de COVID-19                                              | No se emitió el reporte de COVID-19                                              | No se emitió el reporte de COVID-19                                              | No se emitió el reporte de COVID-19                                              | No se emitió el reporte de COVID-19                                              | No se emitió el reporte de COVID-19                                              | No se emitió el reporte de COVID-19                                              | No se emitió el reporte de COVID-19                                              | No se emitió el reporte de COVID-19                                              |
| 22 mar. 2024                                                                     | No se emitió el reporte de COVID-19                                              | No se emitió el reporte de COVID-19                                              | No se emitió el reporte de COVID-19                                              | No se emitió el reporte de COVID-19                                              | No se emitió el reporte de COVID-19                                              | No se emitió el reporte de COVID-19                                              | No se emitió el reporte de COVID-19                                              | No se emitió el reporte de COVID-19                                              | No se emitió el reporte de COVID-19                                              | No se emitió el reporte de COVID-19                                              | No se emitió el reporte de COVID-19                                              | No se emitió el reporte de COVID-19                                              |
| 23 mar. 2024                                                                     | No se emitió el reporte de COVID-19                                              | No se emitió el reporte de COVID-19                                              | No se emitió el reporte de COVID-19                                              | No se emitió el reporte de COVID-19                                              | No se emitió el reporte de COVID-19                                              | No se emitió el reporte de COVID-19                                              | No se emitió el reporte de COVID-19                                              | No se emitió el reporte de COVID-19                                              | No se emitió el reporte de COVID-19                                              | No se emitió el reporte de COVID-19                                              | No se emitió el reporte de COVID-19                                              | No se emitió el reporte de COVID-19                                              |
| 24 mar. 2024                                                                     | —                                                                                | 212 063                                                                          | —                                                                                | —                                                                                | —                                                                                | 4636                                                                             | —                                                                                | 1 320 728                                                                        | 0                                                                                | 0                                                                                |                                                                                  | [ 249 ]                                                                          |
| 25 mar. 2024                                                                     | No se emitió el reporte de COVID-19                                              | No se emitió el reporte de COVID-19                                              | No se emitió el reporte de COVID-19                                              | No se emitió el reporte de COVID-19                                              | No se emitió el reporte de COVID-19                                              | No se emitió el reporte de COVID-19                                              | No se emitió el reporte de COVID-19                                              | No se emitió el reporte de COVID-19                                              | No se emitió el reporte de COVID-19                                              | No se emitió el reporte de COVID-19                                              | No se emitió el reporte de COVID-19                                              | No se emitió el reporte de COVID-19                                              |
| 26 mar. 2024                                                                     | No se emitió el reporte de COVID-19                                              | No se emitió el reporte de COVID-19                                              | No se emitió el reporte de COVID-19                                              | No se emitió el reporte de COVID-19                                              | No se emitió el reporte de COVID-19                                              | No se emitió el reporte de COVID-19                                              | No se emitió el reporte de COVID-19                                              | No se emitió el reporte de COVID-19                                              | No se emitió el reporte de COVID-19                                              | No se emitió el reporte de COVID-19                                              | No se emitió el reporte de COVID-19                                              | No se emitió el reporte de COVID-19                                              |
| 27 mar. 2024                                                                     | No se emitió el reporte de COVID-19                                              | No se emitió el reporte de COVID-19                                              | No se emitió el reporte de COVID-19                                              | No se emitió el reporte de COVID-19                                              | No se emitió el reporte de COVID-19                                              | No se emitió el reporte de COVID-19                                              | No se emitió el reporte de COVID-19                                              | No se emitió el reporte de COVID-19                                              | No se emitió el reporte de COVID-19                                              | No se emitió el reporte de COVID-19                                              | No se emitió el reporte de COVID-19                                              | No se emitió el reporte de COVID-19                                              |
| 28 mar. 2024                                                                     | No se emitió el reporte de COVID-19                                              | No se emitió el reporte de COVID-19                                              | No se emitió el reporte de COVID-19                                              | No se emitió el reporte de COVID-19                                              | No se emitió el reporte de COVID-19                                              | No se emitió el reporte de COVID-19                                              | No se emitió el reporte de COVID-19                                              | No se emitió el reporte de COVID-19                                              | No se emitió el reporte de COVID-19                                              | No se emitió el reporte de COVID-19                                              | No se emitió el reporte de COVID-19                                              | No se emitió el reporte de COVID-19                                              |
| 29 mar. 2024                                                                     | No se emitió el reporte de COVID-19                                              | No se emitió el reporte de COVID-19                                              | No se emitió el reporte de COVID-19                                              | No se emitió el reporte de COVID-19                                              | No se emitió el reporte de COVID-19                                              | No se emitió el reporte de COVID-19                                              | No se emitió el reporte de COVID-19                                              | No se emitió el reporte de COVID-19                                              | No se emitió el reporte de COVID-19                                              | No se emitió el reporte de COVID-19                                              | No se emitió el reporte de COVID-19                                              | No se emitió el reporte de COVID-19                                              |
| 30 mar. 2024                                                                     | No se emitió el reporte de COVID-19                                              | No se emitió el reporte de COVID-19                                              | No se emitió el reporte de COVID-19                                              | No se emitió el reporte de COVID-19                                              | No se emitió el reporte de COVID-19                                              | No se emitió el reporte de COVID-19                                              | No se emitió el reporte de COVID-19                                              | No se emitió el reporte de COVID-19                                              | No se emitió el reporte de COVID-19                                              | No se emitió el reporte de COVID-19                                              | No se emitió el reporte de COVID-19                                              | No se emitió el reporte de COVID-19                                              |
| 31 mar. 2024                                                                     | —                                                                                | 212 065                                                                          | —                                                                                | —                                                                                | —                                                                                | 4636                                                                             | —                                                                                | 1 320 774                                                                        | 0                                                                                | 0                                                                                |                                                                                  | [ 250 ]                                                                          |
| 1 abr. 2024                                                                      | No se emitió el reporte de COVID-19                                              | No se emitió el reporte de COVID-19                                              | No se emitió el reporte de COVID-19                                              | No se emitió el reporte de COVID-19                                              | No se emitió el reporte de COVID-19                                              | No se emitió el reporte de COVID-19                                              | No se emitió el reporte de COVID-19                                              | No se emitió el reporte de COVID-19                                              | No se emitió el reporte de COVID-19                                              | No se emitió el reporte de COVID-19                                              | No se emitió el reporte de COVID-19                                              | No se emitió el reporte de COVID-19                                              |
| 2 abr. 2024                                                                      | No se emitió el reporte de COVID-19                                              | No se emitió el reporte de COVID-19                                              | No se emitió el reporte de COVID-19                                              | No se emitió el reporte de COVID-19                                              | No se emitió el reporte de COVID-19                                              | No se emitió el reporte de COVID-19                                              | No se emitió el reporte de COVID-19                                              | No se emitió el reporte de COVID-19                                              | No se emitió el reporte de COVID-19                                              | No se emitió el reporte de COVID-19                                              | No se emitió el reporte de COVID-19                                              | No se emitió el reporte de COVID-19                                              |
| 3 abr. 2024                                                                      | No se emitió el reporte de COVID-19                                              | No se emitió el reporte de COVID-19                                              | No se emitió el reporte de COVID-19                                              | No se emitió el reporte de COVID-19                                              | No se emitió el reporte de COVID-19                                              | No se emitió el reporte de COVID-19                                              | No se emitió el reporte de COVID-19                                              | No se emitió el reporte de COVID-19                                              | No se emitió el reporte de COVID-19                                              | No se emitió el reporte de COVID-19                                              | No se emitió el reporte de COVID-19                                              | No se emitió el reporte de COVID-19                                              |
| 4 abr. 2024                                                                      | No se emitió el reporte de COVID-19                                              | No se emitió el reporte de COVID-19                                              | No se emitió el reporte de COVID-19                                              | No se emitió el reporte de COVID-19                                              | No se emitió el reporte de COVID-19                                              | No se emitió el reporte de COVID-19                                              | No se emitió el reporte de COVID-19                                              | No se emitió el reporte de COVID-19                                              | No se emitió el reporte de COVID-19                                              | No se emitió el reporte de COVID-19                                              | No se emitió el reporte de COVID-19                                              | No se emitió el reporte de COVID-19                                              |
| 5 abr. 2024                                                                      | No se emitió el reporte de COVID-19                                              | No se emitió el reporte de COVID-19                                              | No se emitió el reporte de COVID-19                                              | No se emitió el reporte de COVID-19                                              | No se emitió el reporte de COVID-19                                              | No se emitió el reporte de COVID-19                                              | No se emitió el reporte de COVID-19                                              | No se emitió el reporte de COVID-19                                              | No se emitió el reporte de COVID-19                                              | No se emitió el reporte de COVID-19                                              | No se emitió el reporte de COVID-19                                              | No se emitió el reporte de COVID-19                                              |
| 6 abr. 2024                                                                      | No se emitió el reporte de COVID-19                                              | No se emitió el reporte de COVID-19                                              | No se emitió el reporte de COVID-19                                              | No se emitió el reporte de COVID-19                                              | No se emitió el reporte de COVID-19                                              | No se emitió el reporte de COVID-19                                              | No se emitió el reporte de COVID-19                                              | No se emitió el reporte de COVID-19                                              | No se emitió el reporte de COVID-19                                              | No se emitió el reporte de COVID-19                                              | No se emitió el reporte de COVID-19                                              | No se emitió el reporte de COVID-19                                              |
| 7 abr. 2024                                                                      | —                                                                                | 212 065                                                                          | —                                                                                | —                                                                                | —                                                                                | 4636                                                                             | —                                                                                | 1 320 845                                                                        | 0                                                                                | 0                                                                                | [ e ]                                                                            | [ 251 ]                                                                          |
| Total 2024                                                                       | 180                                                                              | 212 065                                                                          | —                                                                                | —                                                                                | 0                                                                                | 4636                                                                             | 2224                                                                             | 1 320 845                                                                        | —                                                                                | —                                                                                |                                                                                  |                                                                                  |